# عقد 2000
| 2000 \| 2001 \| 2002 \| 2003 \| 2004 \| 2005 \| 2006 \| 2007 \| 2008 \| 2009 |

بدأ عقد 2000 من 1 يناير 2000 وانتهى في 31 ديسمبر 2009.

## السياسة والحروب

### هجمات إرهابية

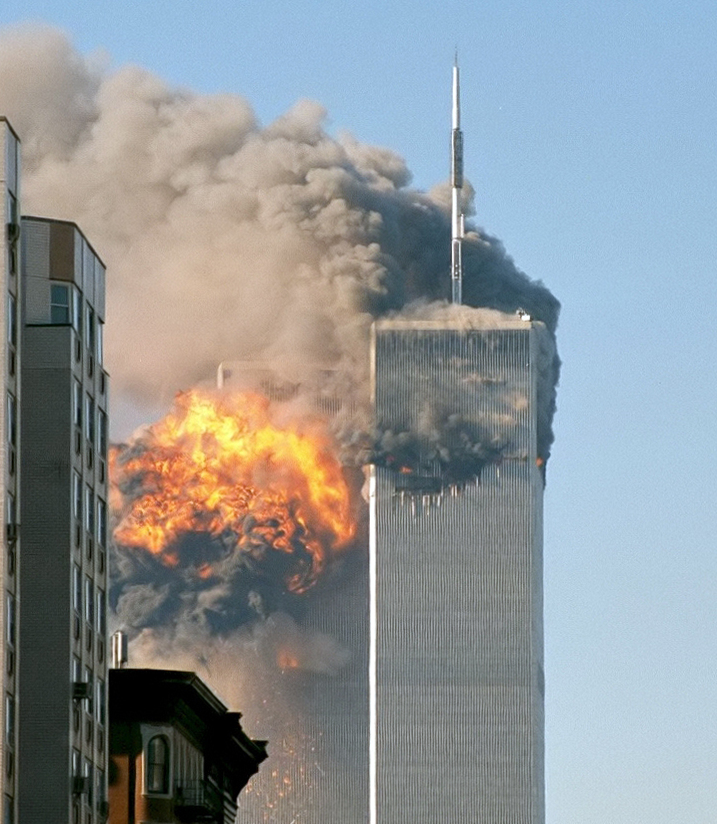
مركز التجارة العالمي في مدينة نيويورك.

| الحدث                  | التاريخ        | الدولة           | الوفيات | الاصابات | مصدر          |
| ---------------------- | -------------- | ---------------- | ------- | -------- | ------------- |
| أحداث 11 سبتمبر        | 11 سبتمبر 2001 | الولايات المتحدة | 2,996   | 6,000+   | [ 4 ]         |
| هجمات الجمرة الخبيثة   | 18 سبتمبر 2001 | الولايات المتحدة | 5       | 17       | [ 5 ] [ 6 ]   |
| تفجيرات بالي           | 12 أكتوبر 2002 | إندونيسيا        | 204     | 209      | [ 7 ]         |
| أزمة رهائن مسرح موسكو  | 23 أكتوبر 2002 | روسيا            | 130     | 700+     | [ 8 ]         |
| تفجيرات شرق الرياض     | 12 مايو 2003   | السعودية         | 39      | 160+     | [ 9 ] [ 10 ]  |
| تفجيرات الدار البيضاء  | 16 مايو 2003   | المغرب           | 45      | 100+     | [ 11 ]        |
| تفجيرات مجمع المحيا    | 8 نوفمبر 2003  | السعودية         | 18      | 122+     | [ 12 ]        |
| تفجيرات إسطنبول        | 20 نوفمبر 2003 | تركيا            | 57      | 700+     | [ 13 ]        |
| تفجيرات مدريد          | 11 مارس 2004   | إسبانيا          | 193     | 2,050    | [ 14 ]        |
| تفجير الوشم            | 21 ابريل 2004  | السعودية         | 7       | 148+     | [ 15 ]        |
| هجوم الخبر             | 29 مايو 2004   | السعودية         | 22      | 25       | [ 16 ]        |
| أزمة رهائن مدرسة بسلان | 1 سبتمبر 2004  | روسيا            | 334     | 783+     | [ 17 ] [ 18 ] |
| اشتباكات الرس          | 6 إبريل 2005   | السعودية         | 14+     | 105+     | [ 19 ]        |
| تفجيرات لندن           | 7 يوليو 2005   | المملكة المتحدة  | 56      | 784      | [ 20 ]        |
| تفجيرات شرم الشيخ      | 23 يوليو 2005  | مصر              | 88      | 150+     | [ 21 ]        |
| تفجيرات عمان           | 9 نوفمبر 2005  | الأردن           | 60      | 115      | [ 22 ]        |
| تفجير الحلة 2007       | 6 مارس 2007    | العراق           | 200+    | 250+     | [ 23 ]        |
| تفجيرات القحطانية      | 14 أغسطس 2007  | العراق           | 500+    | 1,500+   | [ 24 ] [ 25 ] |
| هجمات مومباي           | 29 نوفمبر 2008 | الهند            | 166     | 300+     | [ 26 ]        |

### الحروب
أبرز الصراعات المسلحة في هذا العقد ما يلي:

#### الحروب الدولية
| الاسم                        | البداية        | النهاية        | ملاحظة |
| ---------------------------- | -------------- | -------------- | --- |
| الحرب على الإرهاب            | 7 أكتوبر 2001  | مستمرة         | هي عبارة عن حملة عسكرية واقتصادية وإعلامية تقودها الولايات المتحدة وبمشاركة بعض الدول المتحالفة معها وتهدف هذه الحملة حسب تصريحات رئيس الولايات المتحدة السابق جورج دبليو بوش إلى القضاء على الإرهاب والدول التي تدعم الإرهاب. بدأت هذه الحملة عقب هجمات 11 سبتمبر 2001 التي كان لتنظيم القاعدة دور فيها وأصبحت محوراً مركزياً في سياسة الرئيس الأمريكي السابق جورج و. بوش على الصعيدين الداخلي والعالمي. |
| الغزو الأمريكي لأفغانستان    | 7 أكتوبر 2001  | مستمرة         | في عام 2001، غزت الولايات المتحدة والمملكة المتحدة وإيطاليا وإسبانيا وكندا وأستراليا دولة أفغانستان من أجل تدمير تنظيم القاعدة وقتل قائدها أسامة بن لادن وإزالة طالبان من السلطة. |
| حرب العراق                   | 20 مارس 2003   | 18 ديسمبر 2011 | بدء الغزو في 20 مارس 2003، بقيادة الولايات المتحدة، ثم انضمت المملكة المتحدة والعديد من حلفاء التحالف، حيث أطلقوا حملة القصف المسماة "الصدمة والترويع". أدى الغزو إلى انهيار الحكومة البعثية؛ واعتقل صدام خلال عملية الفجر الأحمر في ديسمبر كانون الأول من العام نفسه ثم أعدم بعد ثلاث سنوات. ومع ذلك، أدى فراغ السلطة بعد سقوط صدام وسوء إدارة الاحتلال إلى انتشار العنف الطائفي بين الشيعة والسنة، فضلاً عن تمرد طويل ضد الولايات المتحدة وقوات التحالف. |
| حرب لبنان                    | 12 يوليو 2006  | 14 أغسطس 2006  | وقعت في جنوب لبنان وشمال إسرائيل. أطراف الحرب الرئيسية هي قوات حزب الله شبه العسكرية والجيش الإسرائيلي. الحرب بدأت كعملية عسكرية ردا على اختطاف جنديين احتياطين إسرائيليين من قبل حزب الله، توسعت تدريجيا وأصبحت نزاع أوسع. |
| الحرب على غزة                | 27 ديسمبر 2008 | 18 يناير 2009  | بعد قيام عناصر تابعة لحركتي حماس والجهاد الإسلامي في غزة بإطلاق أكثر من 130 صاروخاً وقذيفة هاون على مناطق في جنوب إسرائيل أطلقت القوات الإسرائيلية عملية عسكرية في غزة، والتي كان الهدف المعلن منها هو الحد من هجمات حماس الصاروخية. ووقف تهريب السلاح إلى قطاع غزة. خلال النزاع، كثفت حماس من هجماتها الصاروخية على إسرائيل، فأصابت أهدافاً مدنية ووصلت إلى المدن الإسرائيلية الكبرى مثل بئر السبع وأشدود.\|- |
| حرب العراق                   | 20 مارس 2003   | 18 ديسمبر 2011 | بدء الغزو في 20 مارس 2003، بقيادة الولايات المتحدة، ثم انضمت المملكة المتحدة والعديد من حلفاء التحالف، حيث أطلقوا حملة القصف المسماة "الصدمة والترويع". أدى الغزو إلى انهيار الحكومة البعثية؛ واعتقل صدام خلال عملية الفجر الأحمر في ديسمبر كانون الأول من العام نفسه ثم أعدم بعد ثلاث سنوات. ومع ذلك، أدى فراغ السلطة بعد سقوط صدام وسوء إدارة الاحتلال إلى انتشار العنف الطائفي بين الشيعة والسنة، فضلاً عن تمرد طويل ضد الولايات المتحدة وقوات التحالف. |
| حرب الكونغو الثانية          | 2 أغسطس 1998   | 18 يوليو 2003  | وقعت إلى حد كبير في جمهورية الكونغو الديمقراطية. وتعد هذه أكثر الحروب دموية في التاريخ الإفريقي الحديث ومن أكثر الحروب دموية بعد الحرب العالمية الثانية، حيث شاركت فيها تسع دول أفريقية، فضلاً عن 25 مجموعة مسلحة تقريبًا. أسفرت الحرب وتوابعها عن وفاة 3.8 مليون شخص، مات معظمهم بسبب المرض والمجاعة. لقبت الحرب بـ "الحرب الأفريقية العالمية" و "الحرب الأفريقية الكبرى". |
| الحرب الشيشانية الثانية      | 26 أغسطس 1999  | 30 أبريل 2000  | هي حرب شنتها روسيا الاتحادية على جمهورية الشيشان في 26 أغسطس 1999، ردا على غزو داغستان من قبل اللواء الإسلامي الدولي الذي يتخذ من الشيشان مقرا له. , أنهت الحرب استقلال الشيشان الذي أعقب الحرب الشيشانية الأولى. |
| حرب أوسيتيا الجنوبية         | 8 أغسطس 2008   | 16 أغسطس 2008  | بدأت الحرب بهجوم عسكري من جورجيا على مقاطعتي أوسيتيا الجنوبية وأبخازيا، وبعدها قامت القوات الروسية بهجوم مضاد سريع على جورجيا. تمت إدانة كل من روسيا وجورجيا دوليًا بسبب أفعالهما. |
| الحرب الإثيوبية الإريترية    | 6 مايو 1998    | 18 مايو 2000   | هو صراع حدودي بين اثيوبيا واريتريا. بعد تبادل الدولتان الاتهام بانتهاك الحدود، تحول الصراع إلى مواجهات عسكرية. انتهت الحرب في عام 2000، وكانت نتيجة الحرب تغييرات طفيفة في الحدود. |
| نزاع كيفو                    | 2004           | 2009           | نزاع مسلح بين جمهورية الكونغو الديمقراطية والقوات الديمقراطية لتحرير رواندا. |
| الانتفاضة الفلسطينية الثانية | 28 سبتمبر 2000 | 8 فبراير 2005  | هي فترة تميزت بازدياد العنف بين الفلسطينيين والإسرائيليين، فبعد توقيع اتفاقيات أوسلو التي فشلت في إقامة دولة فلسطينية، اندلعت الانتفاضة الثانية في سبتمبر عام 2000. في يونيو 2002، بدأت إسرائيل في بناء سور في الضفة الغربية قرب الخط الأخضر من أجل منع حماية المستوطنات الإسرائيلية القريبة من الخط الأخضر من الإرهاب الفلسطيني. ويعزى الانخفاض الكبير في عدد الحوادث الارهابية من عام 2002 إلى عام 2005 جزئياً إلى الجدار. أصبح الجدار قضية خلاف كبيرة بين الجانبين. تسببت الانتفاضة الثانية في مقتل الآلاف من الضحايا من الجانبين. يعتبر العديد من الفلسطينيين أن الانتفاضة الثانية هي حرب شرعية للتحرر ضد الاحتلال الأجنبي، في حين يعتبر العديد من الإسرائيليين أنها حملة إرهابية. |
| معارك نيجيريا                | 26 يوليو 2009  | 29 يوليو 2009  | هو نزاع مسلح بين بوكو حرام، وقوات الأمن النيجيرية |

|  |  |  |

#### الحروب الأهلية وحروب العصابات
| الاسم                             | الدولة                 | البداية        | النهاية        | ملاحظة |
| --------------------------------- | ---------------------- | -------------- | -------------- | --- |
| الحرب في دارفور                   | السودان                | 26 فبراير 2003 | مستمرة         | هي نزاع مسلح جرى في منطقة دارفور في السودان، اندلع في فبراير 2003 عندما بدأت مجموعتان متمردتان هما حركة تحرير السودان وحركة العدل والمساواة بقتال الحكومة السودانية التي تتهم باضطهاد سكان دارفور من غير العرب. ردت الحكومة بهجمات عبارة عن حملة تطهير عرقي ضد سكان دارفور غير العرب. أدت الحملة إلى مقتل مئات الآلاف من المدنيين واتهم بسببها الرئيس السوداني عمر البشير بارتكاب إبادة جماعية، جرائم حرب، وجرائم ضد الإنسانية من محكمة الجنايات الدولية. يضم الطرف الأول للصراع القوات المسلحة السودانية والشرطة والجنجاويد، وهي ميليشيا سودانية تتكون من قبائل عربية خصوصا البدو؛ ظلت أغلب المجموعات العربية الأخرى في دارفور غير مشاركة. يضم الجانب الآخر المجموعات المتمردة، خصوصا حركة تحرير السودان وحركة العدل والمساواة، التي تتشكل من المجموعات العرقية المسلمة غير العربية مثل الفور، الزغاوة، والمساليت. |
| حرب المكسيك على المخدرات          | المكسيك                | 11 ديسمبر 2006 | مستمرة         | هو الصراع المسلح الدائر حالياً في المكسيك بين تكتلات الكارتيلات المتنافسة بينها على تهريب المخدرات والهيمنة على مناطق الإنتاج، من جهة، وبينها وبين القوات الحكومية من جهة أخرى. |
| تمرد الناكسال الماويين            | الهند                  | 18 مايو 1967   | مستمرة         | هو الصراع دائر بين المنظمات الماوية المعروفة باسم الناكسال وهم مجموعة من الشيوعيين المتطرفين وبين الحكومة الهندية. |
| النزاع الكولومبي                  | كولومبيا               | 27 مايو 1964   | مستمرة         | وهو نزاع بدأ منذ منتصف الستينات أثناء الحرب الباردة، بين القوى اليسارية الشيوعية التي تتضمن القوات المسلحة الثورية الكولومبية وجيش التحرير الوطني الكولومبي ضد الحكومة الكولومبية المعادية للشيوعية، بعد نهاية الحرب الباردة أصبحت القوى الثورية الشيوعية تُدعم من قبل مجاميع تهريب المخدرات، حيث سهل الثوريين تهريب المخدرات في كولومبيا، وأيضاً بعد مجئ الإشتراكية في فنزويلا أصبحت تدعم الجماعات المتمردة في كولومبيا. |
| الحرب الأهلية في سيراليون         | سيراليون               | 23 مارس 1991   | 18 يناير 2002  | هي حرب بدأت عندما دخلت الجبهة الثورية المتحدة، بدعم من القوات الخاصة من ليبيريا سيراليون في محاولة للإطاحة بحكومة جوزيف موموه. انتهت الحرب بانتصار جيش سيراليون والقضاء على متمردي الجبهة المتحدة. |
| الحرب الأهلية السريلانكية         | سريلانكا               | 23 يوليو 1983  | 18 مايو 2009   | هو نزاع مسلح دار في جزيرة سريلانكا. بدأ في 23 يوليو 1983، وكان عبارة عن تمرد متقطع ضد الحكومة من قبل نمور تحرير إيلام تاميل، التي تطالب بإنشاء دولة تاميلية مستقلة تسمى إيلام تاميل في شمال وشرق الجزيرة. بعد 26 عاما من الحملة العسكرية، هزمت القوات المسلحة السريلانكية نمور التاميل في مايو 2009، وانتهت بذلك الحرب الأهلية. |
| الحرب في شمال غرب باكستان         | باكستان                | 16 مارس 2003   | مستمرة         | هو نزاع مسلح نشب في 16 مارس 2004 بين كل من باكستان والولايات المتحدة ضد كل من حركة طالبان باكستان وتنظيم القاعدة. |
| الحرب الأهلية الأنغولية           | أنغولا                 | 11 نوفمبر 1975 | 4 أبريل 2002   | هي حرب أهلية دارت بشكل رئيسي في أنغولا بداية من عام 1975 وحتى 2002. بدأت مباشرة بعد أن أصبحت أنغولا مستقلة عن البرتغال في نوفمبر 1975. حسب مراجعة تاريخ الصراع فهي كانت أساساً صراعا على السلطة بين اثنتين من حركات التحرر السابقة: الحركة الشعبية لتحرير أنغولا والاتحاد الوطني للاستقلال الكامل لأنغولا (يونيتا). وفي الوقت نفسه اعتبرت بمثابة حرب بالوكالة تندرج ضمن سياق الحرب الباردة حيث كانت فيها مشاركة دولية واسعة النطاق مباشرة وغير مباشرة من القوى الكبرى مثل: الاتحاد السوفيتي، الولايات المتحدة، جنوب أفريقيا وكوبا، وكانوا أطراف أساسية في الحرب. |
| تمرد الحوثيين                     | اليمن                  | 18 يونيو 2004  | مستمرة         | يشير إلى الأحداث التي شهدتها اليمن منذ بداية نزاع صعدة بين الحكومة اليمنية والحوثيون، وحتى انقلاب اليمن 2014 وما تلاه من أحداث وتطورات. |
| الحرب الأهلية الصومالية           | الصومال                | 26 يناير 1991  | مستمرة         | هي حرب أهلية لا تزال قائمة الآن في الصومال. انبثق النزاع من المقاومة ضد نظام الرئيس سياد بري خلال الثمانينات. |
| نزاع دلتا النيجر                  | النيجر                 | 2003           | مستمرة         | هو نزاع مستمر في منطقة دلتا النيجر في نيجيريا. وقد نجم النزاع عن التوترات بين شركات النفط الأجنبية وعدد من المجموعات العرقية في دلتا النيجر. حيث طالبت المجموعات العرقية بحصتهم من الثروة وحقهم في أن تكون لهم بيئة صحية. |
| العشرية السوداء في الجزائر        | الجزائر                | 26 ديسمبر 1991 | 8 فبراير 2002  | هي صراع مسلح قام بين النظام الجزائري وفصائل متعددة تتبنى أفكار موالية لـ الجبهة الإسلامية للإنقاذ والإسلام السياسي، عقب إلغاء نتائج الانتخابات البرلمانية لعام 1991 في الجزائر والتي حققت فيها الجبهة الإسلامية للإنقاذ فوزا مؤكدا مما حدا بالجيش الجزائري التدخل لالغاء الانتخابات البرلمانية في البلاد مخافة من فوز الإسلاميين فيها. |
| الحرب الأهلية في تشاد             | تشاد                   | 1998           | مستمرة         | هو صراع بين حركة العدالة والديمقراطية في تشاد والقوات الحكومية في منطقة تيبستي، مما أسفر عن مئات من الضحايا المدنيين والحكوميين والمتمردين. |
| الحرب الأهلية النيبالية           | نيبال                  | 13 فبراير 1996 | 21 نوفمبر 2006 | هو صراع دارت رحاه في النيبال بين الحزب الشيوعي النيبالي (الماوي) وحكومة النيبال من عام 1996 حتى عام 2006. قام الحزب الشيوعي النيبالي (الماوي) بتمرد بتاريخ 13 فبراير عام 1996 بهدف إسقاط النظام الملكي لنيبال وتأسيس جمهورية شعبية. انتهت الحرب بالتوقيع على اتفاق السلام الشامل بتاريخ 21 نوفمبر 2006. |
| الحرب الأهلية الليبيرية الثانية   | ليبيريا                | 21 أبريل 1999  | 18 أغسطس 2003  | هي حرب بدأت عام 1999 وقامت بعد ظهور مجموعة ثائرة ضد الحكومة الليبيرية في شمال ليبيريا بدعم من حكومة الدولة المجاورة غينيا وبدعم من حزب الاتحاد الليبيري للمصالحة والديمقراطية وفي ظهرت سنة 2003 مجموعة حزبية أخرى ثارت ضد الحكم وهم الحركة من أجل الديمقراطية في ليبيريا ونشطت في الجنوب لتطيح بحكومة تشارلز تايلور الحكومة الثالثة التي قادت البلاد، وتمكن حزب الاتحاد الليبيري للمصالحة والديمقراطية من السيطرة على العاصمة مونروفيا، وقامت مجموعة هذا الحزب بقصف المدينة وقتلوا الكثير من المدنيين فيها، بينما كان آلاف الناس قد هجروا المدينة لأوضاعها السيئة، في حين أن الرئيس الليبيري السابق تشارلز تايلور رحل إلى نيجيريا. |
| حرب الساحل                        |                        | 11 أبريل 2002  | مستمرة         | يشير إلى نشاطات إسلامية متشددة في المغرب العربي والساحل الأفريقي بالإضافة إلى مناطق أخرى من شمال أفريقيا منذ عام 2002. |
| نزاع إيتوري                       | جمهورية الكونغو        | 1999           | مستمرة         | هو صراع دار بين جماعة الليندو والهيما في منطقة إيتوري في شمال شرق جمهورية الكونغو الديمقراطية. وقد قُتل أكثر من 50 ألف شخص في الصراع وأجبر مئات الآلاف على النزوح من ديارهم. |
| حرب بوش في جمهورية أفريقيا الوسطى | جمهورية إفريقيا الوسطى | 23 نوفمبر 2004 | 1 أبريل 2007   | بعد أن استولى فرانسوا بوزيزيه على السلطة في انقلاب عام 2003، بدأت حركة اتحاد القوى الديمقراطية من أجل الوحدة بالتمرد. |
| الحرب الأهلية الأفغانية           | أفغانستان              | 27 سبتمبر 1996 | 7 أكتوبر 2001  | هي الحرب الأهلية التي دارت بعد سيطرة طالبان على الحُكُم في أفغانستان وقد كانت بين إمارة أفغانستان الإسلامية ودولة أفغانستان الإسلامية وهي الحكومة التي بدأت في سنة 1992 بعد سقوط الشيوعية في أفغانستان وقد تمكن مؤيدي دولة أفغانستان الإسلامية من السيطرة على الحكم في شمال البلاد وقد حظيوا بدعم من روسيا وأوزبكستان وطاجيكستان وإيران بينما حظيت الإمارة الإسلامية بدعم باكستان والمملكة العربية السعودية والإمارات العربية المتحدة وقد انتهت في سنة 2001 بعد سقوط حكومة طالبان في كابول بعد أن تمكنت الولايات المتحدة من غزو أفغانستان وذلك بسبب رفض حكومة طالبان تسليم أسامة بن لادن الذي هاجم برجي التجارة العالمي في 11 سبتمبر في نيويورك. |

|  |  |  |  |  |  |

### الانقلابات
| الحدث                                 | التاريخ        | الدولة      | ملاحظة |
| ------------------------------------- | -------------- | ----------- | --- |
| ثورة الخامس من أكتوبر                 | 5 أكتوبر 2000  | صربيا       | بعد اتهام سلوبودان ميلوشيفيتش من قبل شخصيات معارضة بفوزه في انتخابات 2000 عن طريق تزوير الانتخابات، اندلعت احتجاجات جماهيرية تقودها حركة المعارضة أوتبور! تطالب سلوبودان ميلوشيفيتش بالاستقالة. تمت الإطاحة بسلوبودان ميلوشيفيتش واعتقل فيما بعد وأرسل إلى لاهاي لمواجهة اتهامات وجهت بحقه بتورطه في جرائم حرب في حروب يوغوسلافيا. |
| الانقلاب في فنزويلا                   | 11 أبريل 2002  | فنزويلا     | هو انقلاب فاشل كان يهدف إلى الإطاحة بالرئيس الفنزويلي هوغو تشافيز. أثناء الانقلاب تم اعتقال تشافيز وأصبح بيدرو كارمونا الرئيس المؤقت. أدى الانقلاب إلى انتفاضة مؤيدة للرئيس تشافيز حاولت شرطة العاصمة قمعها إلا انها فشلت وفي النهاية استعاد الحرس الرئاسي الموالي للرئيس تشافيز القصر الرئاسي، مما أدى إلى انهيار حكومة كارمونا.  |
| الانقلاب في هايتي                     | 29 فبراير 2004 | هايتي       | أسفر الإنقلاب عن اسقاط الرئيس جان برتران أريستيد، وإنشاء حكومة مؤقتة بقيادة جيرار لاتورتو. |
| الانقلاب في تايلاند                   | 19 سبتمبر 2006 | تايلاند     | عندما كان رئيس الوزراء التايلاندي المنتخب ثاكسين شيناواترا في نيويورك لحضور اجتماع للأمم المتحدة، شن قائد الجيش سونثي بونياراتجلين انقلاب غير دموي وسيطر على الحكومة. |
| الانقسام الفلسطيني                    | 15 يونيو 2007  | دولة فلسطين | كان صراع عسكري بين حركتي فتح وحماس، حيث نجح مقاتلو حماس في السيطرة على قطاع غزة والإطاحة بمسؤولي فتح. وأسفر الانقسام عن حل حكومة الوحدة وتقسيم الأراضي الفلسطينية إلى كيانين بحكم الأمر الواقع، الضفة الغربية التي تخضع للسلطة الوطنية الفلسطينية، وغزة التي تحكمها حماس.                                                          |
| الانقلاب في لاوس                      | يونيو 2007     | لاوس        | هي محاولة فاشلة قام بها المقدم هاريسون جاك، واللواء فانغ باو لإسقاط نظام الحكم الشيوعي في لاوس. |
| التدخل في الانتخابات الرئاسية التركية | 28 أغسطس 2007  | تركيا       | أصدرت هيئة الأركان العامة التركية بيان مثير للجدل على موقعها الإلكتروني ويتناول وجهة نظرها بخصوص الانتخابات الرئاسية التركية لعام 2007. وكان المرشح الأوفر حظًا للفوز في هذه الانتخابات عبد الله غول ولأن زوجته ترتدي الحجاب الإسلامي تحوّلت الانتخابات إلى أزمة سياسية.                                                             |
| الانقلاب في موريتانيا                 | 6 أغسطس 2008   | موريتانيا   | نجح الإنقلاب الذي قاده الجنرال محمد ولد عبد العزيز الذي كان يشغل منصب رئيس أركان الحرس الرئاسي وتمت الاطاحة بالرئيس المنتخب سيدي محمد ولد الشيخ عبد الله. |
| الانقلاب في هندوراس                   | 28 يونيو 2009  | هندوراس     | نتج عنه الإطاحه بالرئيس مانويل زيلايا. |

|  |  |  |  |  |

### التهديدات النووية
| الحدث                          | التاريخ       | الدولة           | ملاحظة |
| ------------------------------ | ------------- | ---------------- | --- |
| برنامج إيران النووي            | 2005          | إيران            | أصبح برنامج إيران النووي محل خلاف بين إيران والعالم الغربي بسبب الشكوك بأن إيران ترغب في تحويل برنامجها النووي المدني إلى برنامج نووي عسكري. وقد أدى ذلك إلى قيام مجلس الأمن بفرض عقوبات على إيران، مما عزز من عزلتها الاقتصادية على الساحة الدولية. |
| البرنامج النووي العراقي        | 2003          | العراق           | غزت الولايات المتحدة العراق بسبب الاشتباه بأن صدام حسين كان يخزن أسلحة دمار شامل تشمل أسلحة كيماوية وبيولوجية أو كان في طور إنشائها. ولم يتم العثور على الشيء. |
| البرنامج النووي الكوري الشمالي | منذ 2006      | كوريا الشمالية   | نجحت كوريا الشمالية في إجراء تجربتين نوويتين في عامي 2006 و2009. |
| عملية خارج الصندوق             | 6 سبتمبر 2007 | سوريا            | قامت القوات الجوية الإسرائيلية بقصف على ما يشتبه بأنه مفاعل نووي عسكري في محافظة دير الزور السورية في، والذي يشتبه أنه تم بناؤه بمساعدة كوريا الشمالية. أعلن البيت الأبيض ووكالة المخابرات المركزية الأمريكية فيما بعد أن الموقع كان منشأة نووية عسكرية، ونفت سوريا ذلك.                                                                                 |
| ساعة القيامة                   | 2002-2007     | الولايات المتحدة | هي ساعة رمزية تُنذر بقرب نهاية العالم بسبب السباق الجاري بين الدول النووية، حيث إن وصول عقارب الساعة إلى وقت منتصف الليل يعني قيام حرب نووية تُفني البشرية، ويُشير عدد الدقائق التي قبل منتصف الليل إلى احتمال نشوب حرب نووية، في هذا العقد فقد تغيرت إلى أربع دقائق إلى منتصف الليل: دقيقتين في عام 2002 ودقيقتان في عام 2007 إلى 5 دقائق حتى منتصف الليل. |

|  |  |  |

### السيادة الوطنية
| الحدث                     | الدولة        | التاريخ        | ملاحظة |
| ------------------------- | ------------- | -------------- | --- |
| تيمور الشرقية             | تيمور الشرقية | 20 مايو 2002   | تستعيد استقلالها من إندونيسيا في 2002. حيث يعود تاريخ استقلال تيمور الشرقية إلى 28 نوفمبر 1975 أي بعد خروج الاستعمار البرتغالي منها. ولكن بعد تسعة أيام، غزتها القوات الاندونيسية قبل أن يعترف بها دولياً.               |
| الجبل الأسود              | الجبل الأسود  | 3 يونيو 2006   | تعلن استقلالها عن صربيا في عام 2006. وعلى الرغم من أن دولة الجبل الأسود ليست عضوًا في الاتحاد الأوروبي، إلا أنها تستخدم اليورو كعملة وطنية لها.                                                                          |
| كوسوفو                    | كوسوفو        | 17 فبراير 2008 | تحصل على استقلالها عن صربيا في عام 2008، ولكن لايزال استقلالها غير معترف به من قبل العديد من الدول حتى هذا اليوم. |
| خطة فك الارتباط الأحادية  | إسرائيل       | 23 أغسطس 2005  | إسرائيل تعلن عن خطة فك الارتباط الأحادية حيث قامت بإخلاء المستوطنات الإسرائيلية ومعسكرات الجيش الإسرائيلي من قطاع غزة و4 مستوطنات أخرى متفرقة في شمال الضفة الغربية.                                                    |
| أبخازيا وأوسيتيا الجنوبية | \             | 26 أغسطس 2008  | اعترفت روسيا رسمياً بالمناطق الجورجية المتنازع عليها في أبخازيا وأوسيتيا الجنوبية كدولتين مستقلتين. والغالبية العظمى من الدول الأعضاء في الأمم المتحدة يرفضون استقلال هذه المناطق ويعلنون انتماء هذه المناطق إلى جورجيا. |

|  |  |

### أحداث سياسية بارزة

#### الأمريكتين
| الحدث                            | الدولة           | التاريخ        | ملاحظة |
| -------------------------------- | ---------------- | -------------- | --- |
| الانتخابات العامة المكسيكية 2000 | المكسيك          | 1 ديسمبر 2000  | تم انتخاب فيسينتي فوكس رئيسًا للمكسيك في الانتخابات الرئاسية عام 2000، مما جعلته أول رئيس ينتخب من حزب معارض منذ فرانسيسكو ماديرو في عام 1910.            |
| انتخابات الرئاسة الأمريكية 2000  | الولايات المتحدة | 20 يناير 2001  | جورج دبليو بوش يصبح الرئيس الثالث والأربعين للولايات المتحدة خلفًا لبيل كلينتون.                                                                          |
| قانون باتريوت آكت                | الولايات المتحدة | 26 أكتوبر 2001 | وقع الرئيس الأمريكي جورج دبليو بوش على قانون باتريوت آكت وهو خاص بتسهيل إجراءات التحقيقات والوسائل اللازمة لمكافحة الإرهاب.                              |
| احتجاجات ضد حرب العراق           | الولايات المتحدة | 15 فبراير 2003 | اندلعت احتجاجات كبيرة جدًا ضد حرب العراق في جميع أنحاء العالم، وصفت موسوعة غينيس للأرقام القياسية الاحتجاجات بأنها أكبر تجمع مناهض لحرب في تاريخ البشرية. |
| وفاة رونالد ريغان                | الولايات المتحدة | 5 يونيو 2004   | توفي رونالد ريغان الرئيس الأربعين للولايات المتحدة، بعد معاناة طويلة مع مرض ألزهايمر.                                                                    |
| انتخابات الرئاسة التشيلية 2006   | تشيلي            | 11 مارس 2006   | تم انتخاب ميشال باشليت كأول رئيسة أنثى في تشيلي. |
| اتحاد دول أمريكا الجنوبية        | البرازيل         | 23 مايو 2008   | * تأسيس اتحاد دول أمريكا الجنوبية الذي يهدف إلى التكامل وتعزيز العلاقات بين دول أمريكا الجنوبية على غرار الاتحاد الأوروبي.                               |
| انتخابات الرئاسة الأمريكية 2008  | الولايات المتحدة | 20 يناير 2009  | باراك أوباما يصبح الرئيس الرابع والأربعين للولايات المتحدة خلفًا لجورج دبليو بوش، ليصبح أول رئيس أميركي من أصول أفريقية.                                  |

|  |  |  |  |  |

#### الشرق الأوسط
| الحدث                                 | الدولة           | التاريخ        | ملاحظة |
| ------------------------------------- | ---------------- | -------------- | --- |
| قمة كامب ديفيد                        | الولايات المتحدة | 11 يوليو 2000  | هي قمة باءت بالفشل عقدت من أجل ايجاد حل سلمي للصراع الإسرائيلي الفلسطيني، وعقدت في منتجع كامب ديفيد وجمعت بين الرئيس الأمريكي حينها بيل كلينتون، رئيس الوزراء الإسرائيلي إيهود براك، ورئيس السلطة الفلسطينية ياسر عرفات. |
| انسحاب إسرائيل من لبنان               | إسرائيل          | 24 مايو 2000   | الحكومة الإسرائيلية تسحب قوات الجيش الإسرائيلي من المنطقة الأمنية الإسرائيلية في جنوب لبنان بعد 22 سنة من الاحتلال. |
| الانتخابات العامة التركية 2002        | تركيا            | 3 نوفمبر 2002  | انتخب رجب طيب أردوغان رئيساً لوزراء تركيا، كما انتخب عبد الله غل رئيساً لتركيا. |
| مبادرة السلام العربية                 | السعودية         | 27 مارس 2002   | ولي العهد الأمير عبد الله بن عبد العزيز يعلن عن مبادرة السلام العربية في قمة بيروت عام 2002، وتهدف للسلام في الشرق الأوسط بين إسرائيل والفلسطينيين. وقد نالت هذه المبادرة تأييداً عربياً. |
| انتخابات الرئاسة الفلسطينية لعام 2005 | دولة فلسطين      | 9 يناير 2005   | هي أول انتخابات رئاسية بعد رحيل ياسر عرفات، وثاني انتخابات رئاسية منذ تأسيس السلطة الوطنية الفلسطينية، وتنافس على الرئاسة الفلسطينية 7 مرشحين، فيما قاطعت كل من حركة حماس والجهاد الإسلامي الانتخابات. وقد فاز محمود عباس في الانتخابات بنسبة 62.52%، ليكون الرئيس الثاني للسلطة الفلسطينية.                                                                                   |
| وفاة الملك فهد                        | السعودية         | 1 أغسطس 2005   | توفي الملك فهد بن عبد العزيز آل سعود، وصلي عليه بجامع الإمام تركي بن عبد الله بوسط الرياض، ودفن في مقبرة العود، وتولى أخاه الأمير عبد الله بن عبد العزيز آل سعود الحكم خلفًا له. |
| إعدام صدام حسين                       | العراق           | 30 ديسمبر 2006 | نفذ في العراق حكم الإعدام الصادر بحق الرئيس العراقي السابق صدام حسين بعد ادانته بارتكاب جرائم ضد الإنسانية، وانتهت بذلك مرحلة من تاريخ العراق الذي حكمه صدام لنحو ربع قرن قبل أن تتم الاطاحة به اثر غزو العراق الذي قادته القوات الأمريكية عام 2003. |
| اتفاق حماس فتح في مكة                 | السعودية         | 8 فبراير 2007  | الملك عبد الله بن عبد العزيز يرعى اتفاق بين حركتي فتح وحماس في مدينة مكة لوقف أعمال الأقتتال الداخلي وتشكيل حكومة وحدة وطنية. وفشلت الاتفاقية في توحيد السلطة الوطنية الفلسطينية وحكومة حماس في قطاع غزة. |
| احتجاجات الانتخابات الإيرانية         | إيران            | 13 يونيو 2009  | هي احتجاجات قام بها الشعب الإيراني بعدما اُتهمت الحكومة بتزوير نتائج الانتخابات الرئاسية الإيرانية التي جرت في 2009 التي أدت إلى فوز محمود أحمدي نجاد وهزيمة مير حسين موسوي، وأغلقت السلطات الإيرانية الجامعات في طهران، وأقفلت المواقع على شبكة الإنترنت، وأوقفت إرسال الهاتف المحمول والرسائل النصية، وحظرت التجمعات. وقتل عدد من المتظاهرين كما سجن العشرات خلال الاحتجاجات. |
| إصابة أرئيل شارون بجلطة دماغية        | إسرائيل          | 4 يناير 2006   | بعد إصابة رئيس الوزراء الإسرائيلي أرئيل شارون بجلطة دماغية شديدة عُين إيهود أولمرت رئيساً للحكومة الإسرائيلية بالوكالة في 4 يناير 2006. وأدى اليمين في 4 مايو 2006. خلال فترة رئاسته للحكومة شهدت بعض الاضطرابات والحروب. |

|  |  |  |  |

### قادة العالم

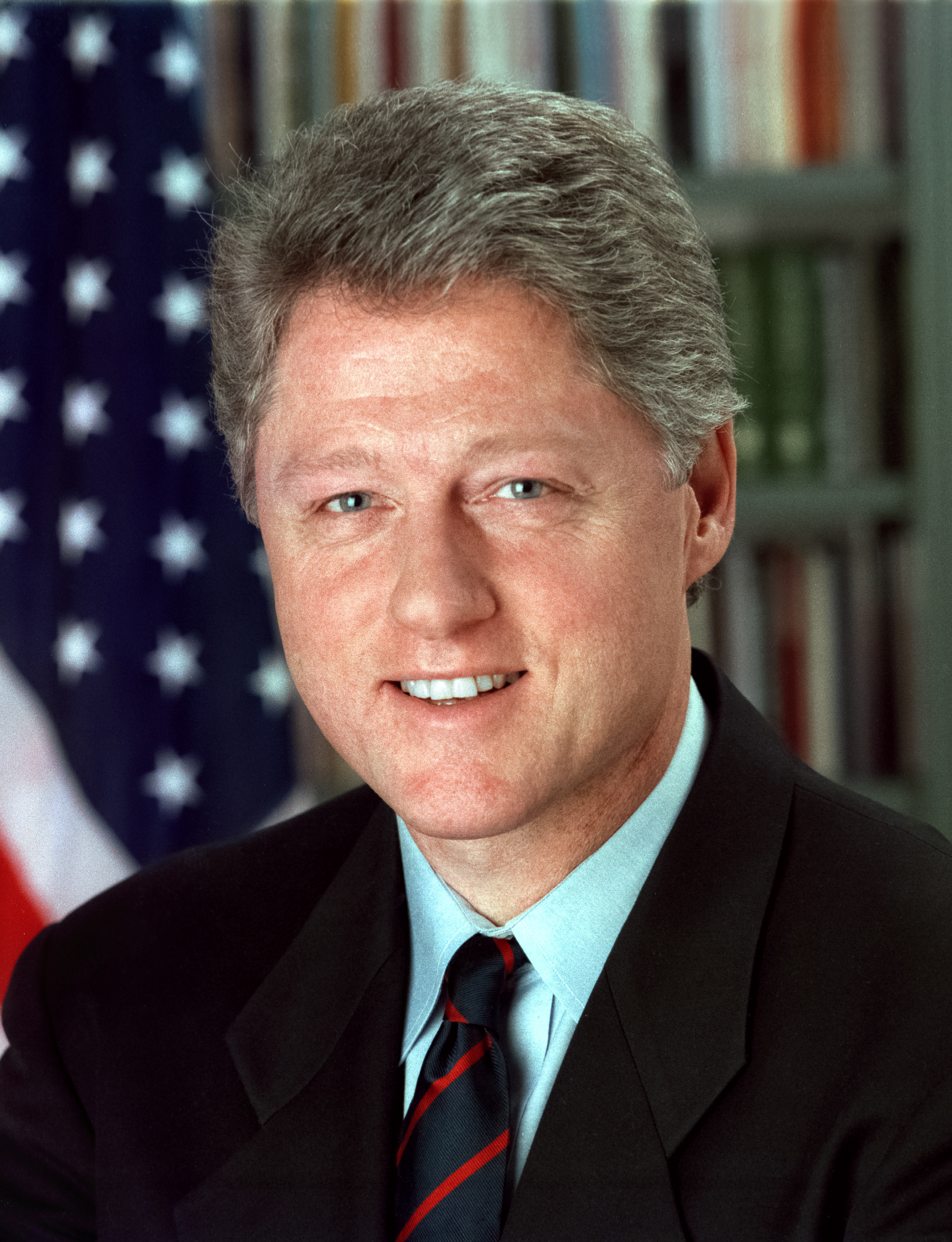
بيل كلينتون
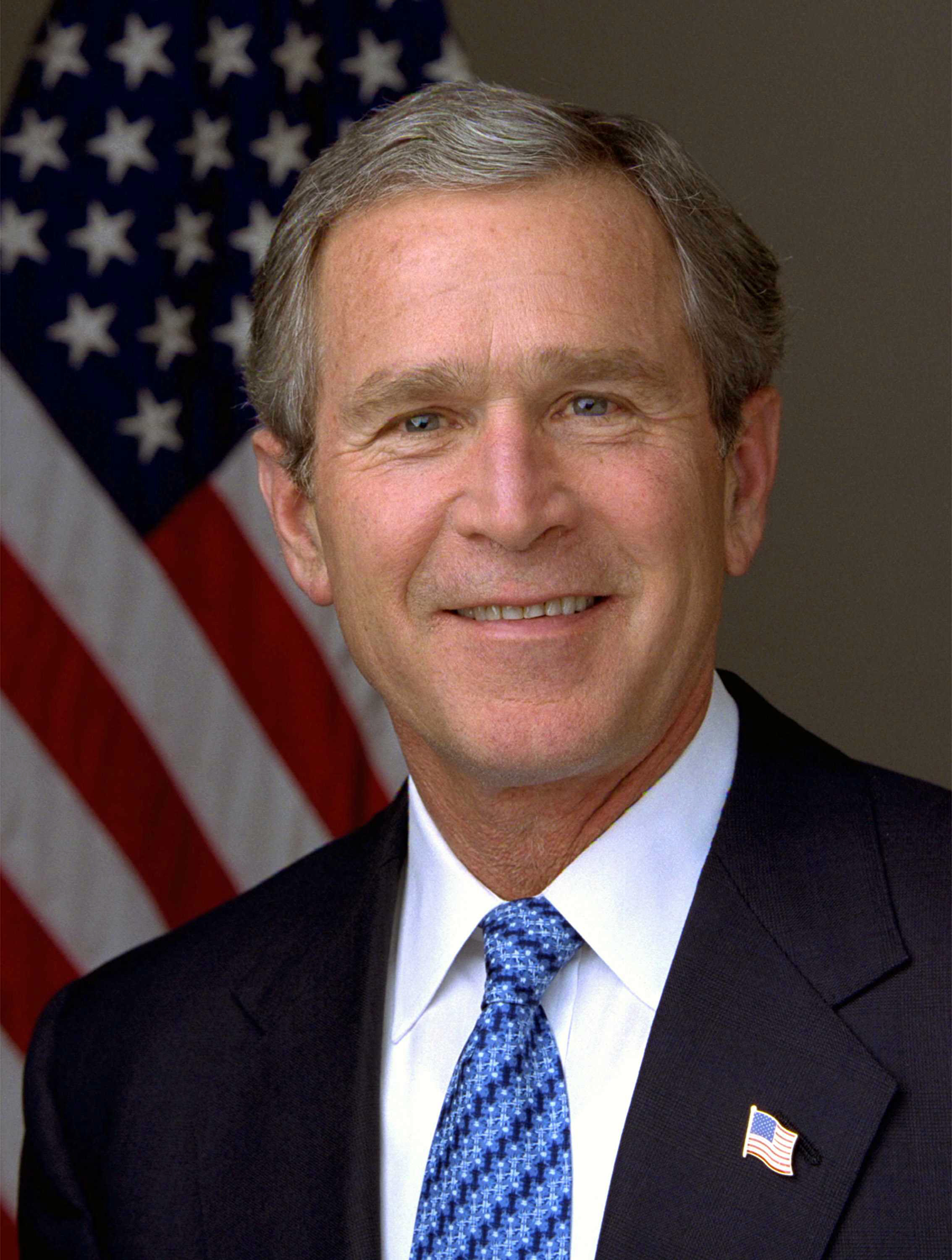
جورج دبليو بوش
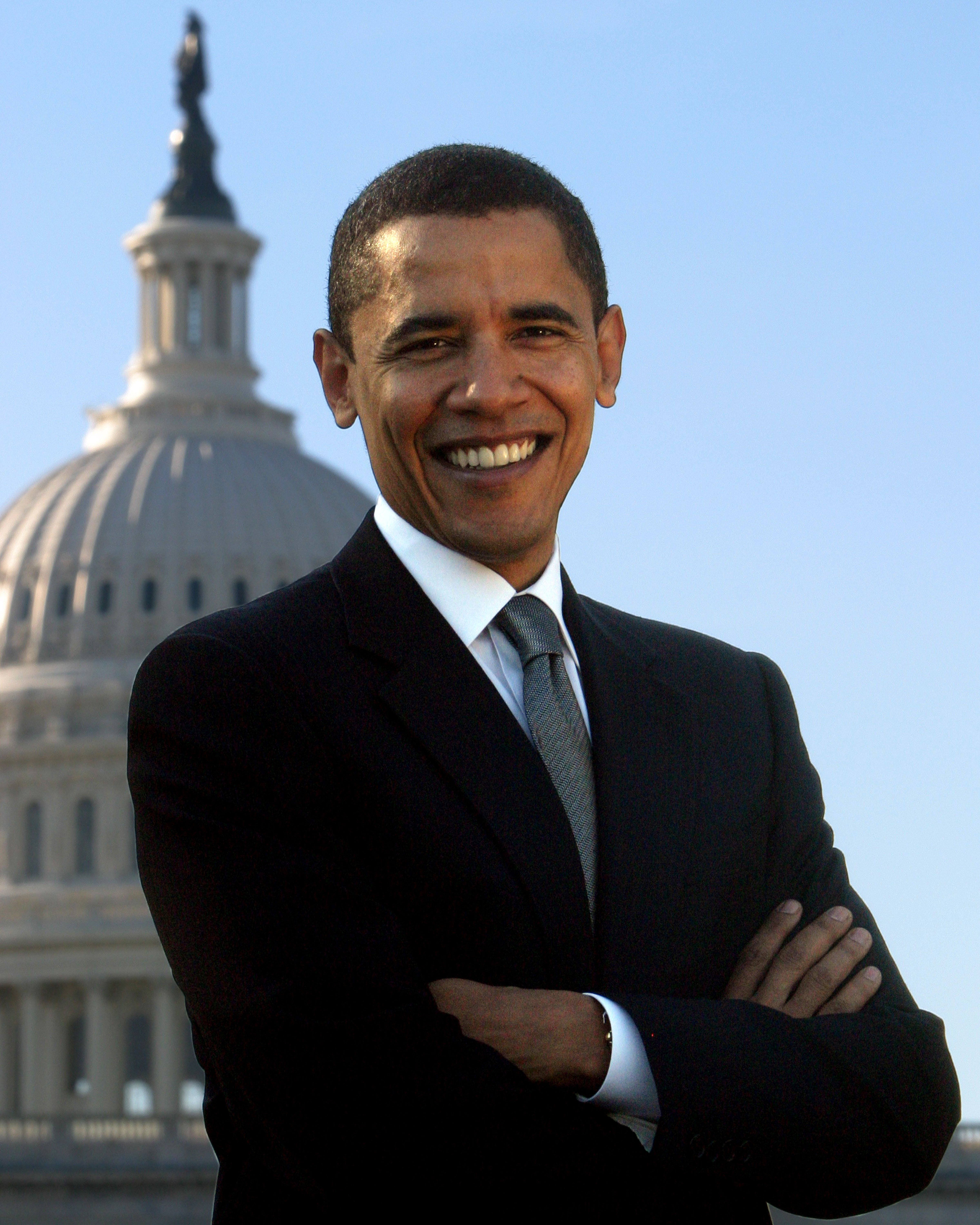
باراك أوباما
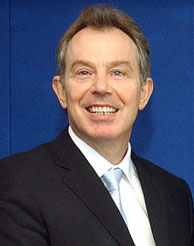
توني بلير
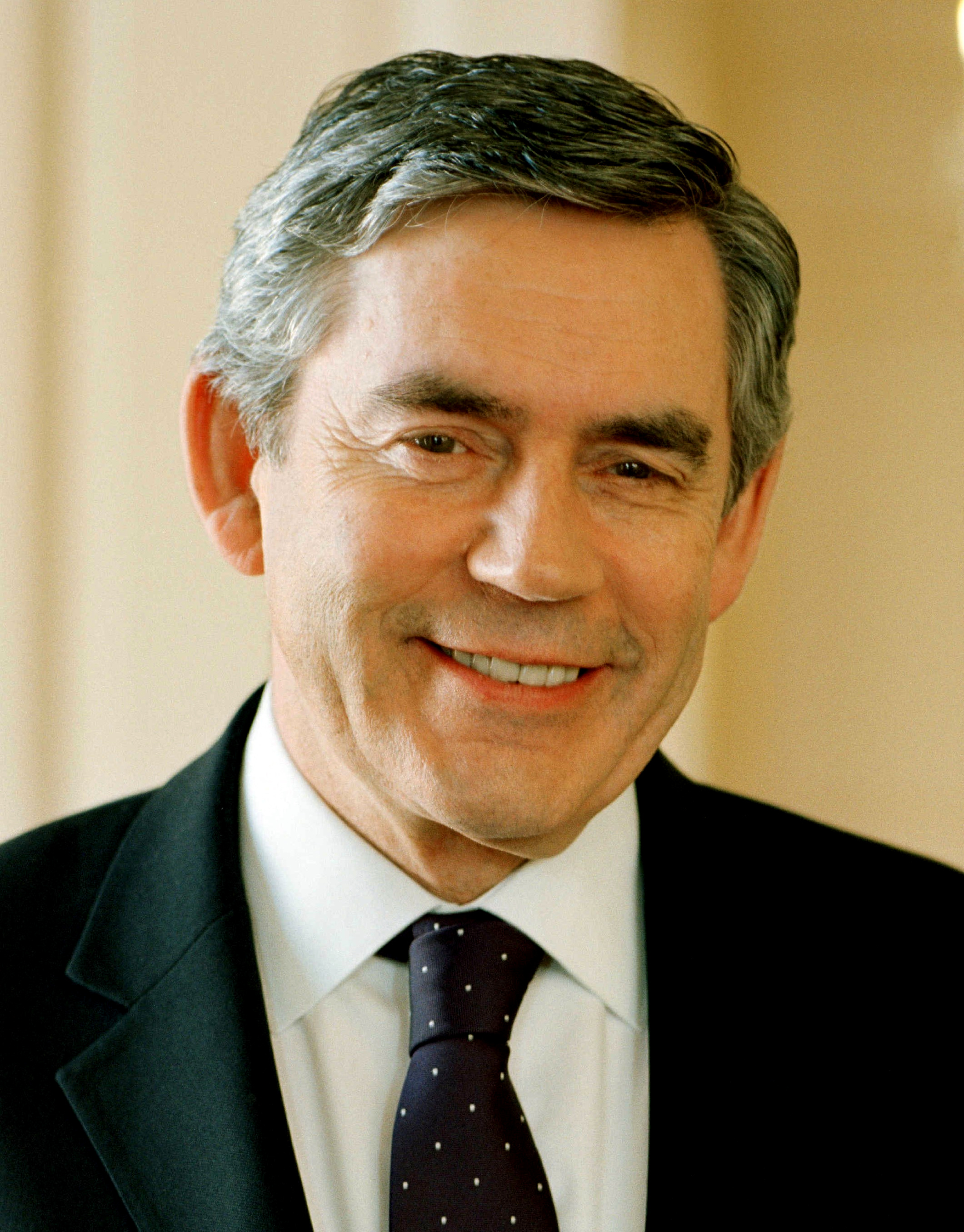
جوردون براون
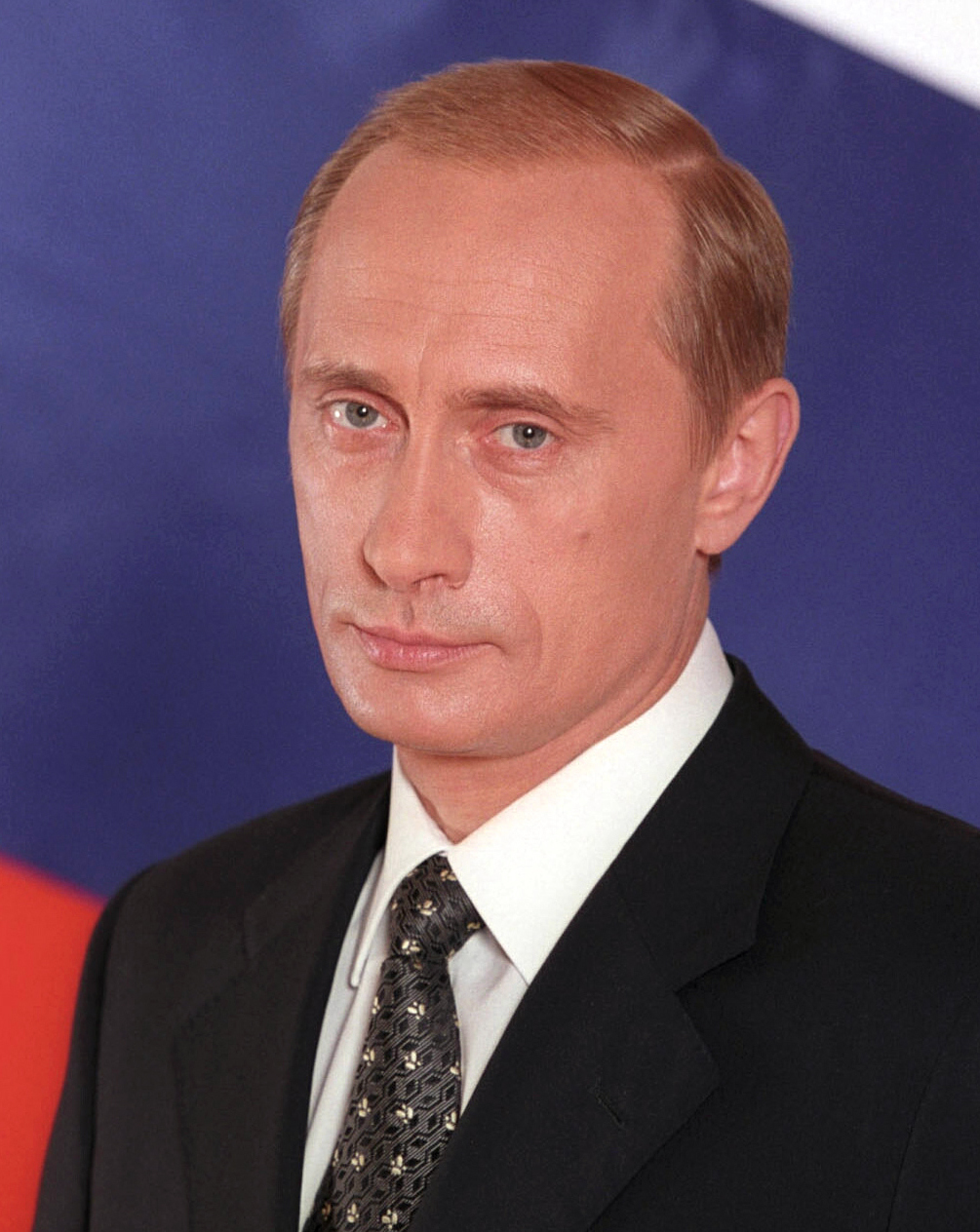
فلاديمير بوتين
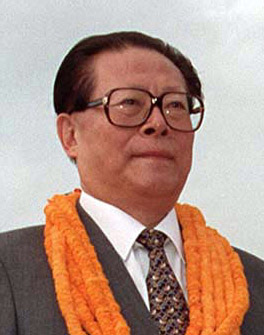
جيانغ زيمين
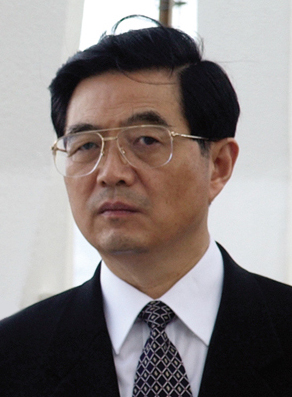
هو جينتاو
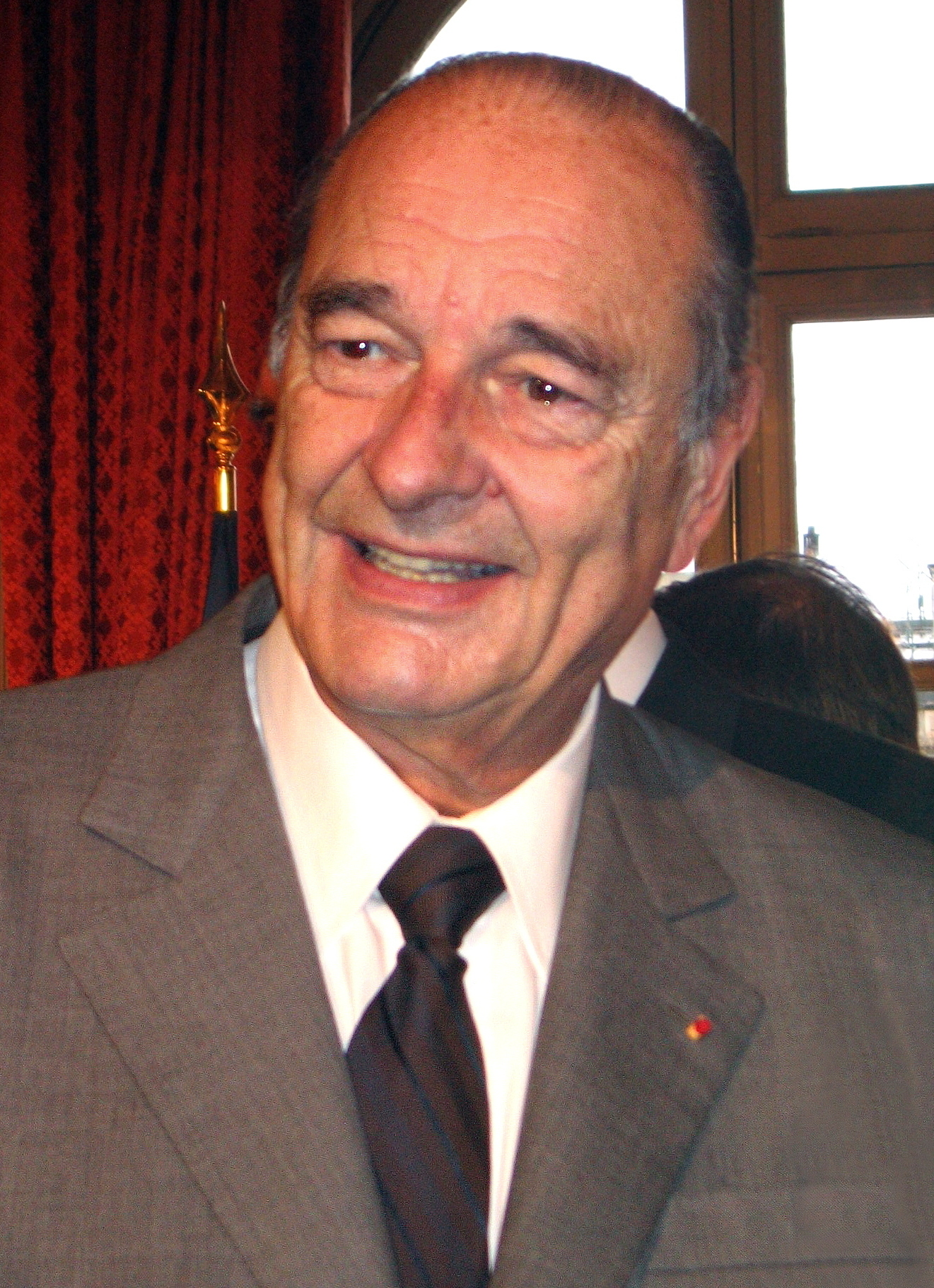
جاك شيراك
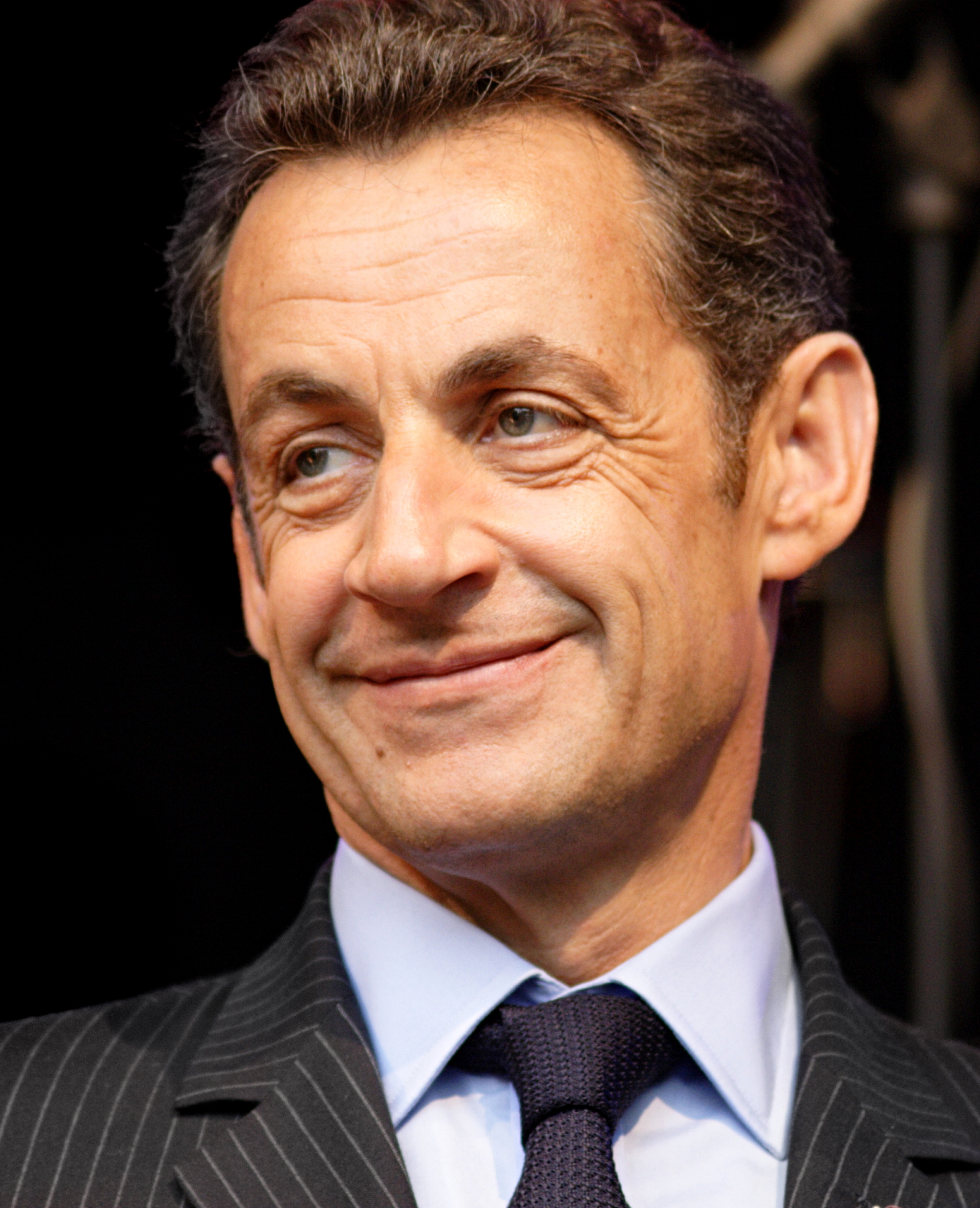
نيكولا ساركوزي
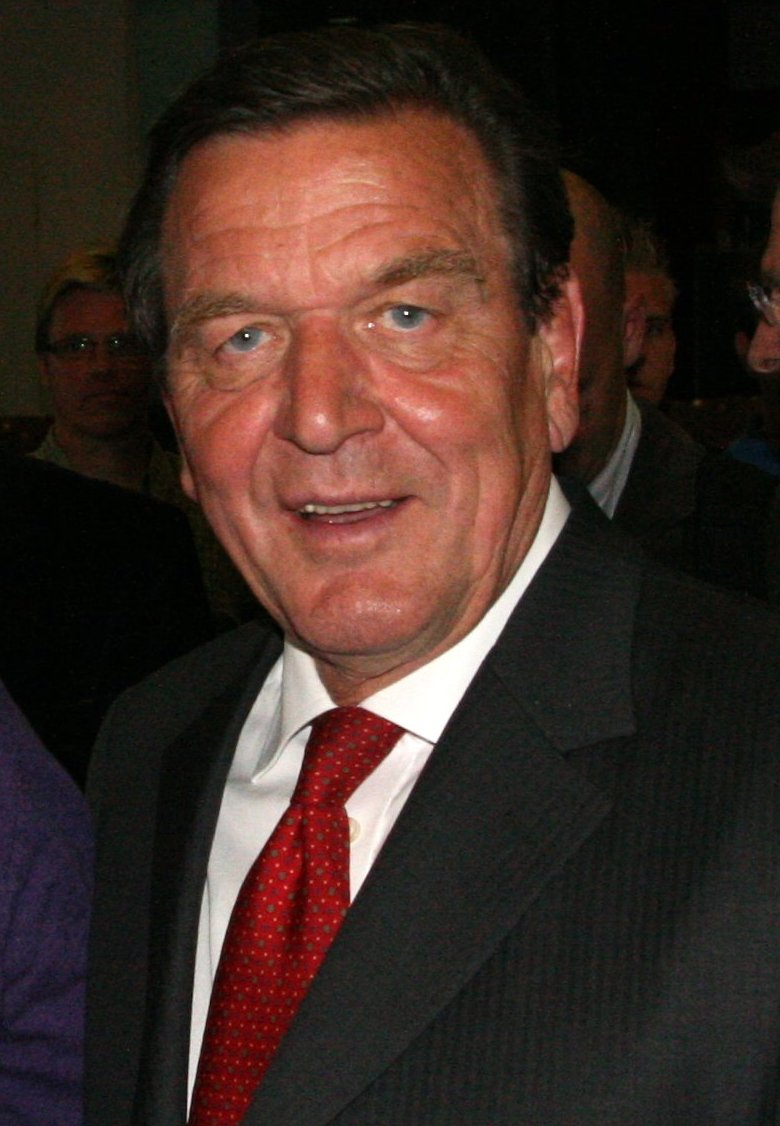
غيرهارد شرودر
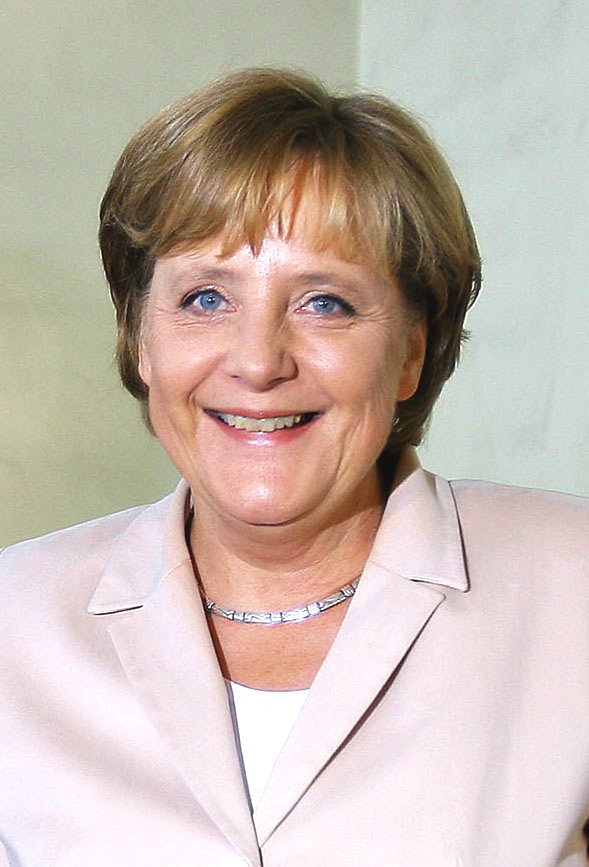
أنغيلا ميركل
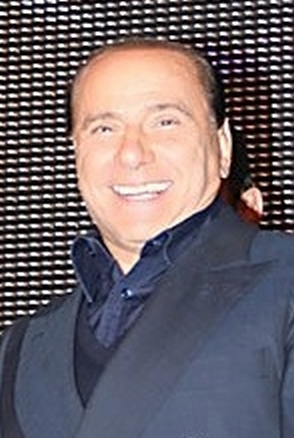
سيلفيو برلسكوني
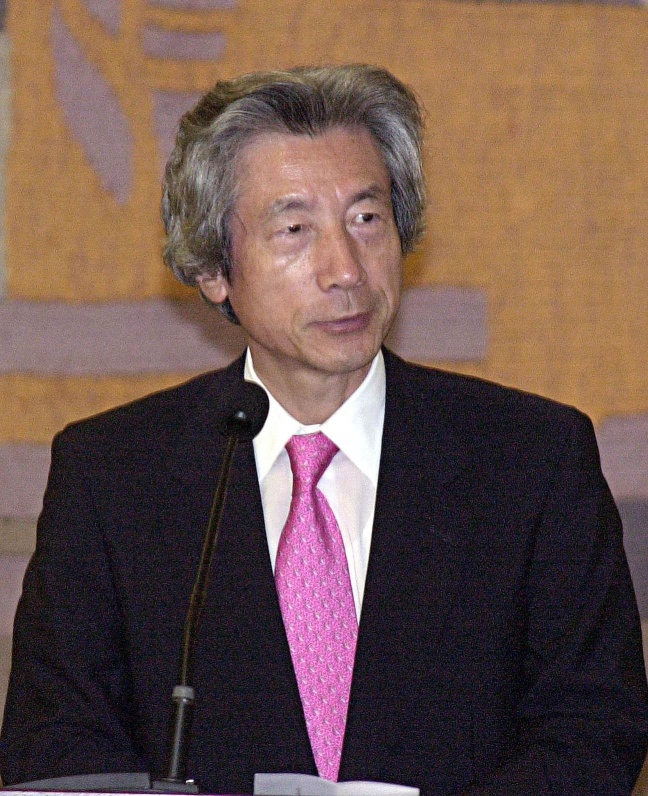
جونيتشيرو كويزومي
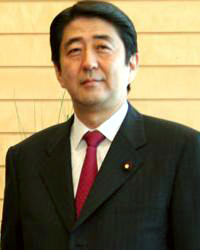
شينزو آبي
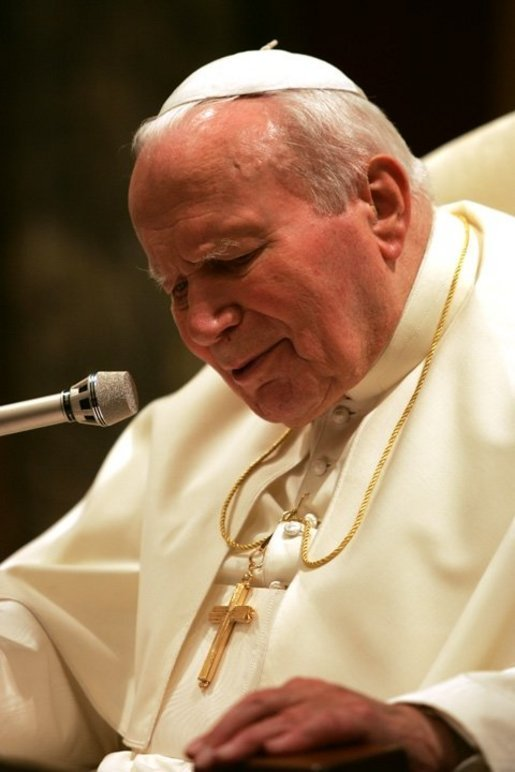
يوحنا بولس الثاني
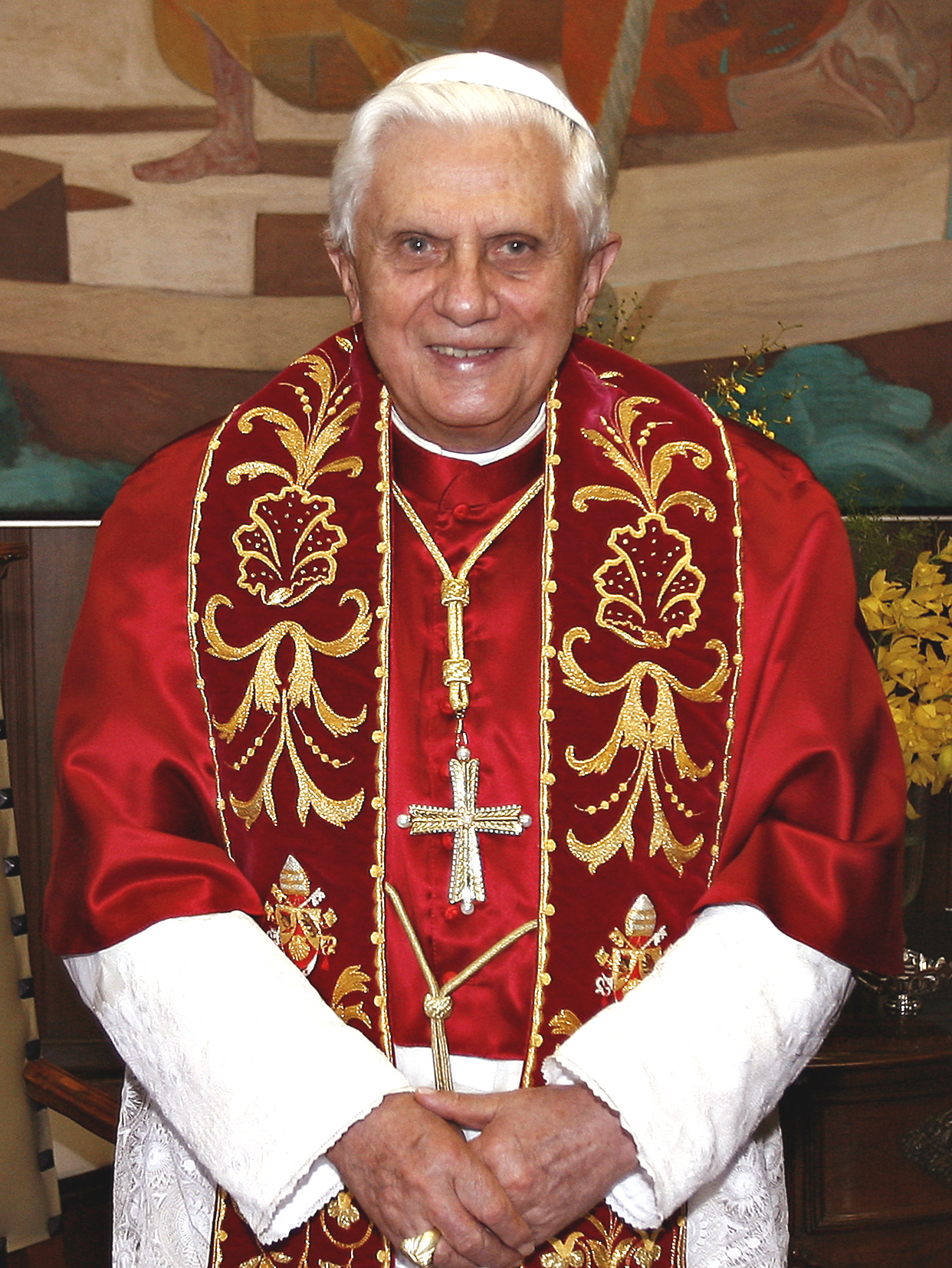
بندكت السادس عشر
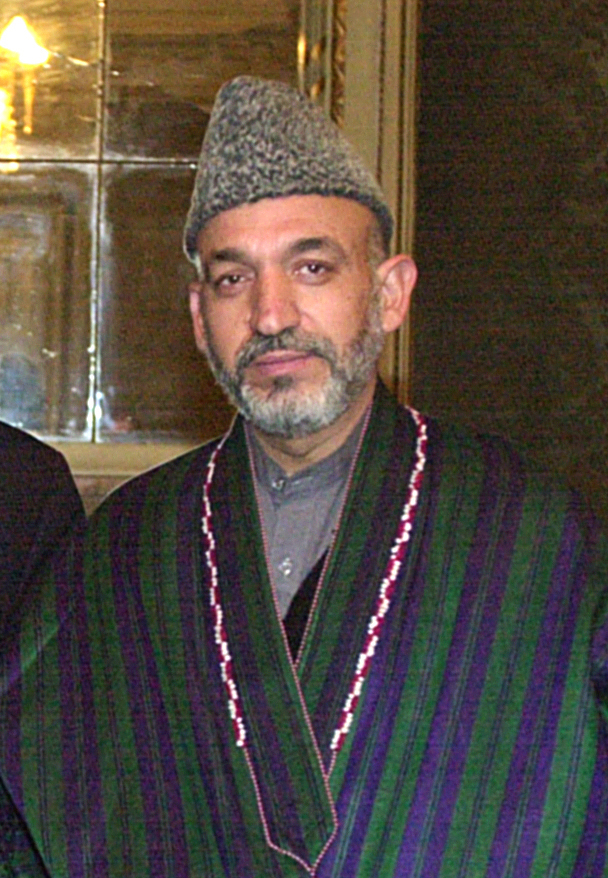
حامد كرزاي
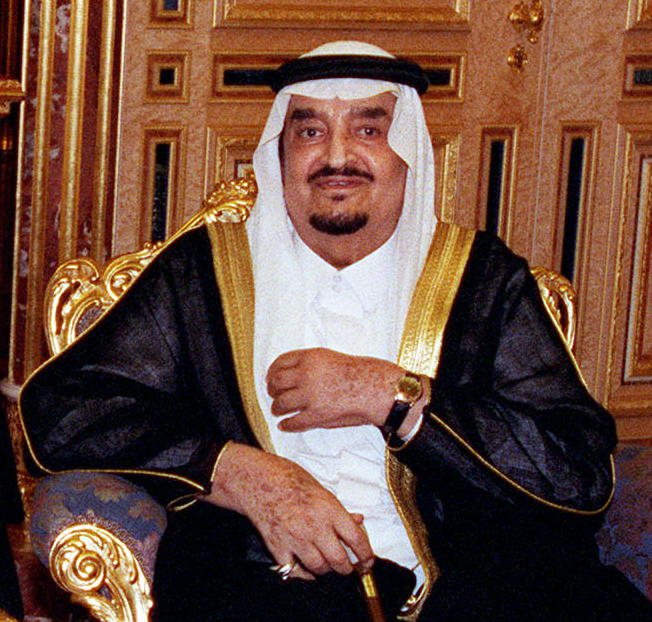
فهد بن عبد العزيز آل سعود
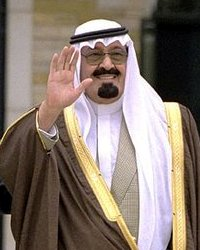
عبد الله بن عبد العزيز آل سعود
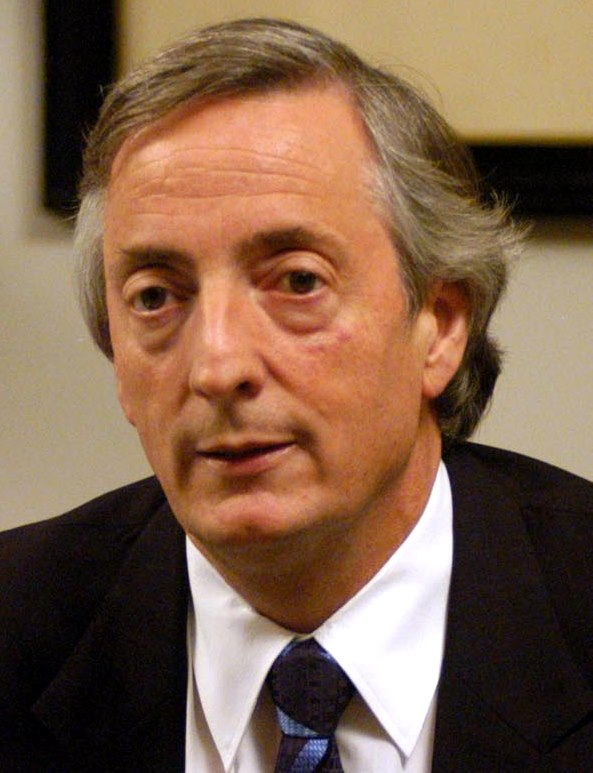
نيستور كيرشنير
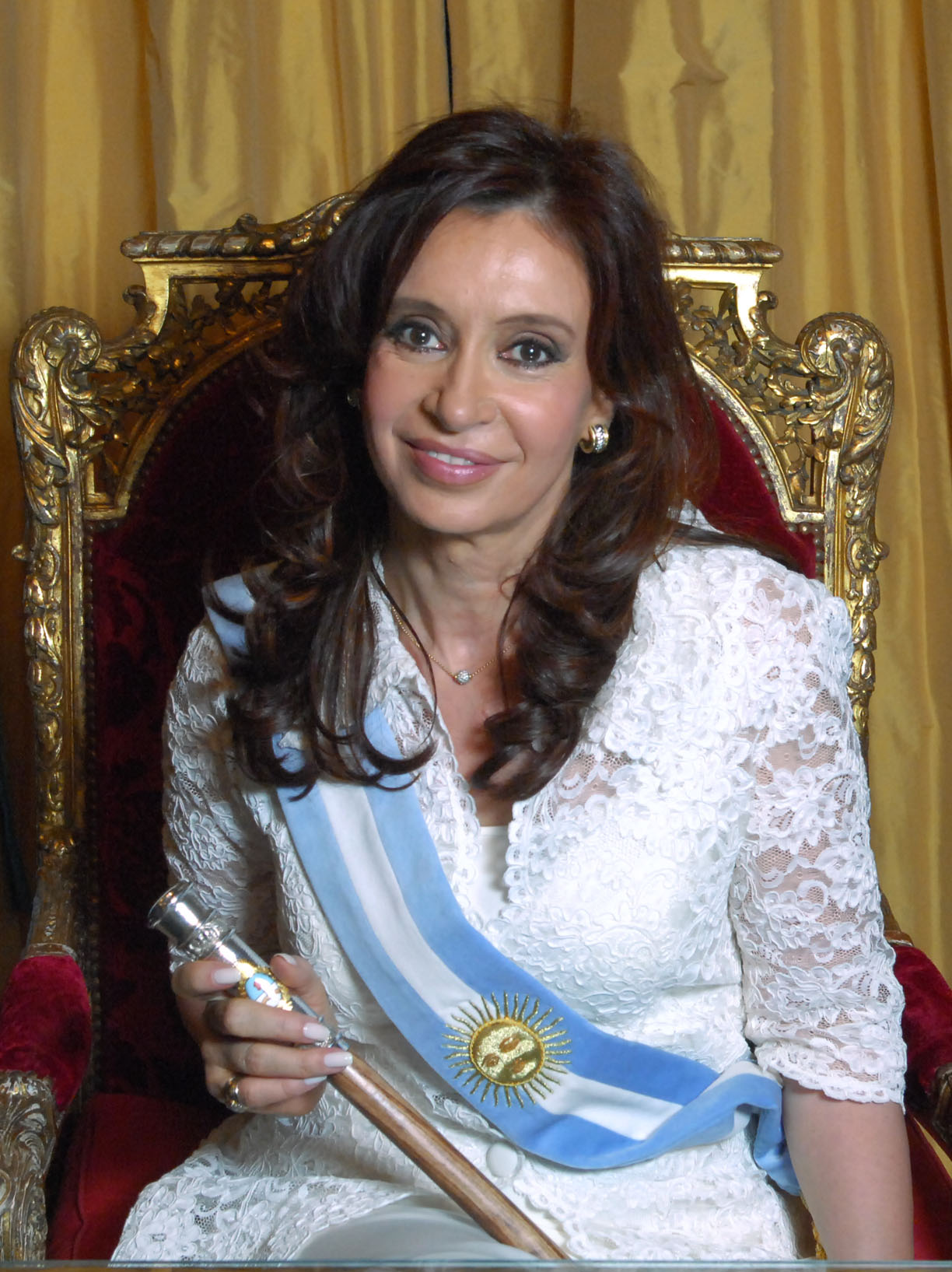
كريستينا فرنانديز دي كيرشنر
جون هوارد
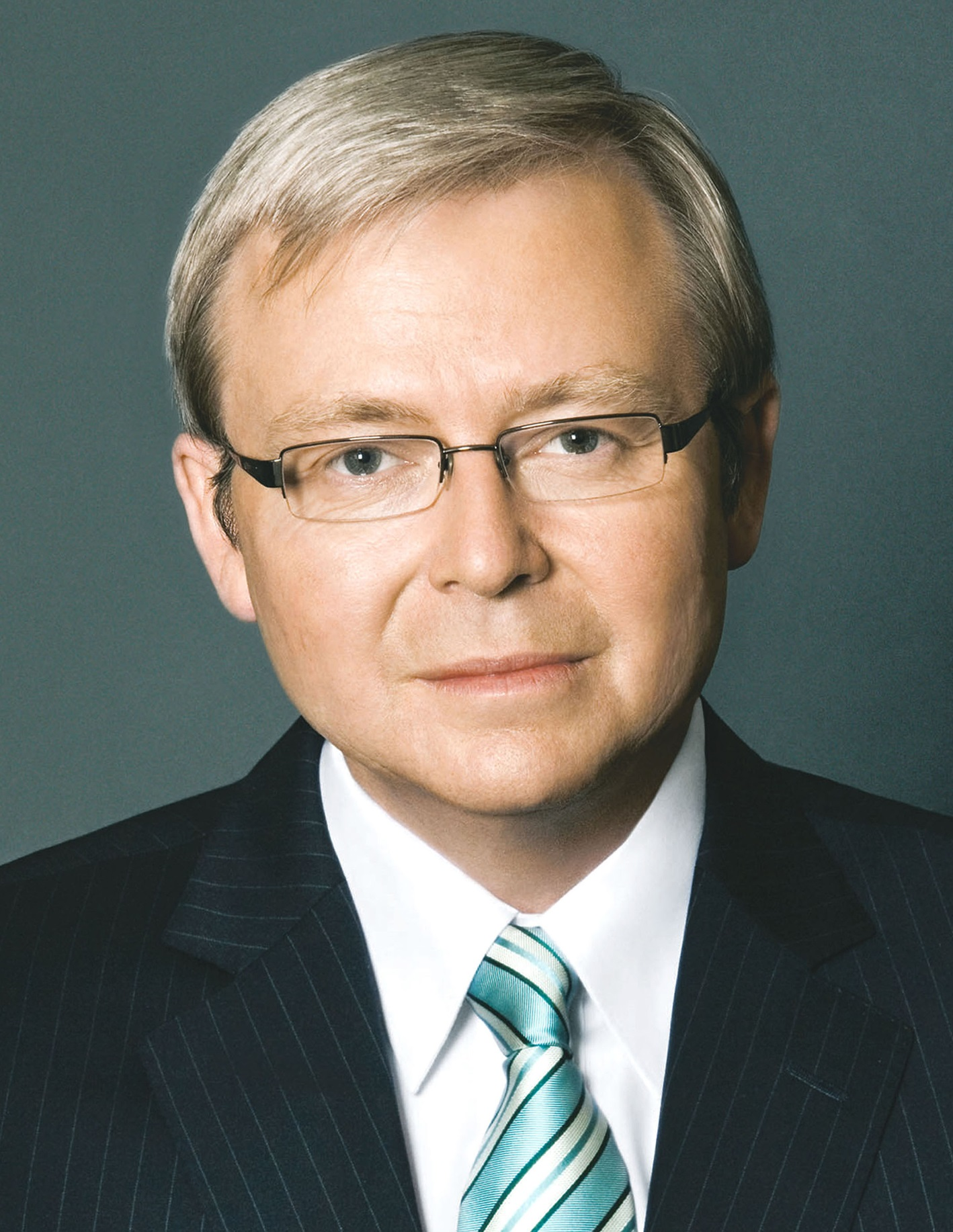
كيفن رود
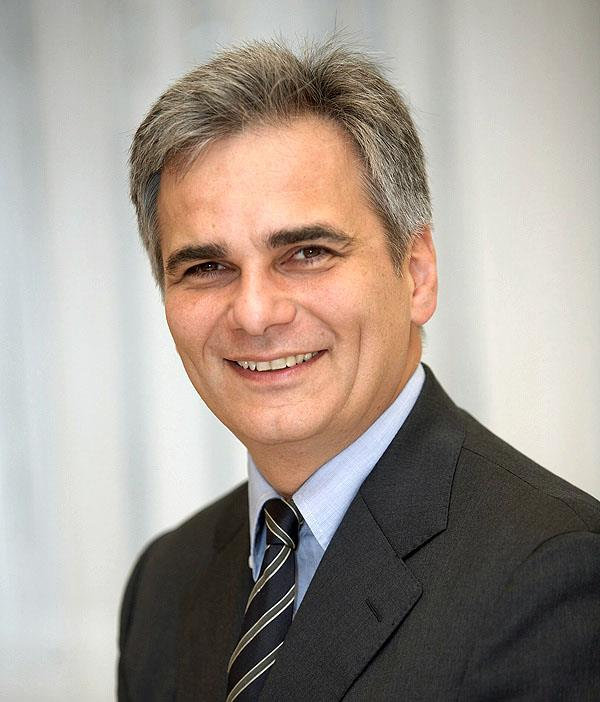
فيرنر فايمان
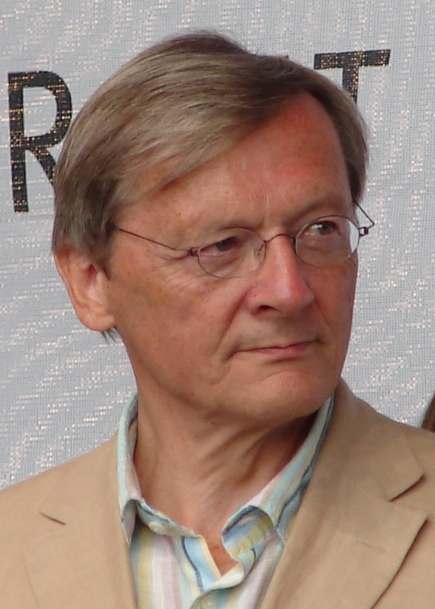
فولفغانغ شوسل
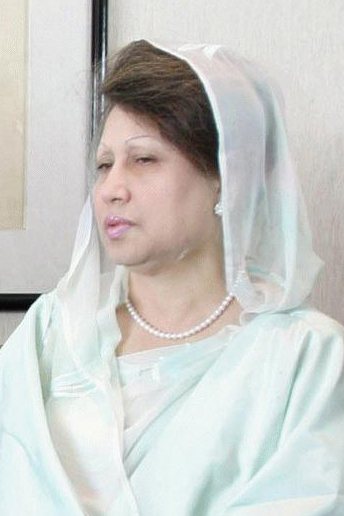
خالدة ضياء
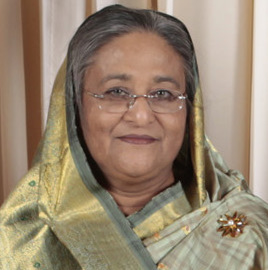
شيخة حسينة واجد
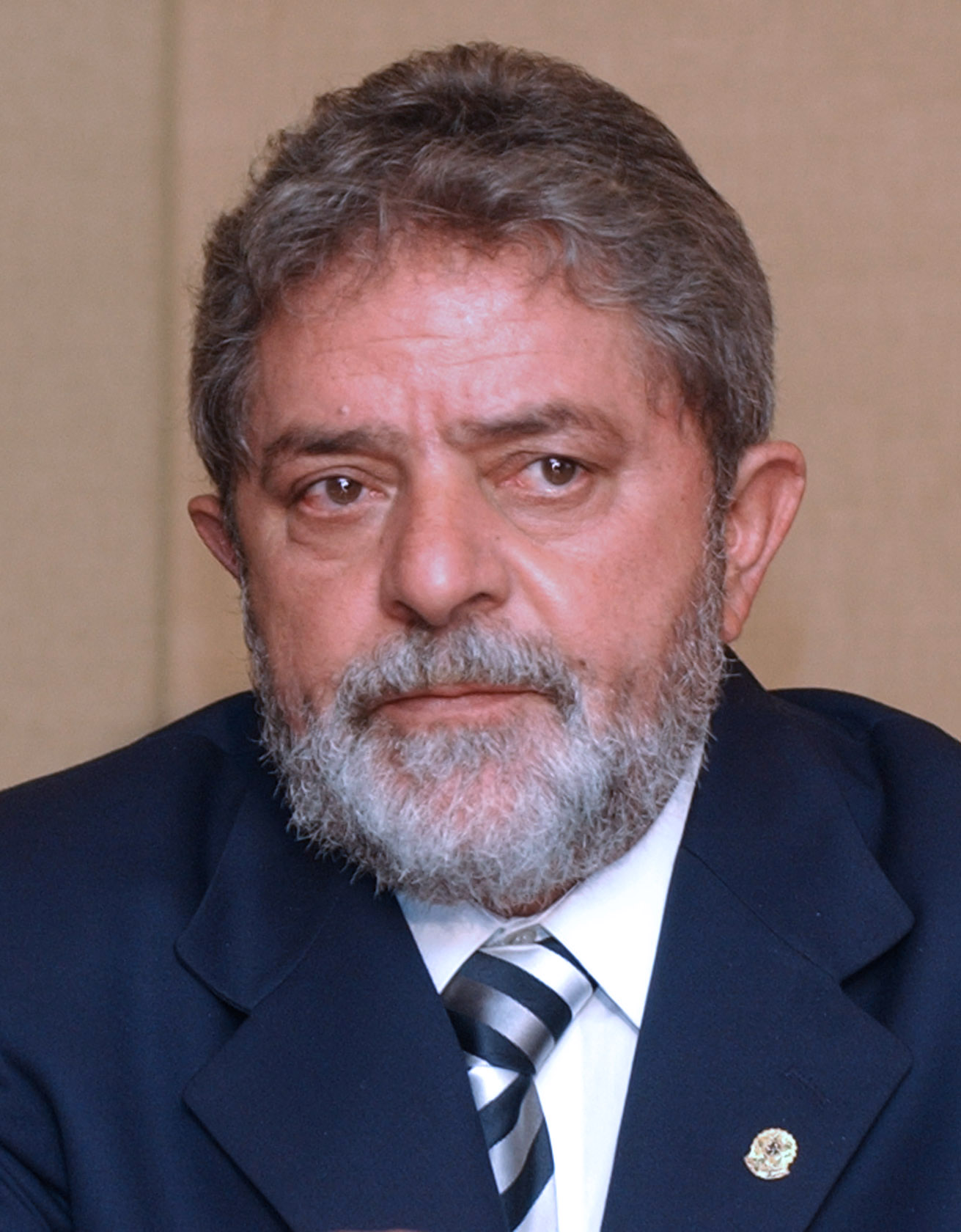
لويس إيناسيو لولا دا سيلفا
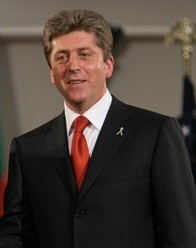
جيورجي بارفانوف
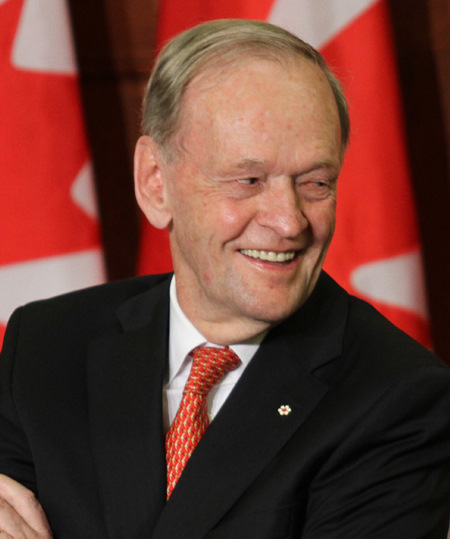
جان كريتيان
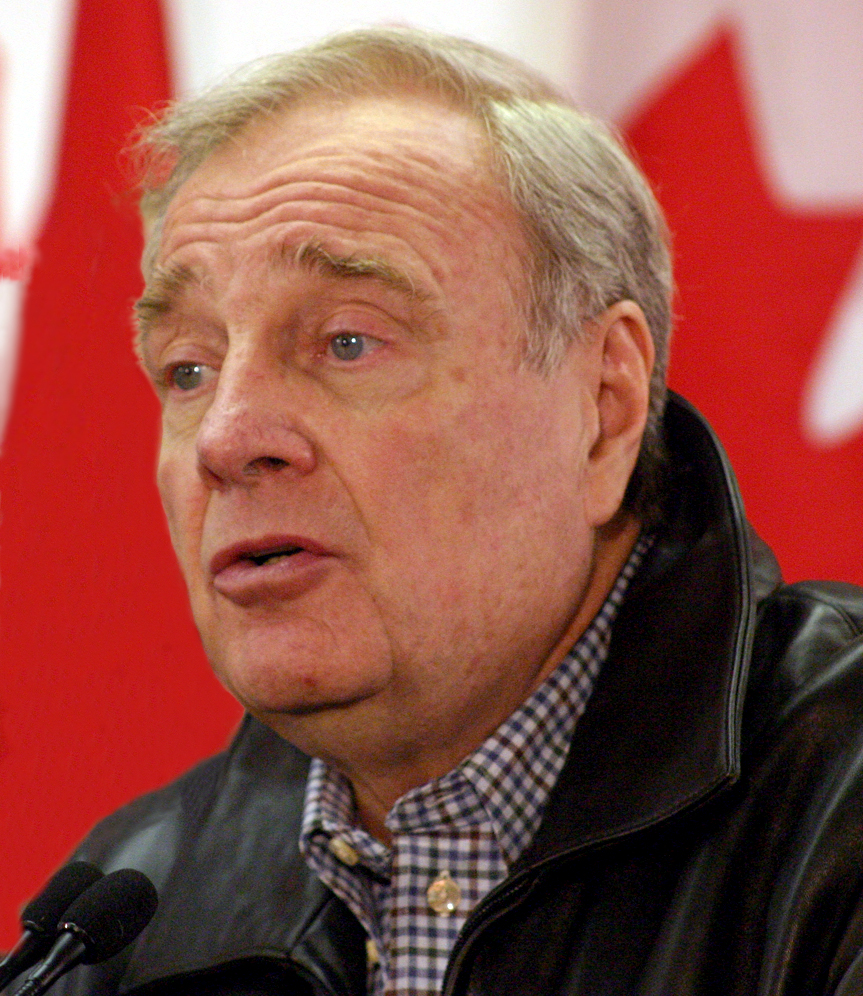
بول مارتن
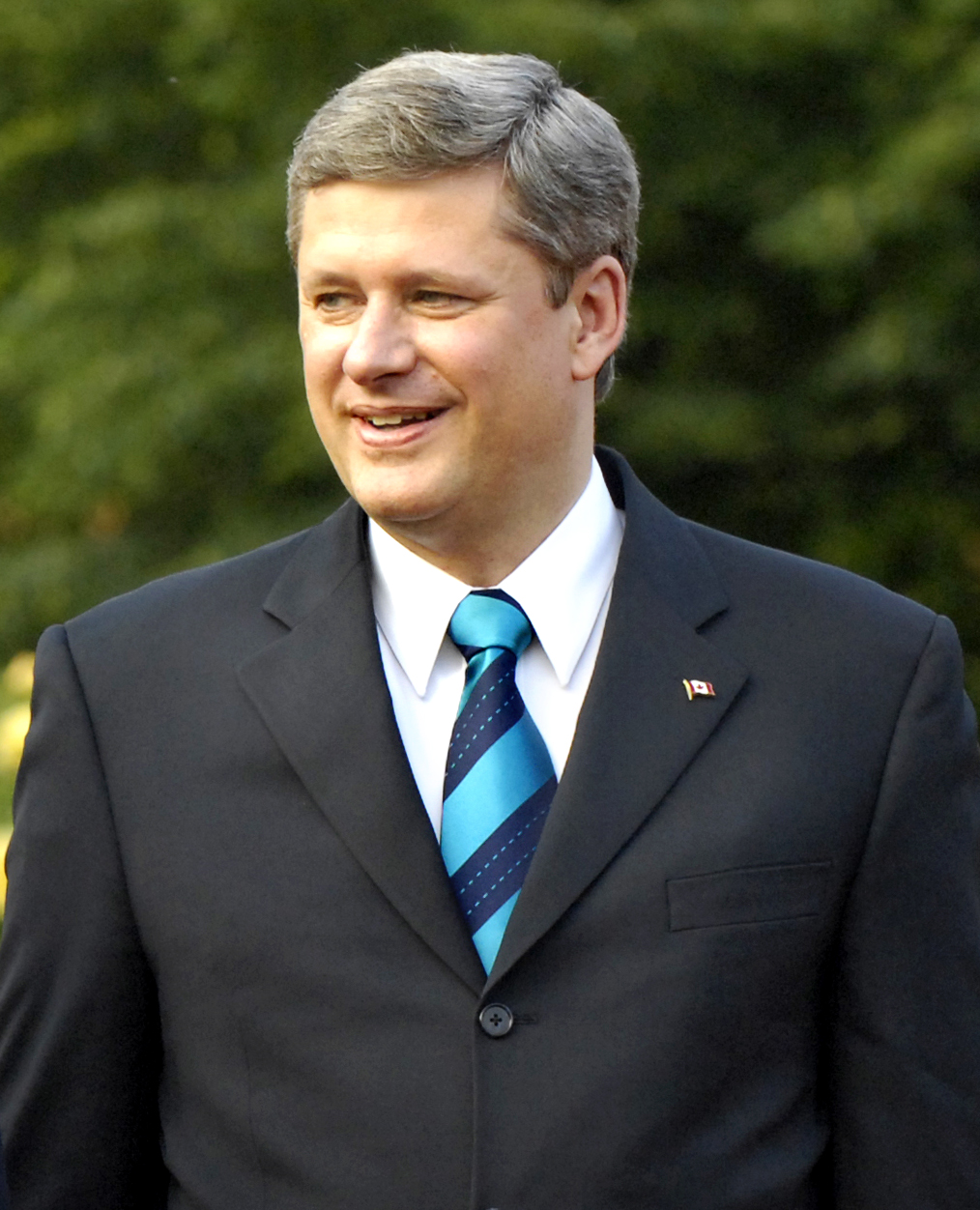
ستيفن هاربر
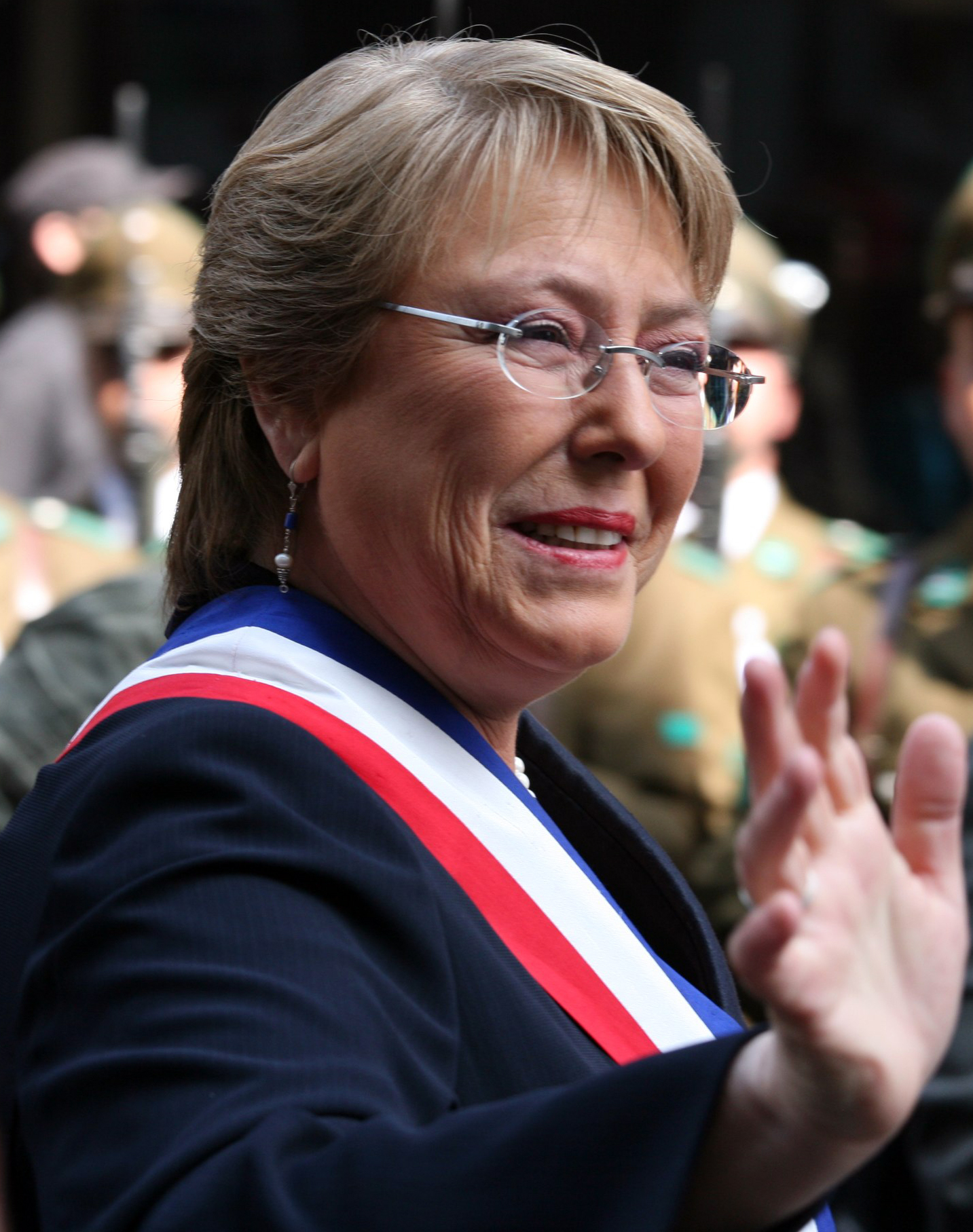
ميشال باشليت
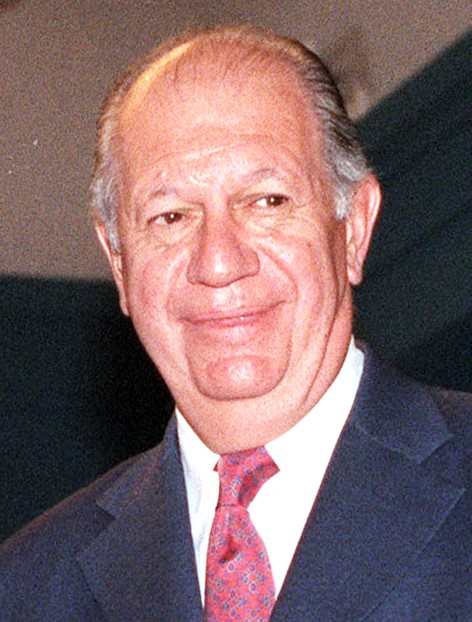
ريكاردو لاغوس
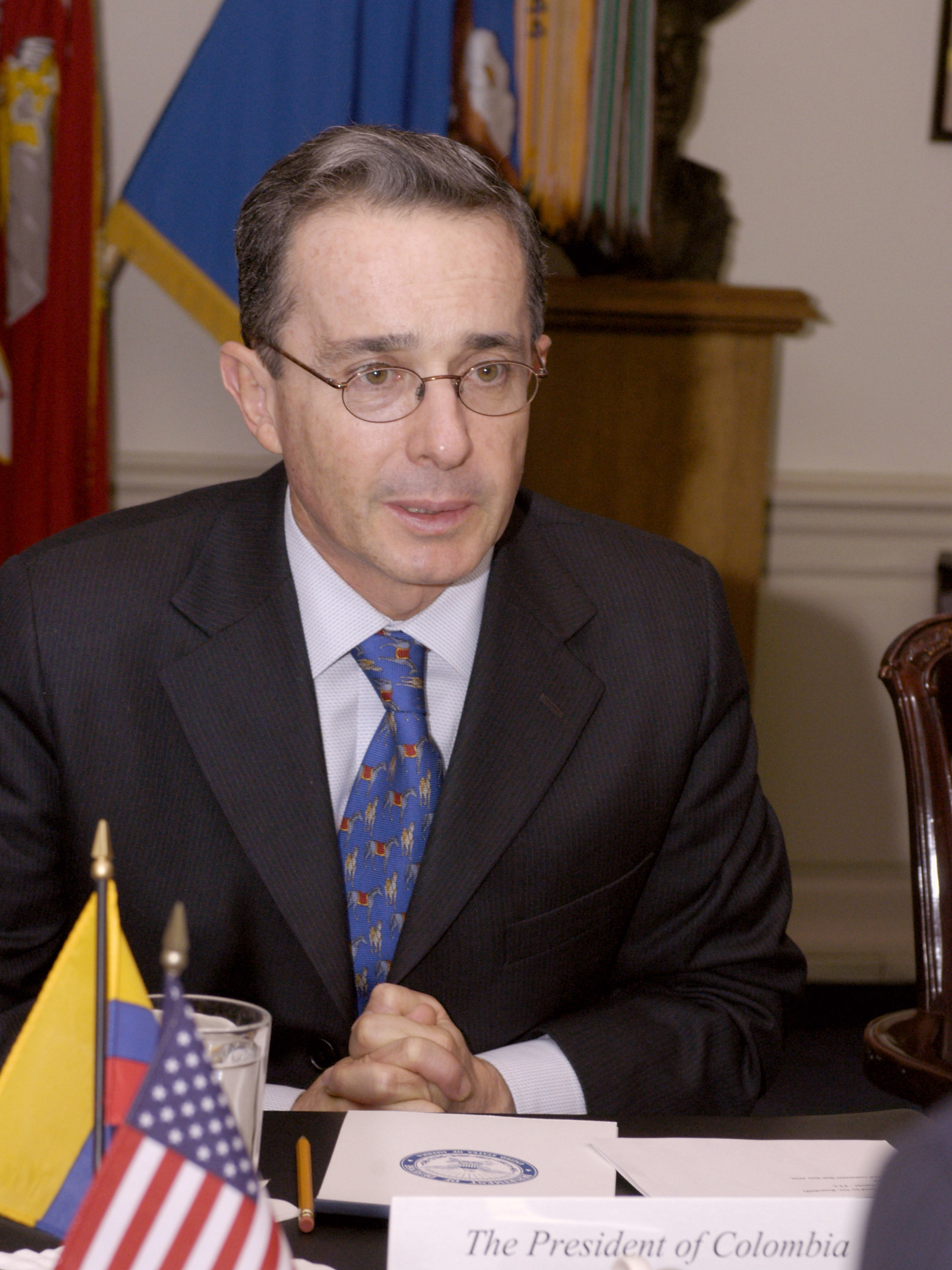
ألبارو أوريبي بيليث
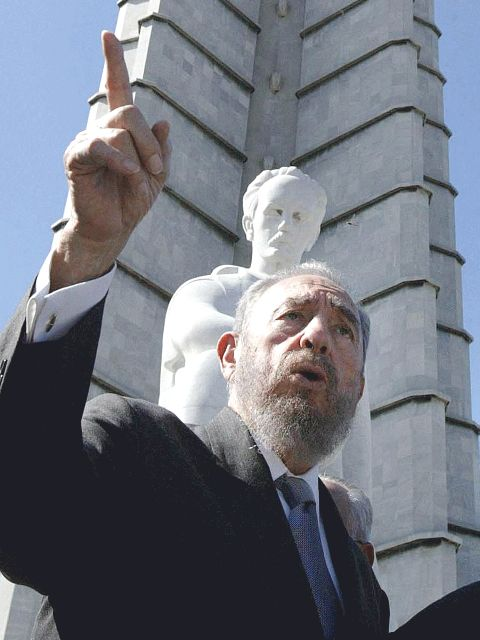
فيدل كاسترو
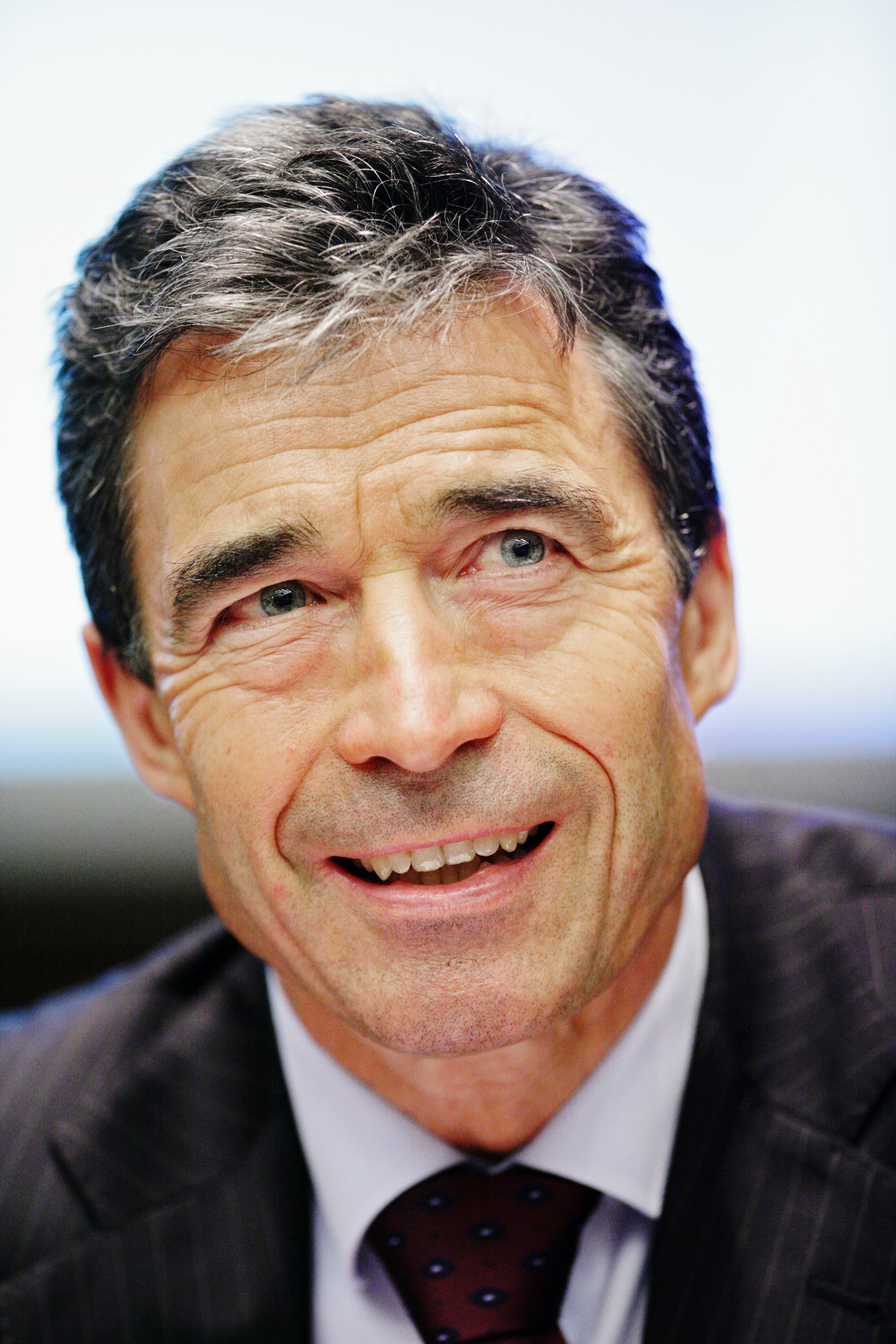
أندرس فوغ راسموسن
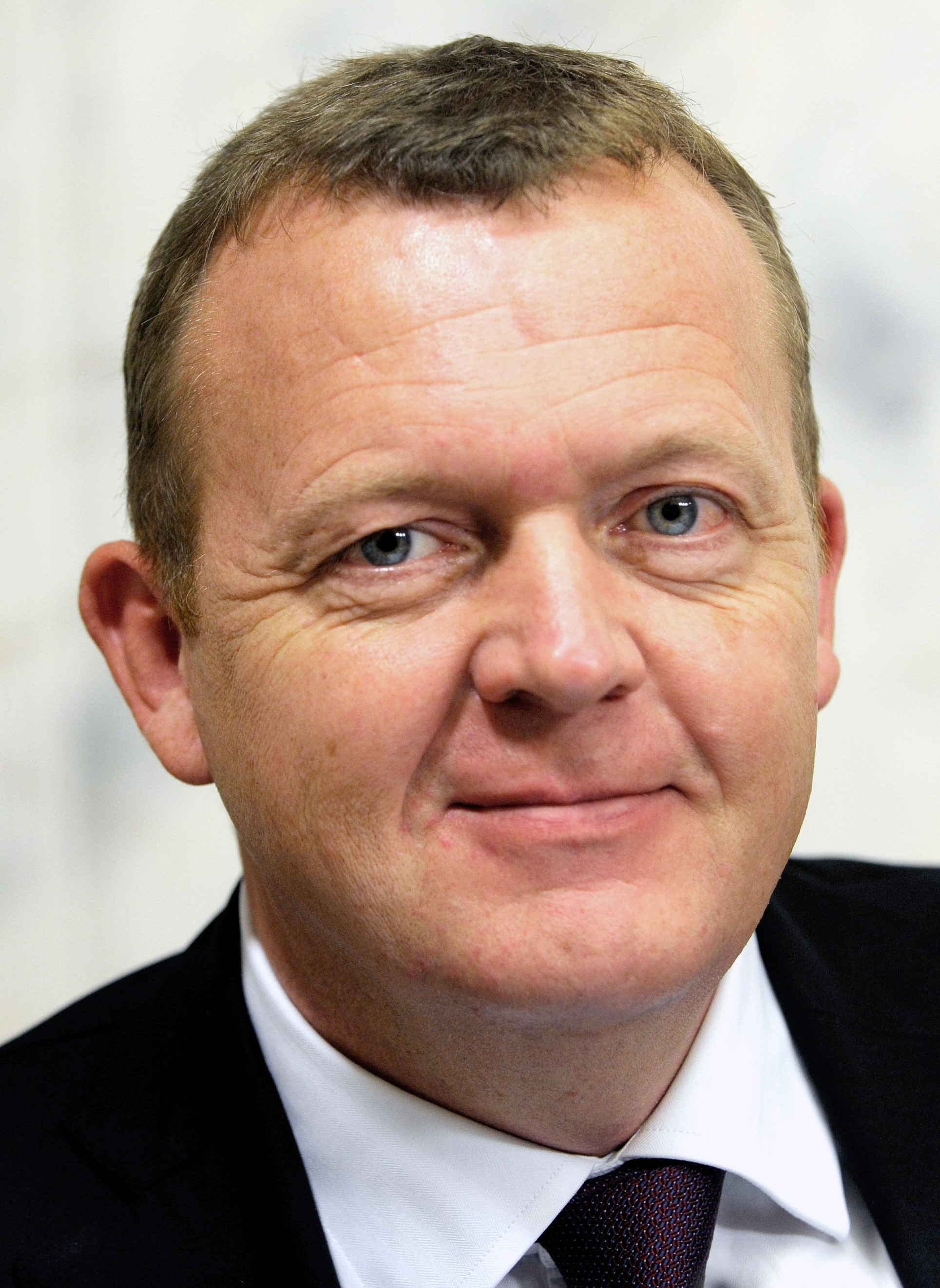
لارس لوكه راسموسن
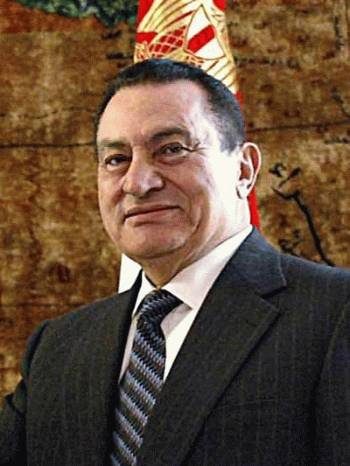
حسني مبارك
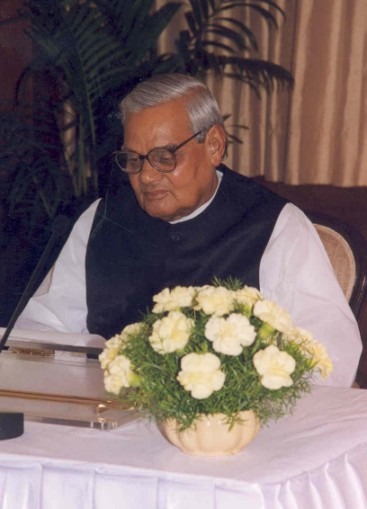
أتال بيهاري فاجبايي
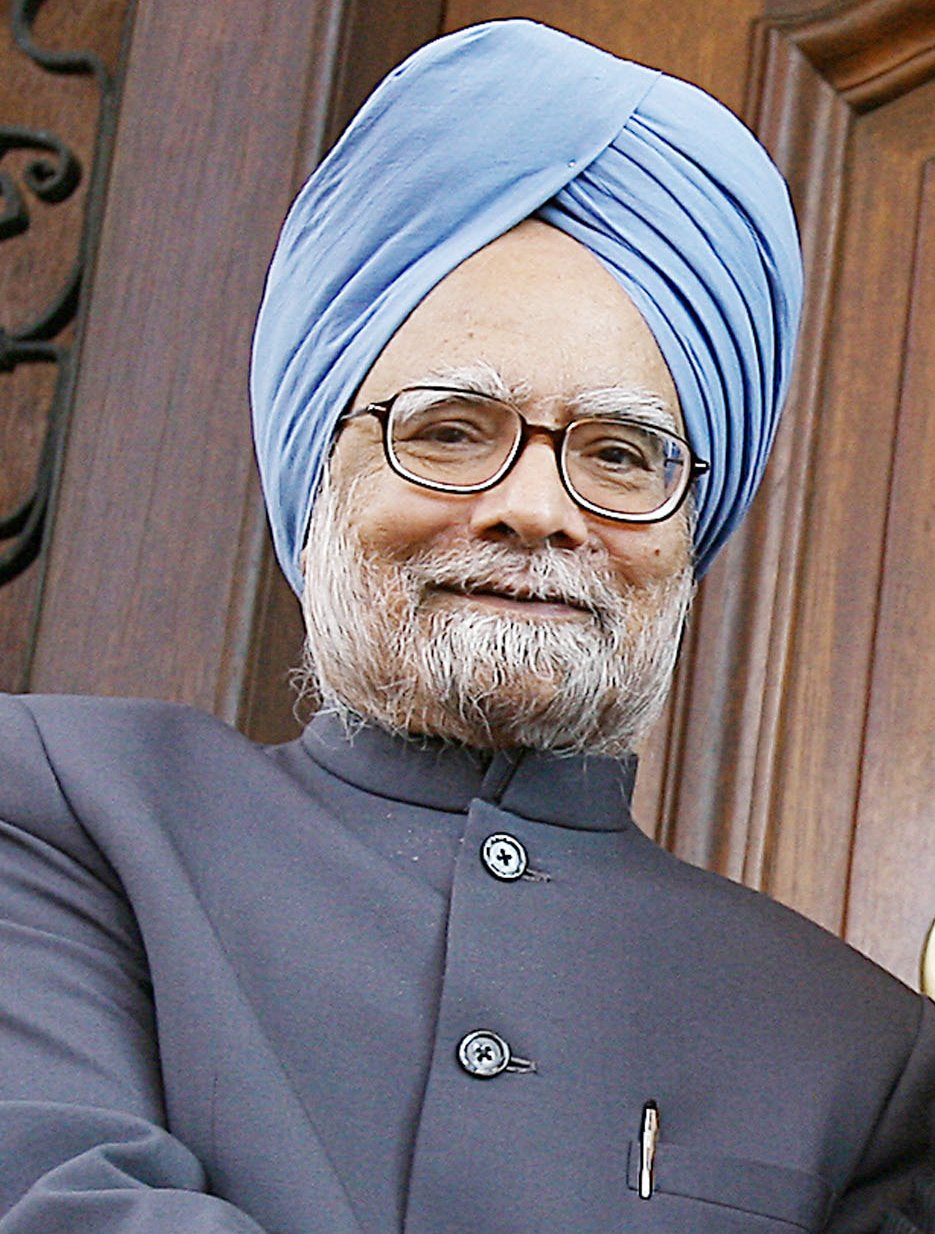
مانموهان سينغ
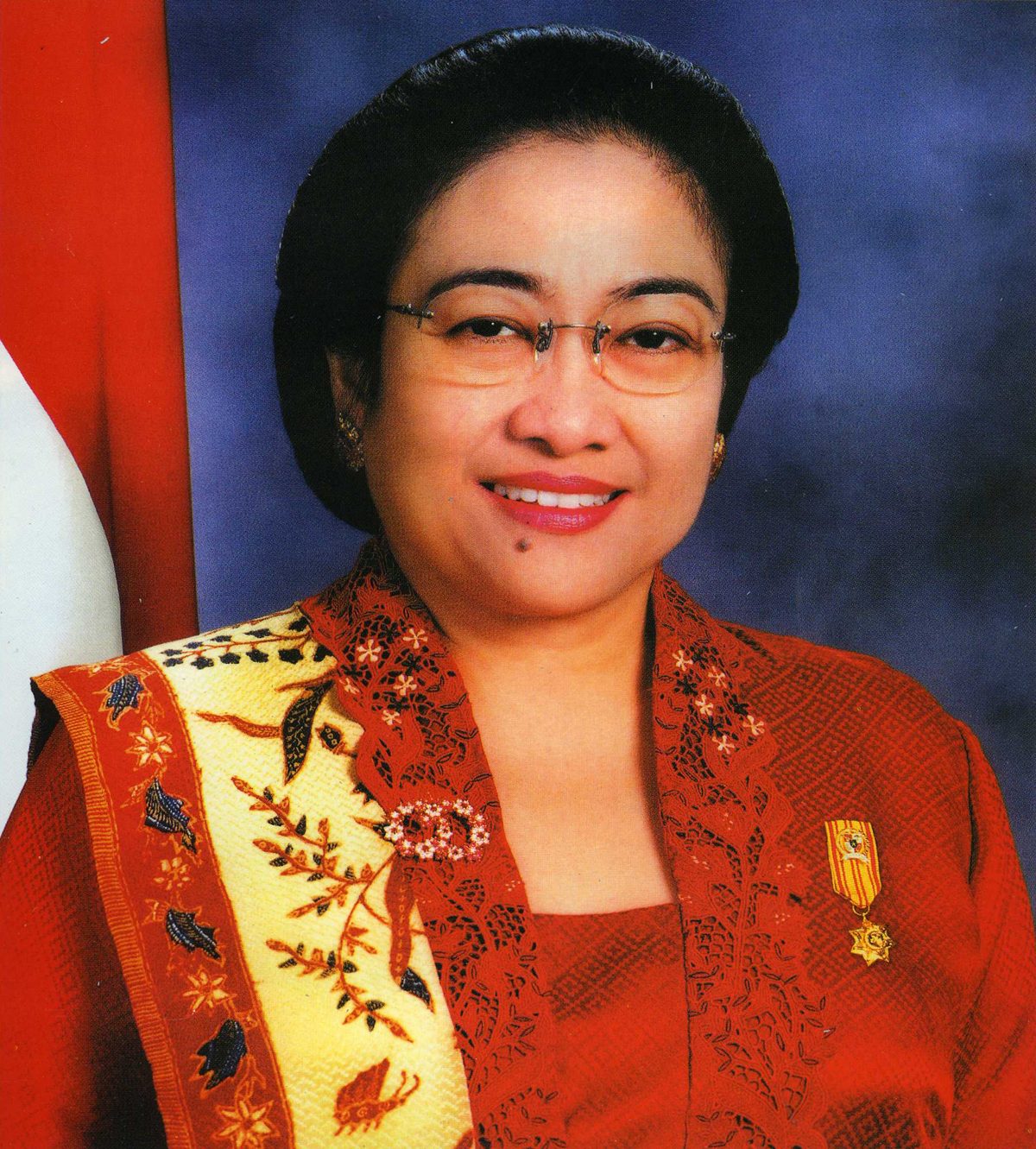
ميجاواتي سوكارنوبوتري
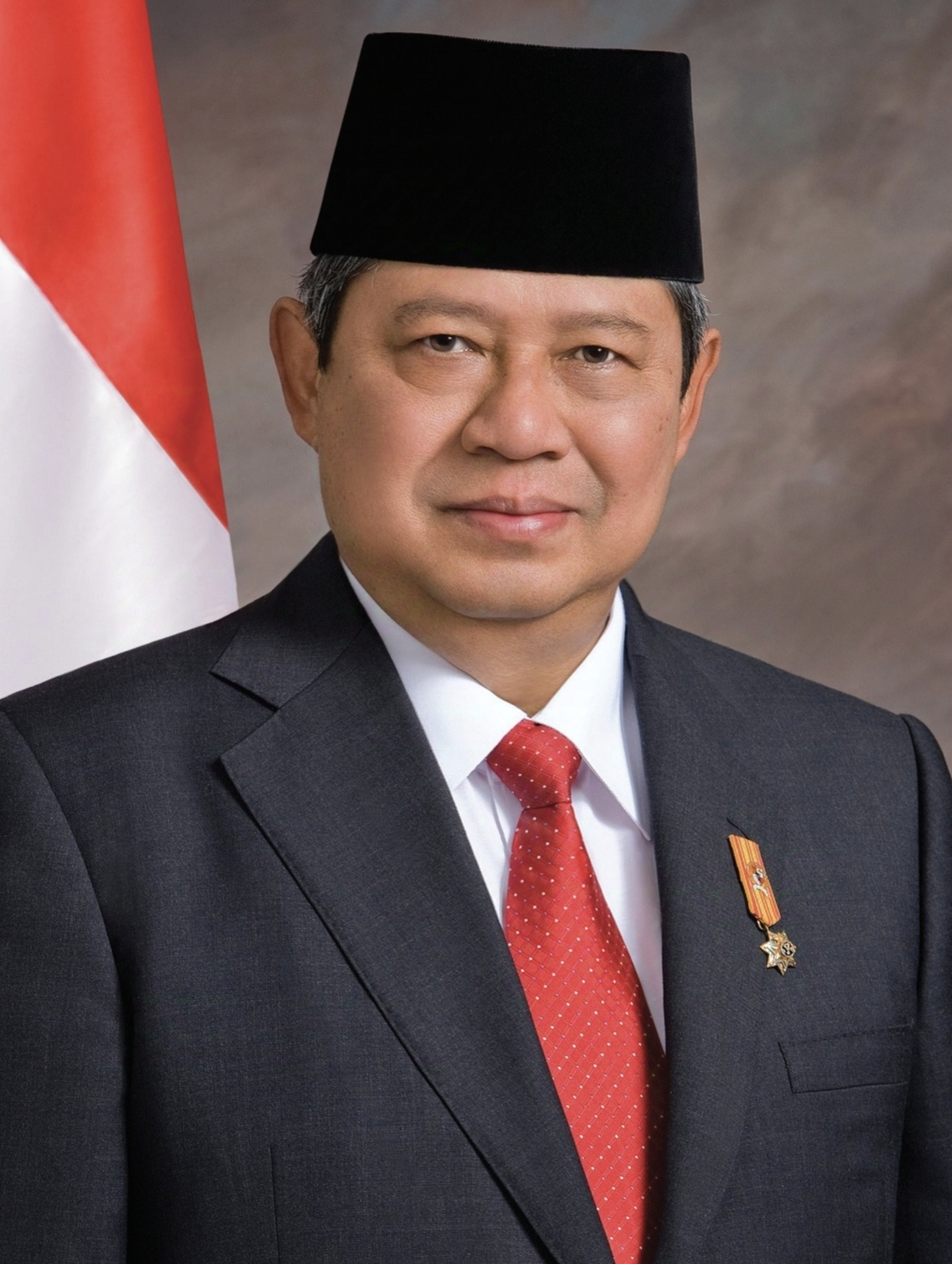
سوسيلو بامبانغ يودهويونو
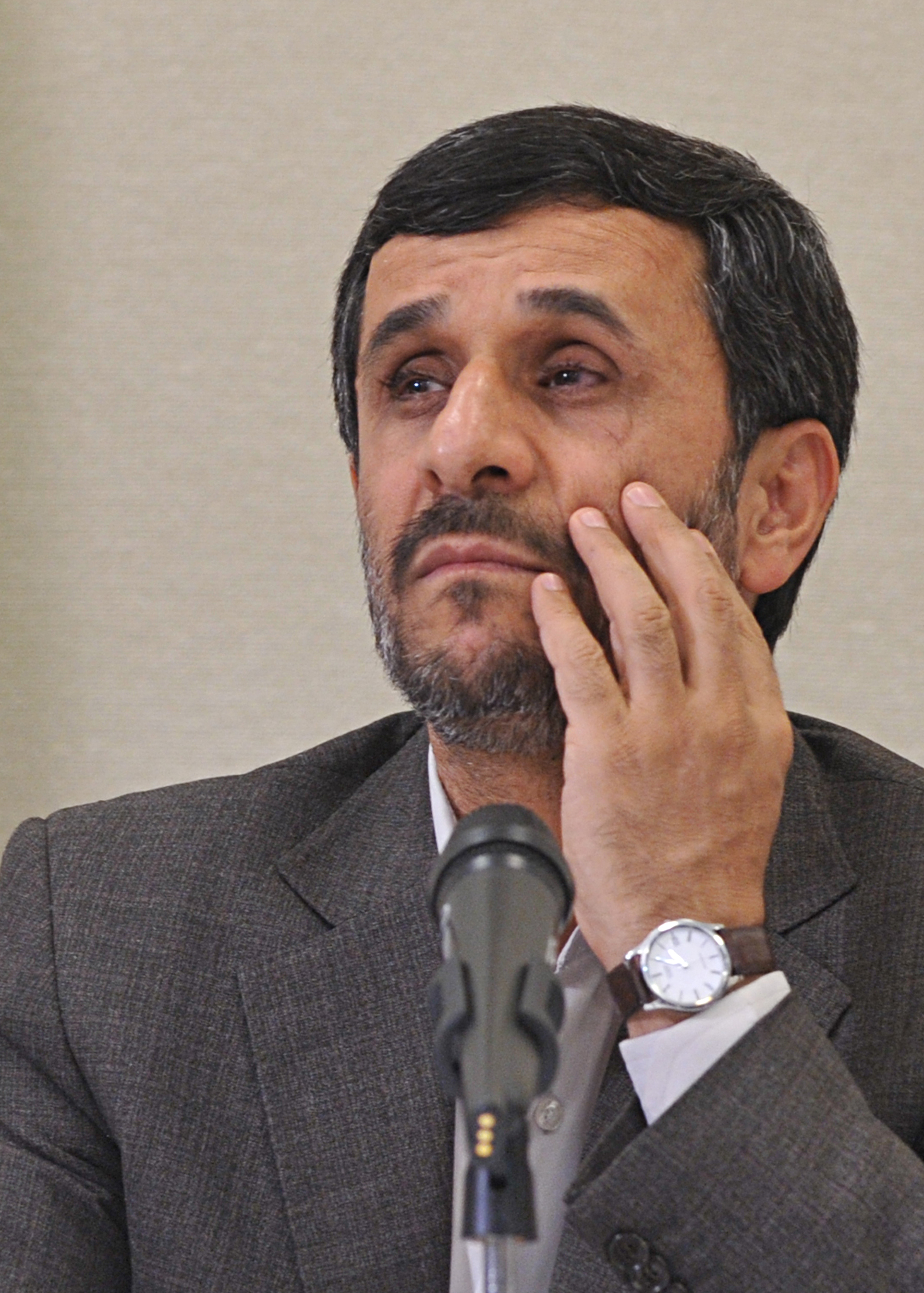
محمود أحمدي نجاد
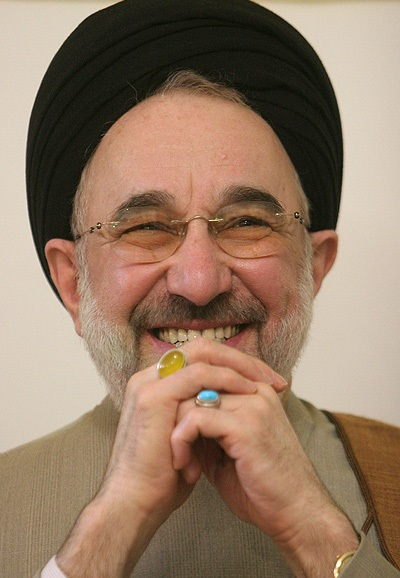
محمد خاتمي
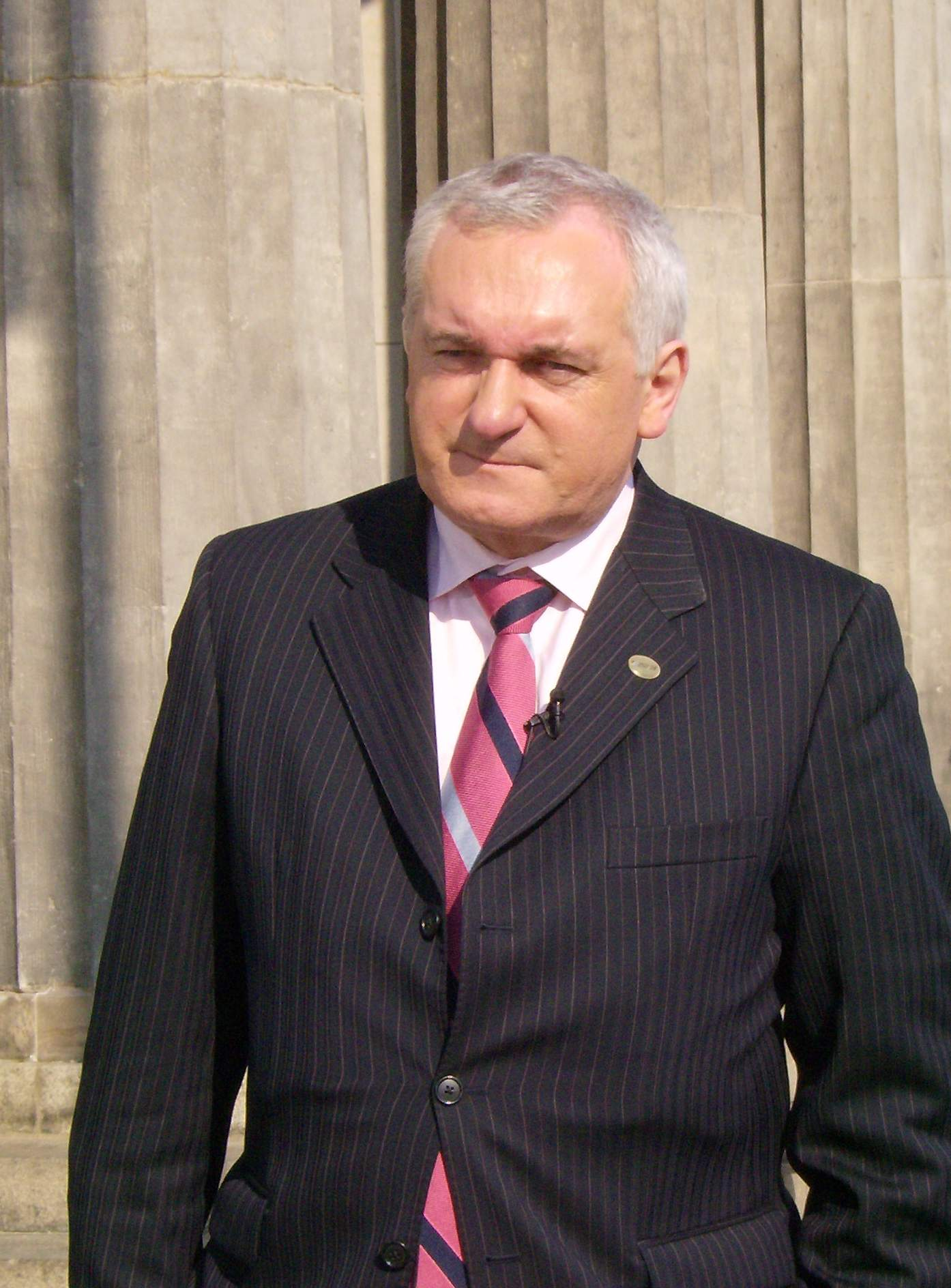
بيرتي أهرن
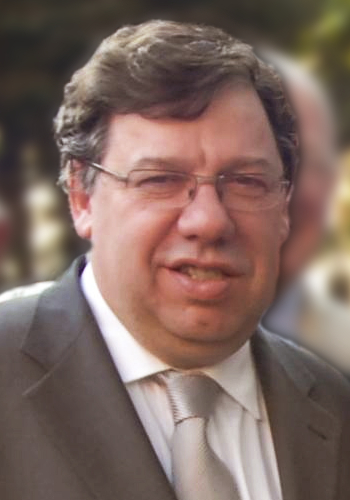
بريان كوين
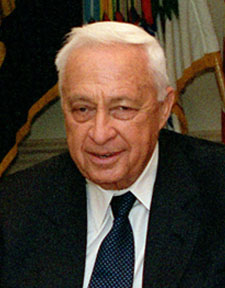
أرئيل شارون
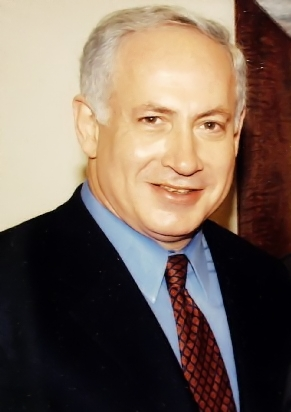
بنيامين نتانياهو
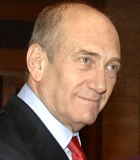
إيهود أولمرت
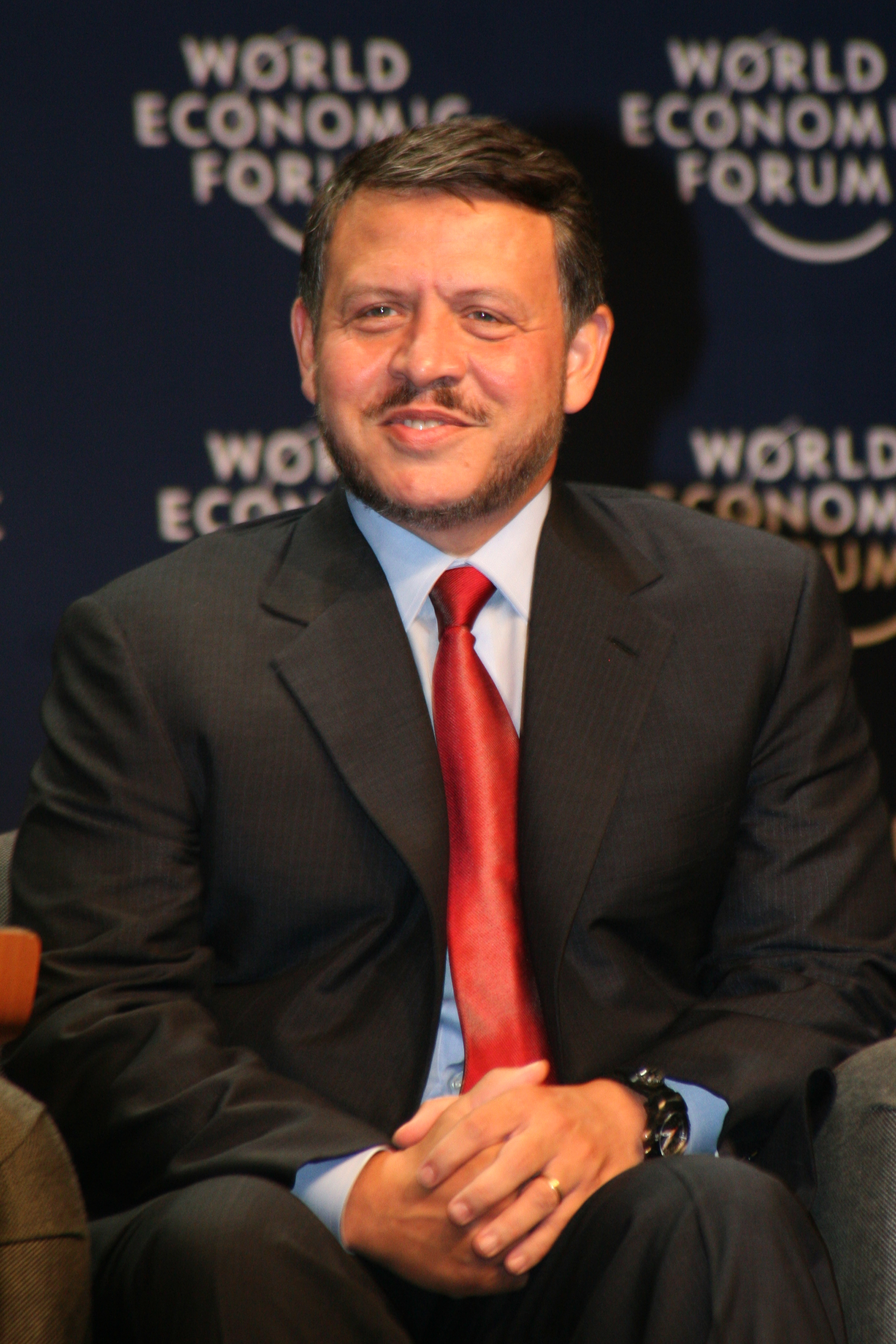
عبد الله الثاني بن الحسين
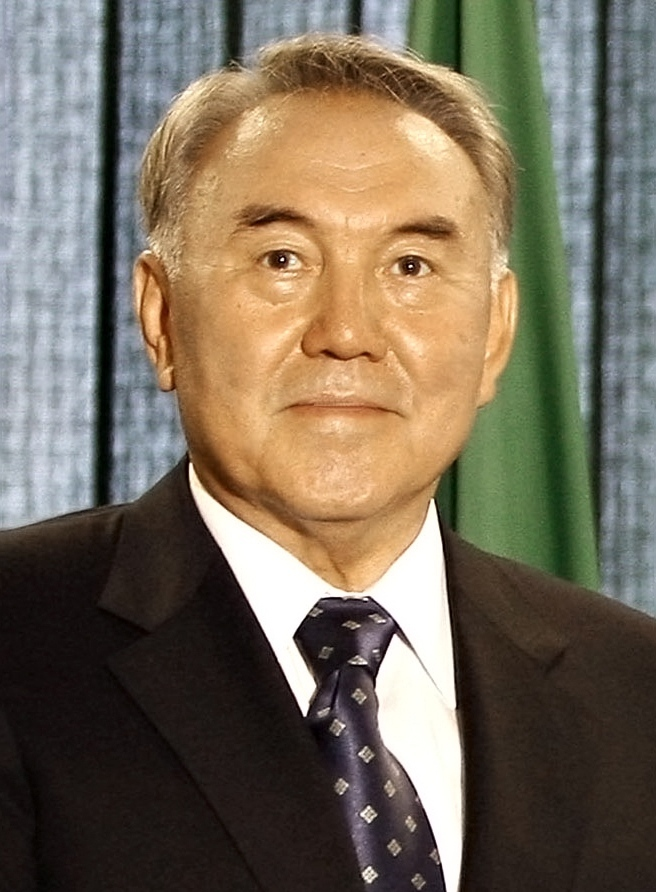
نور سلطان نزارباييف
كم جونغ إل
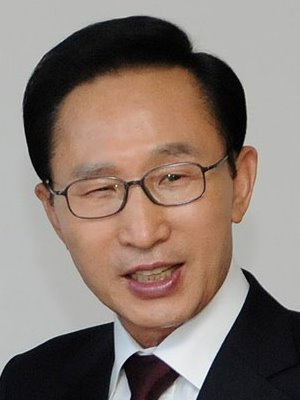
إي ميونغ باك
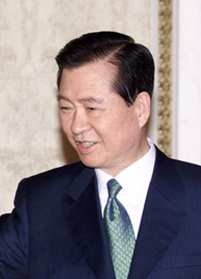
كم داي جنغ
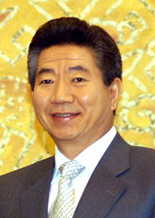
روه مو هيون
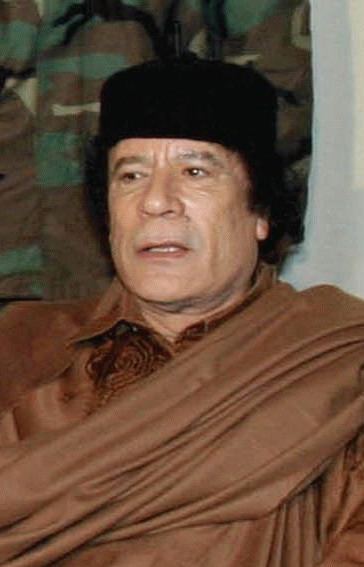
معمر القذافي
عبد الله أحمد بدوي
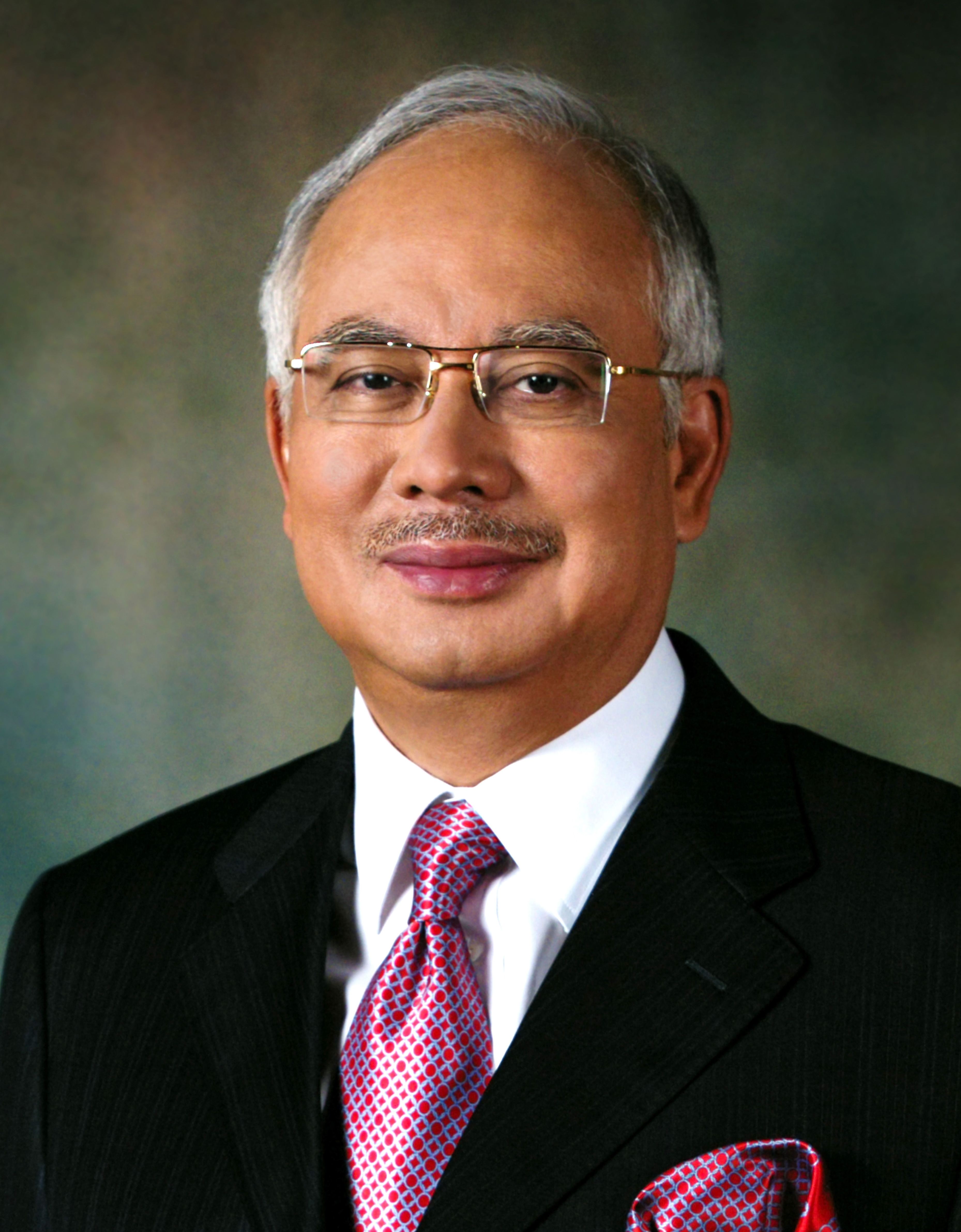
نجيب تون عبد الرزاق
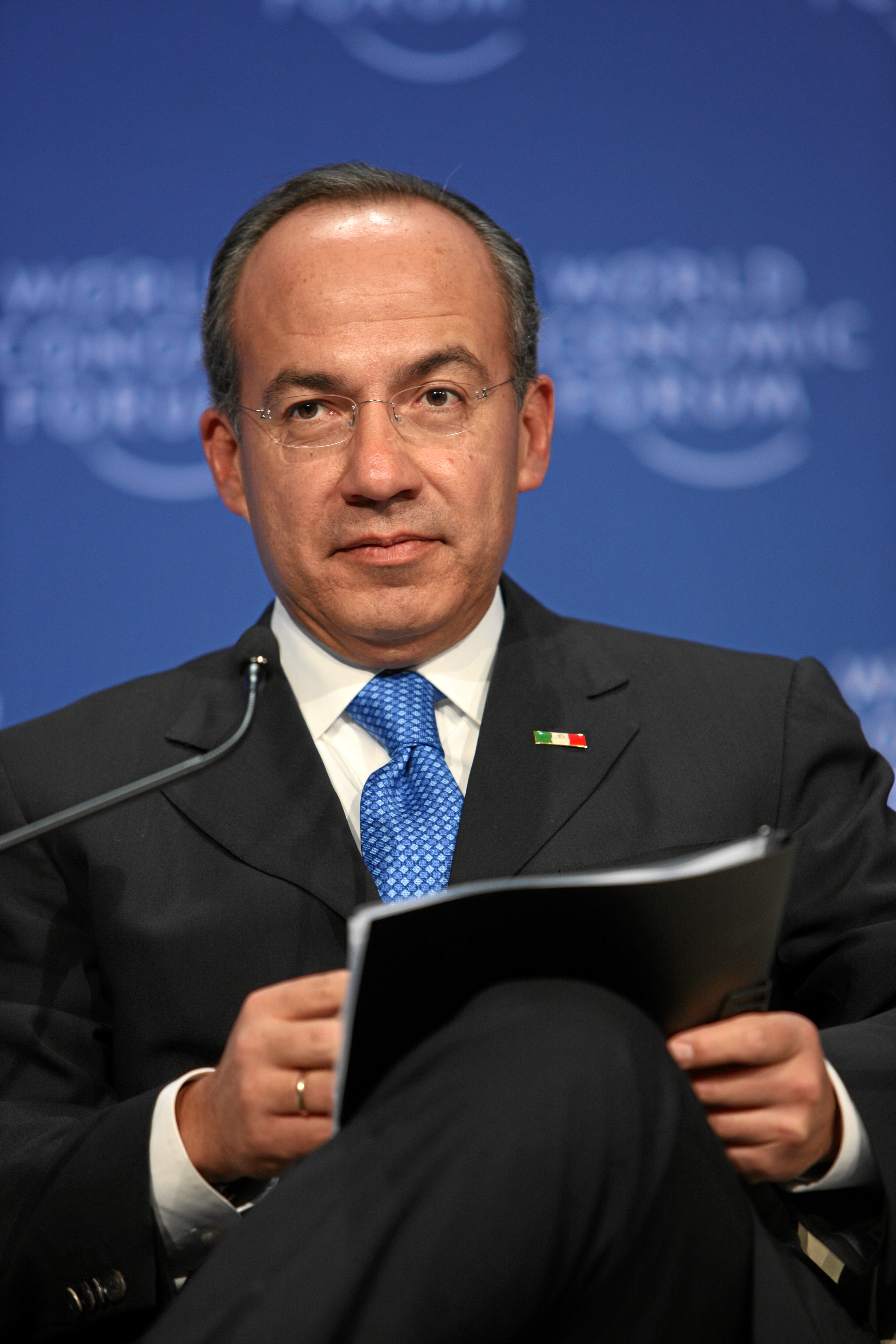
فيليبي كالديرون
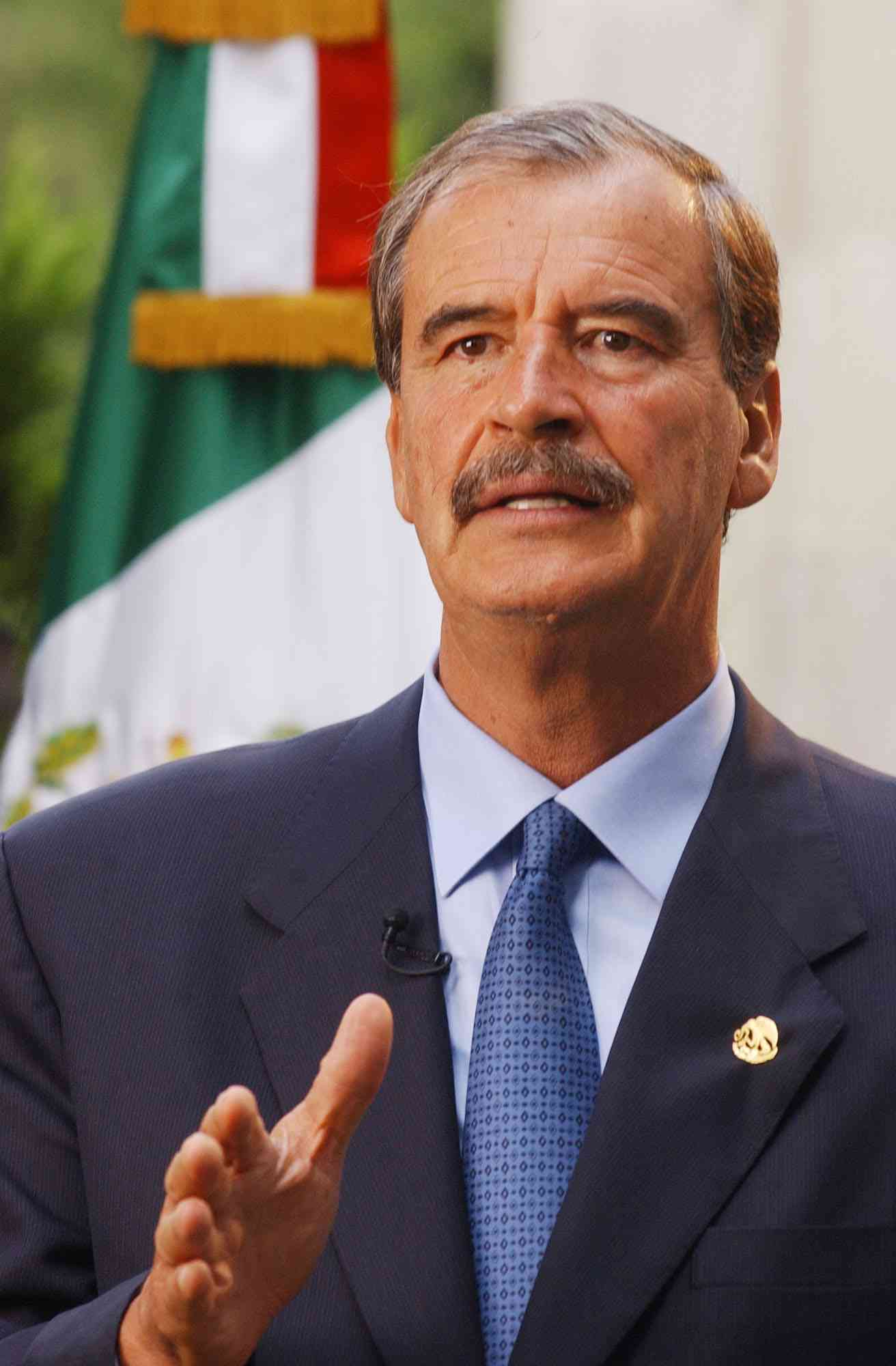
فيسينتي فوكس
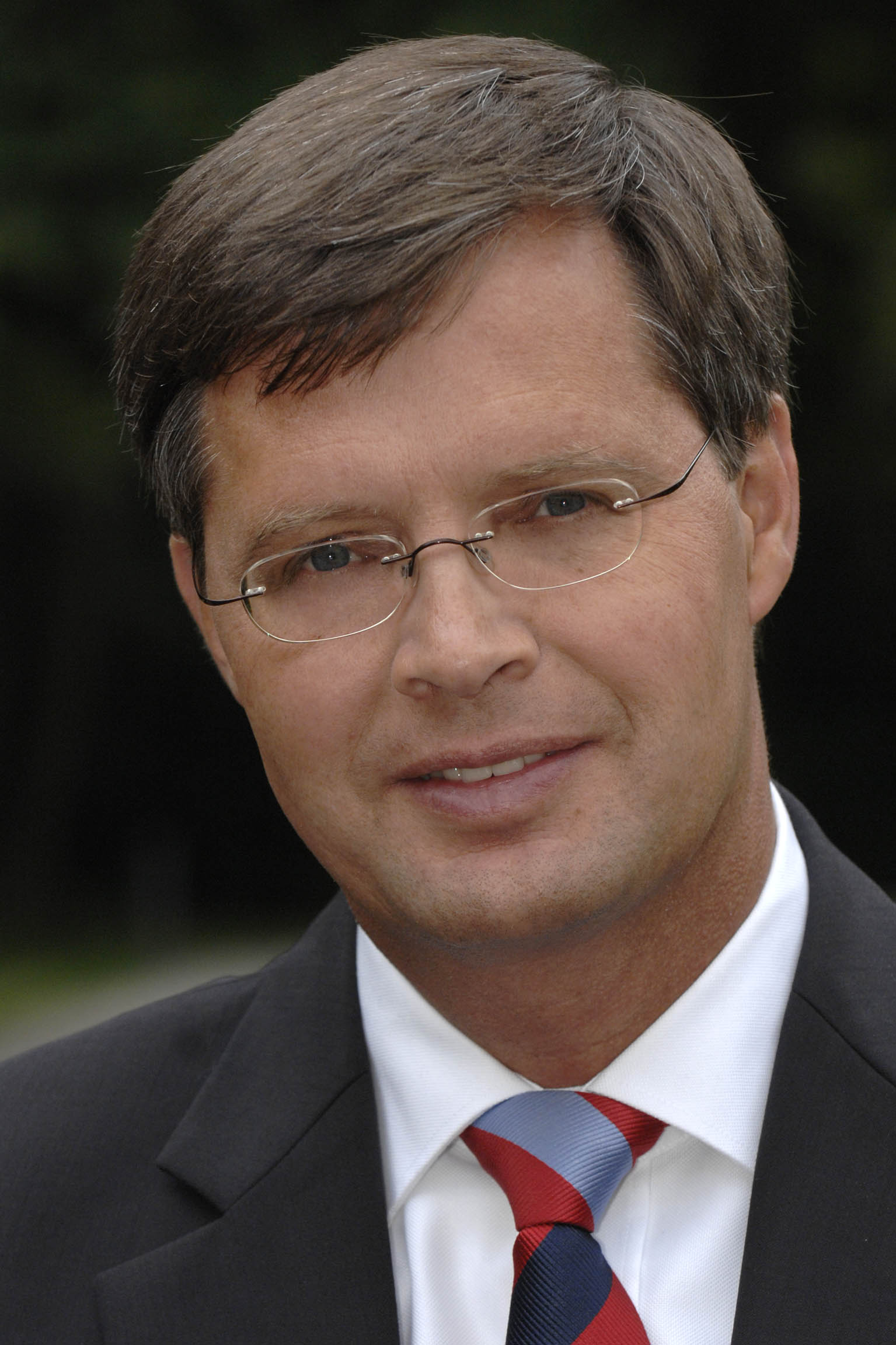
جان بيتر بالكنإنده
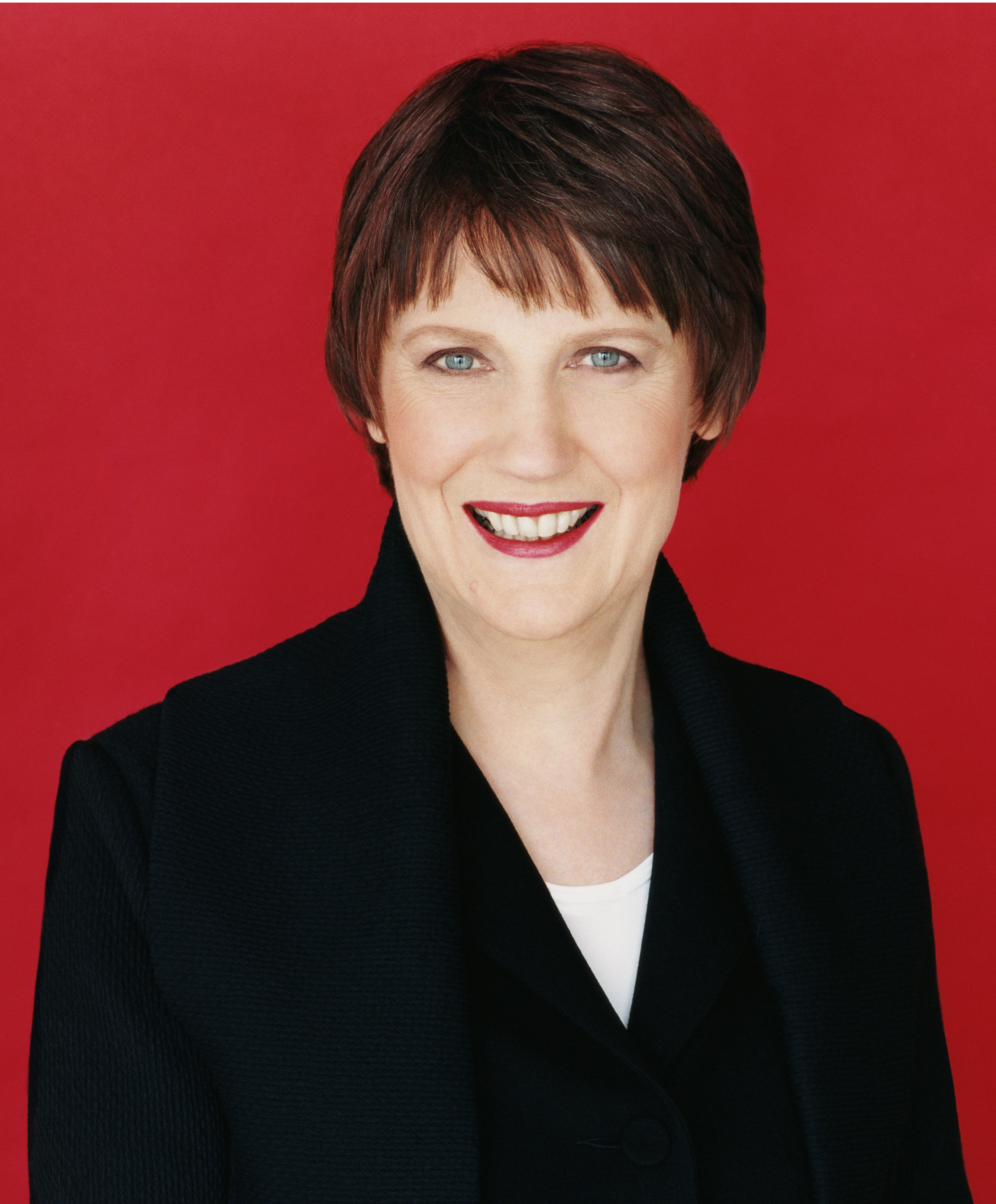
هيلين كلارك
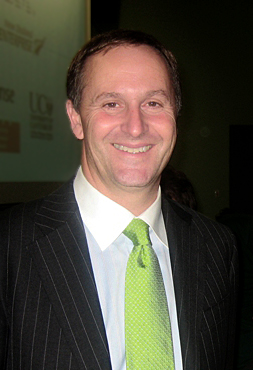
جون كي
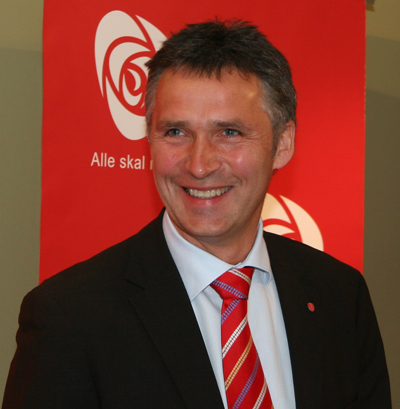
ينس ستولتنبرغ
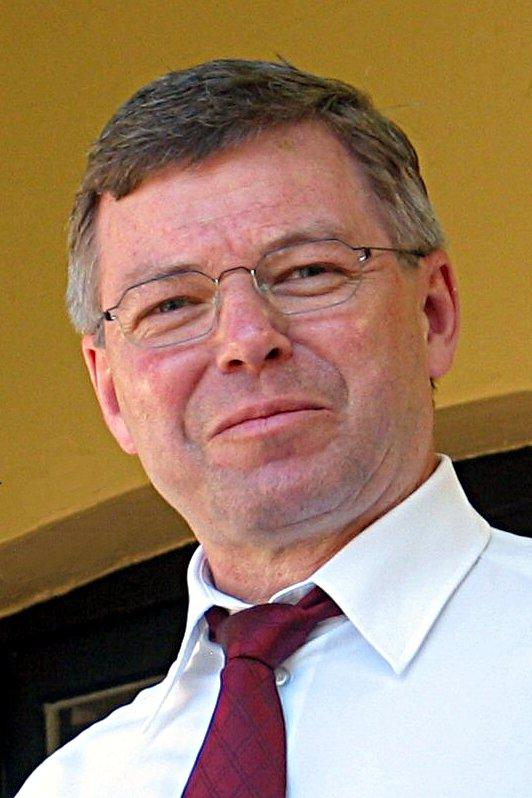
شيل ماغنه بونديفيك
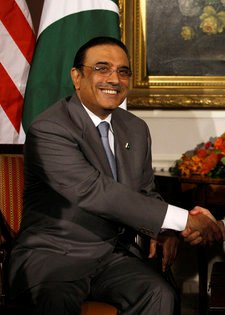
آصف علي زرداري
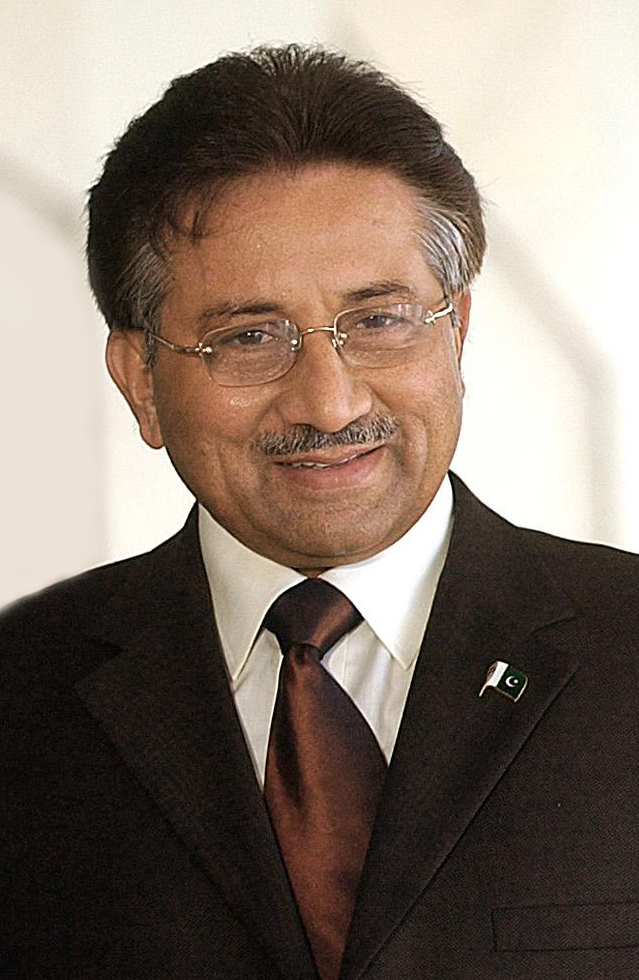
برويز مشرف
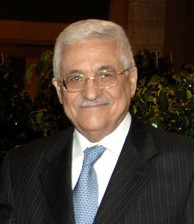
محمود عباس
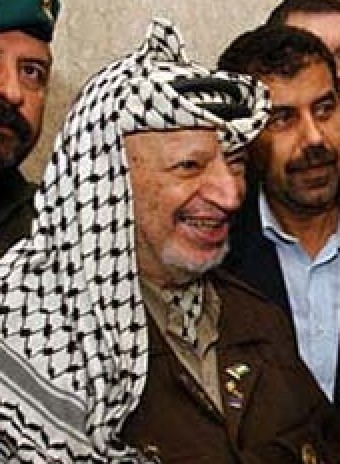
ياسر عرفات
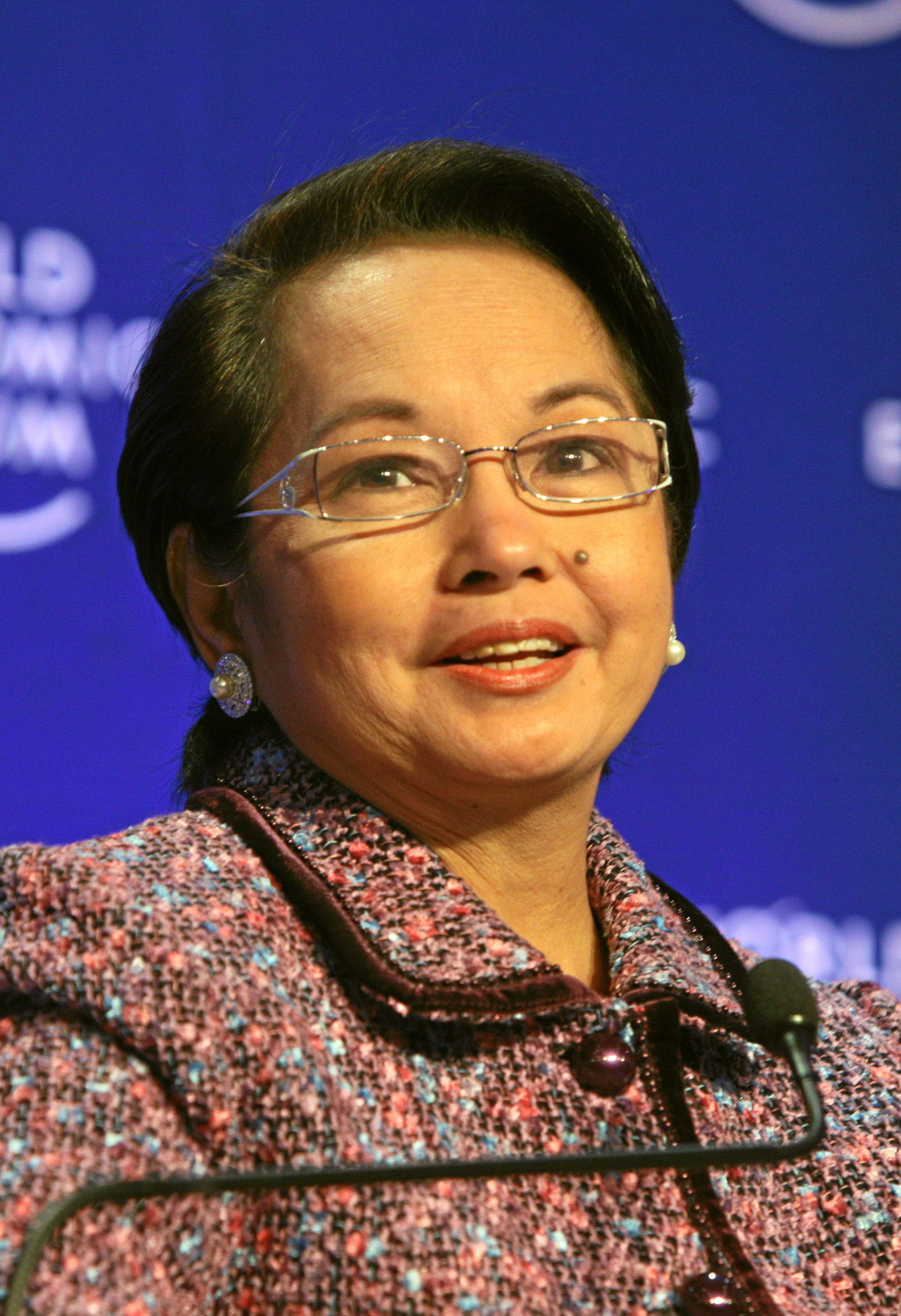
غلوريا ماكاباغال أرويو
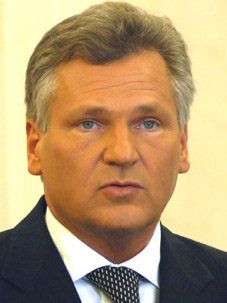
ألكسندر كفاشنيفسكي
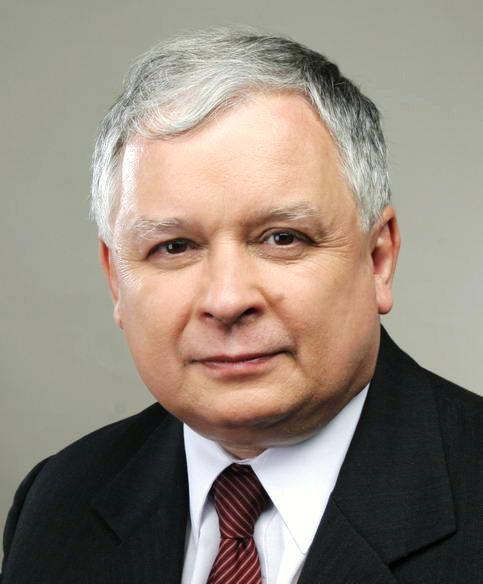
ليخ كاتشينسكي
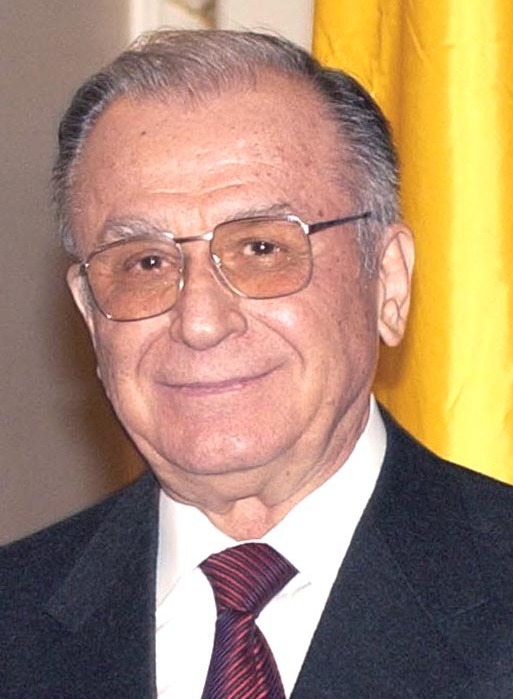
إيون إيليسكو
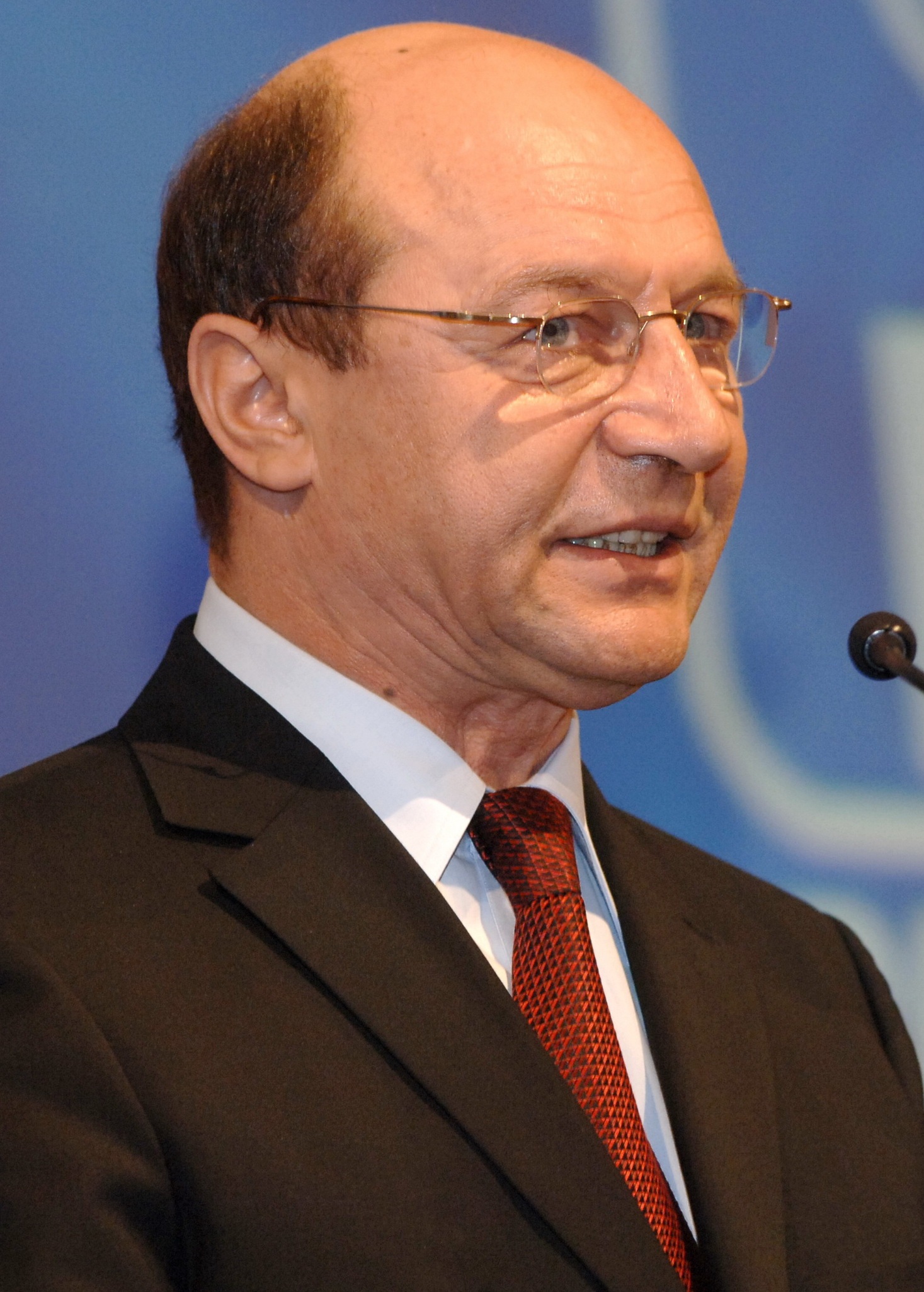
ترايان باسيسكو
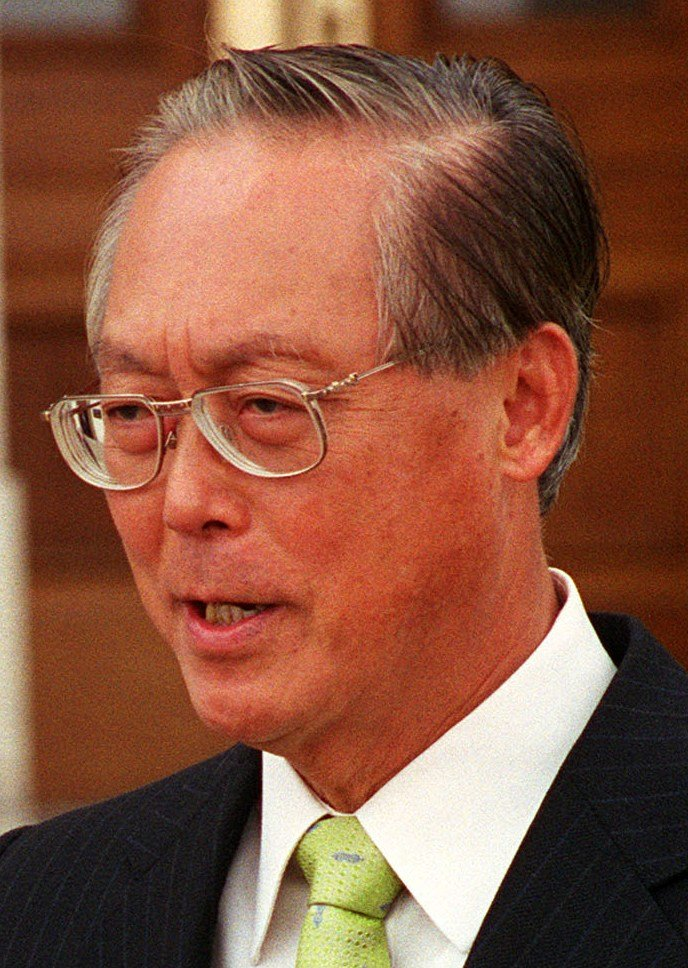
[[غو تشوك تونغFile:Lee Hsien Loong 2004-11-21.jpg| لي هسين لونغ
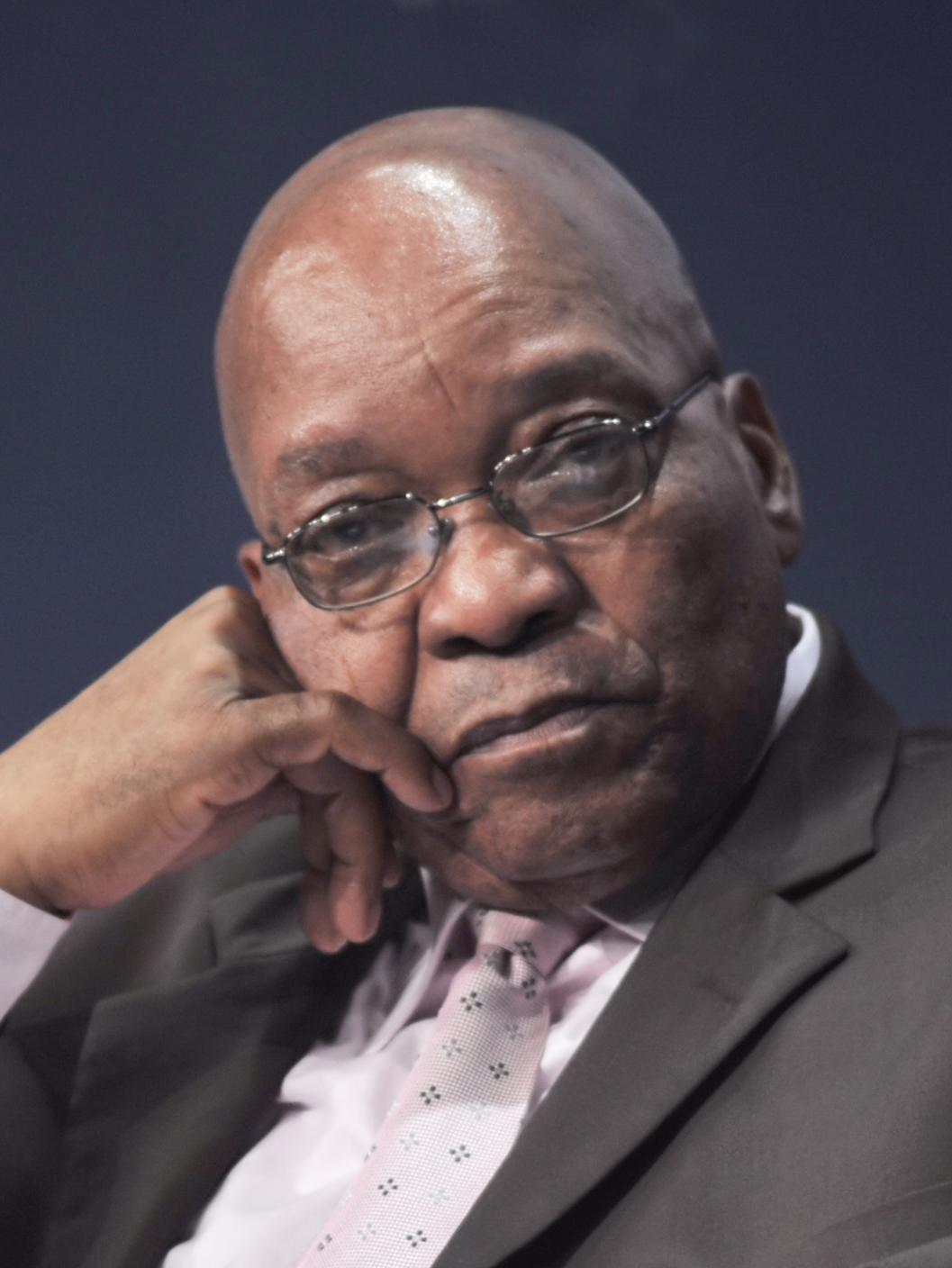
جاكوب زوما
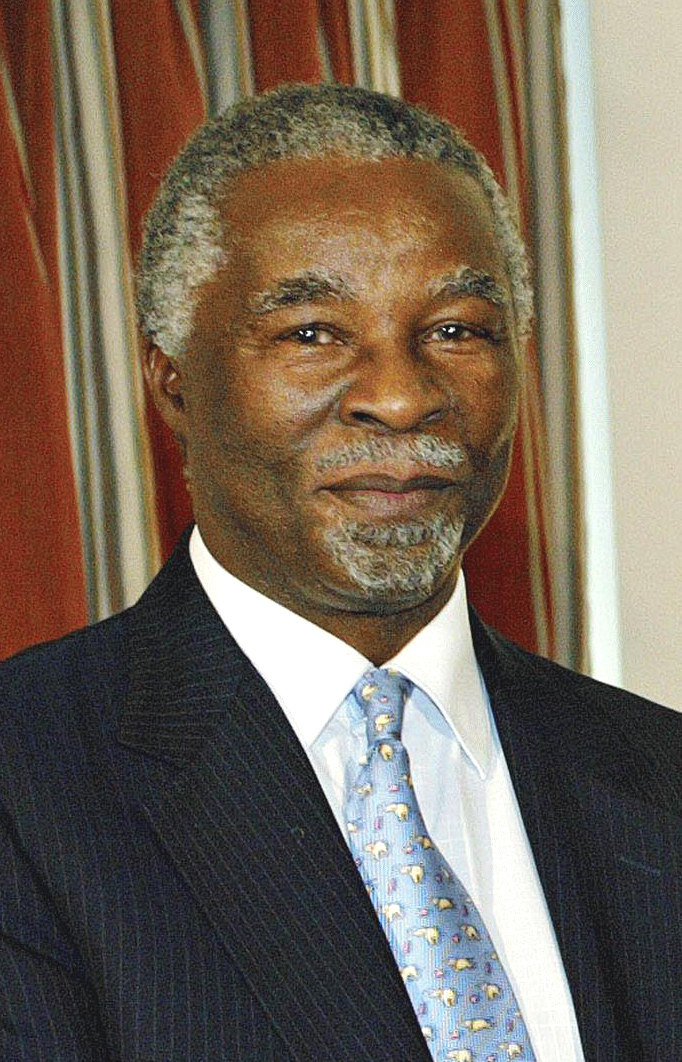
تابو إيمبيكي
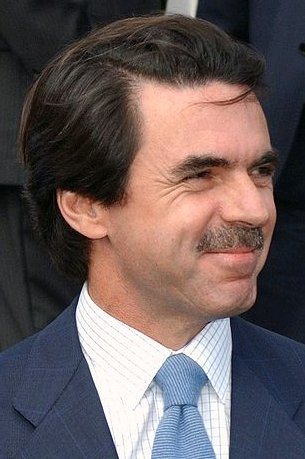
خوسيه ماريا أثنار
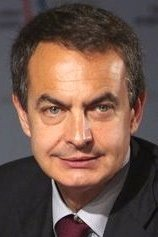
خوسيه لويس ثباتيرو
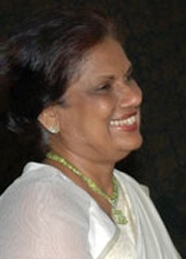
تشاندريكا كماراتونغا
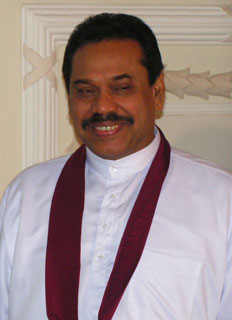
ماهيندا راجاباكسا
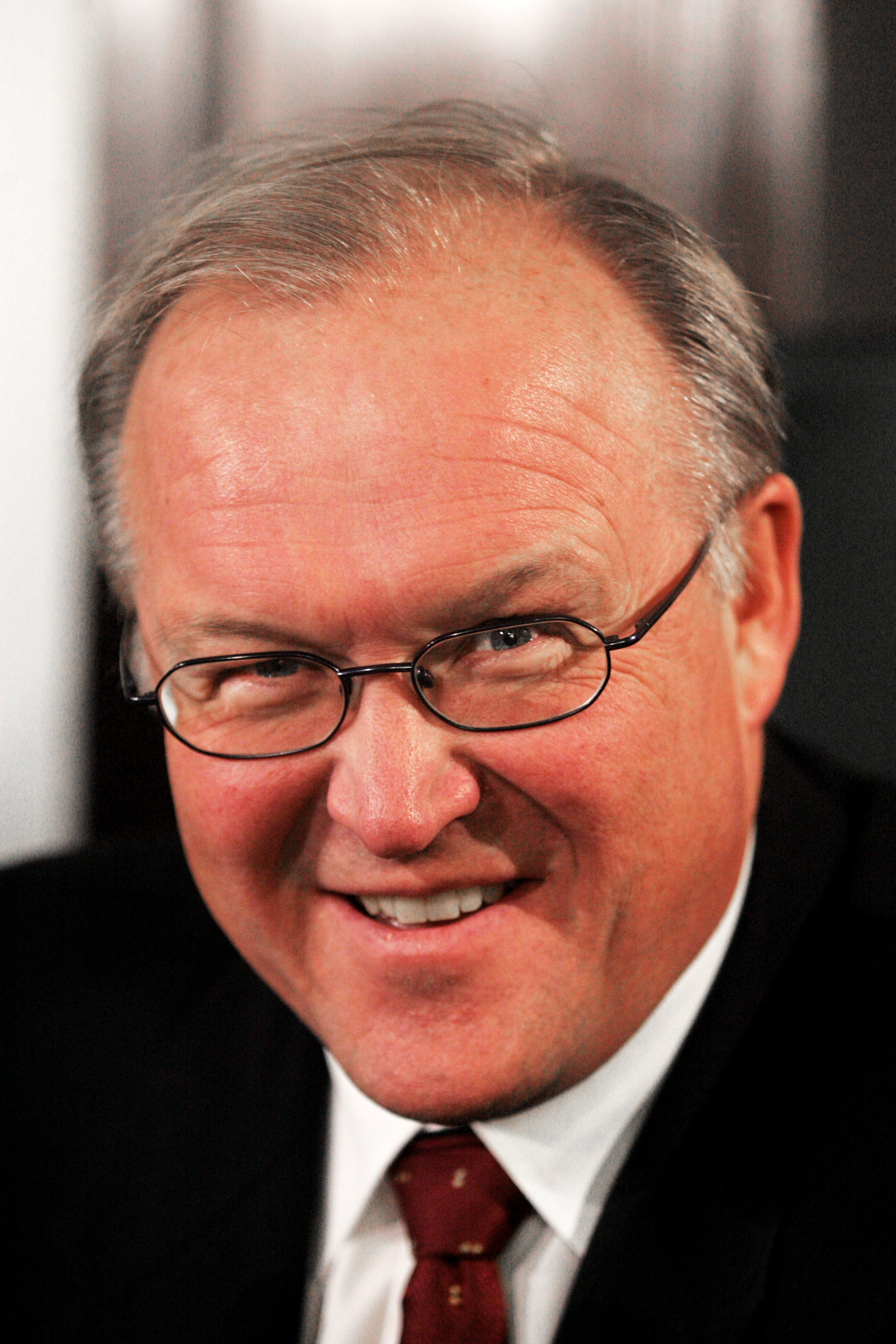
جوران بيرسون
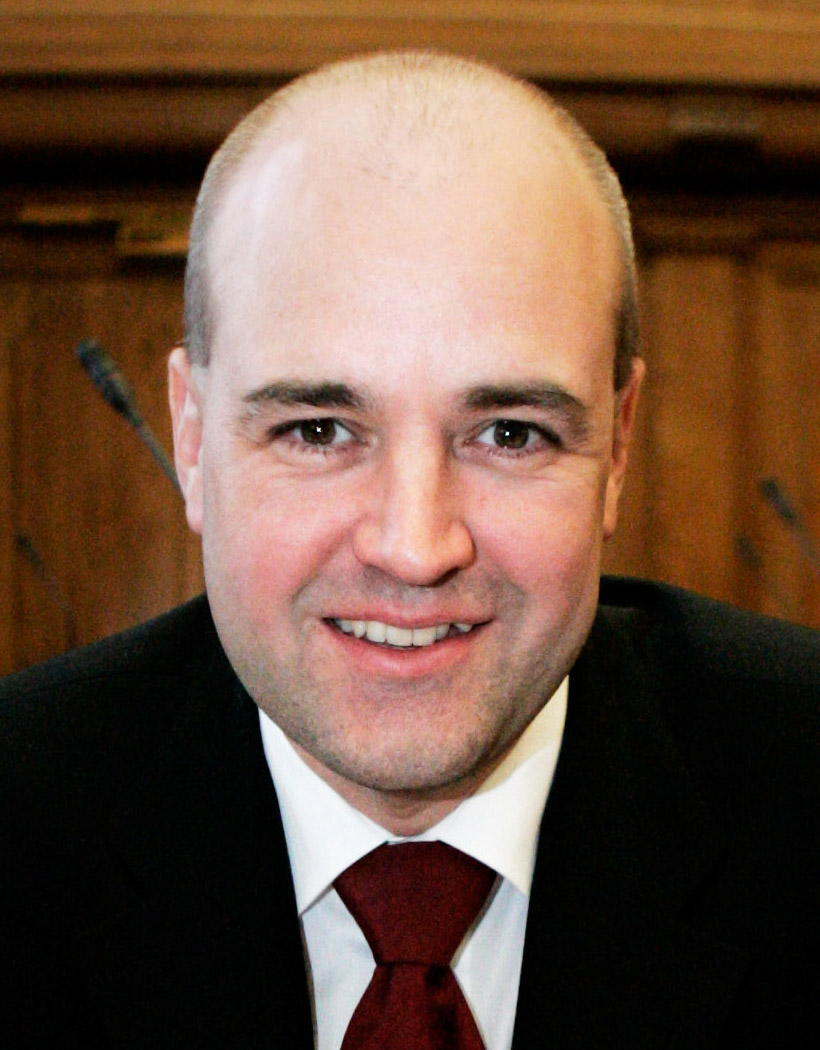
فريدريك رينفلت
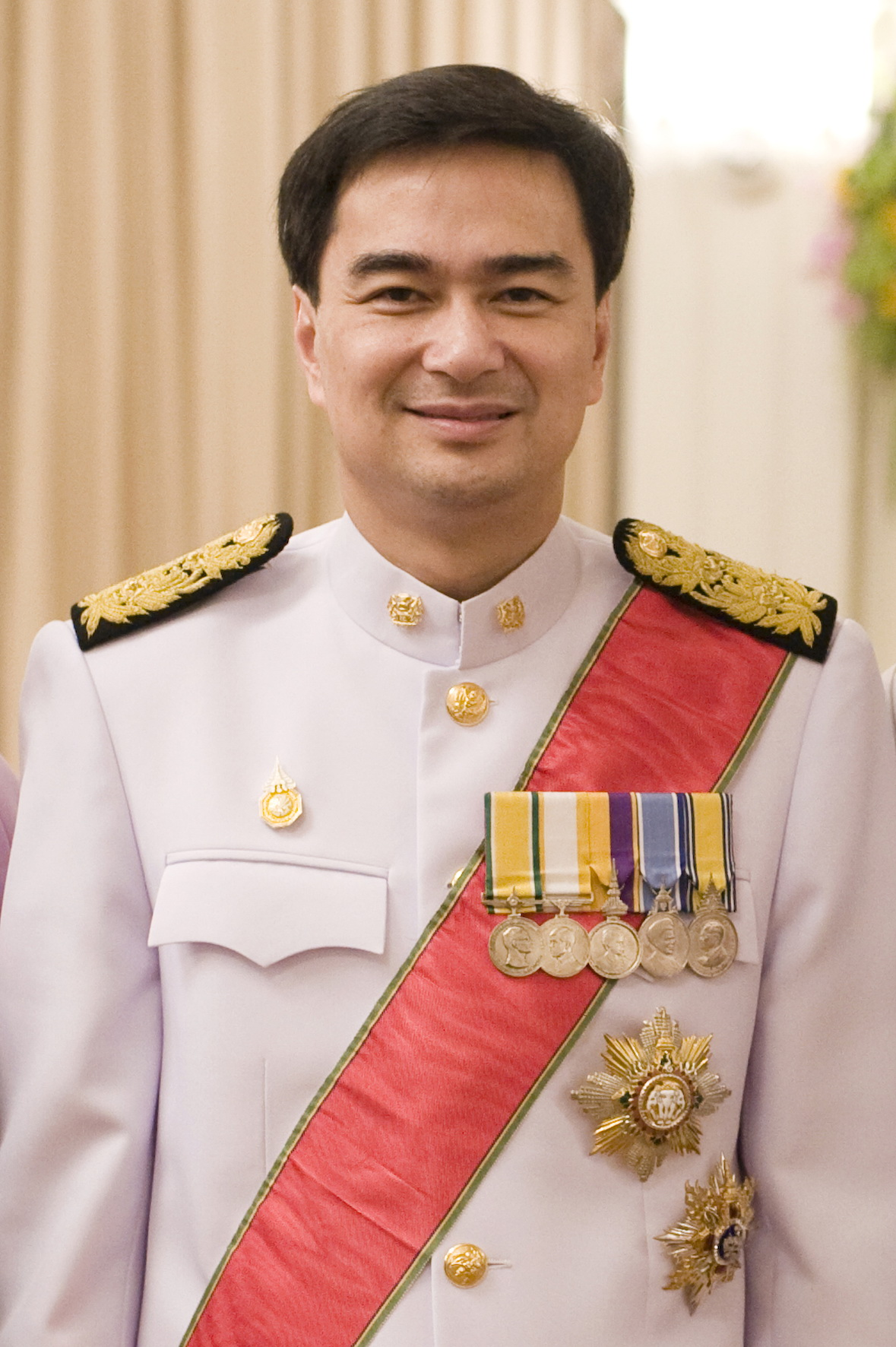
أبهيسيت فيجاجيفا
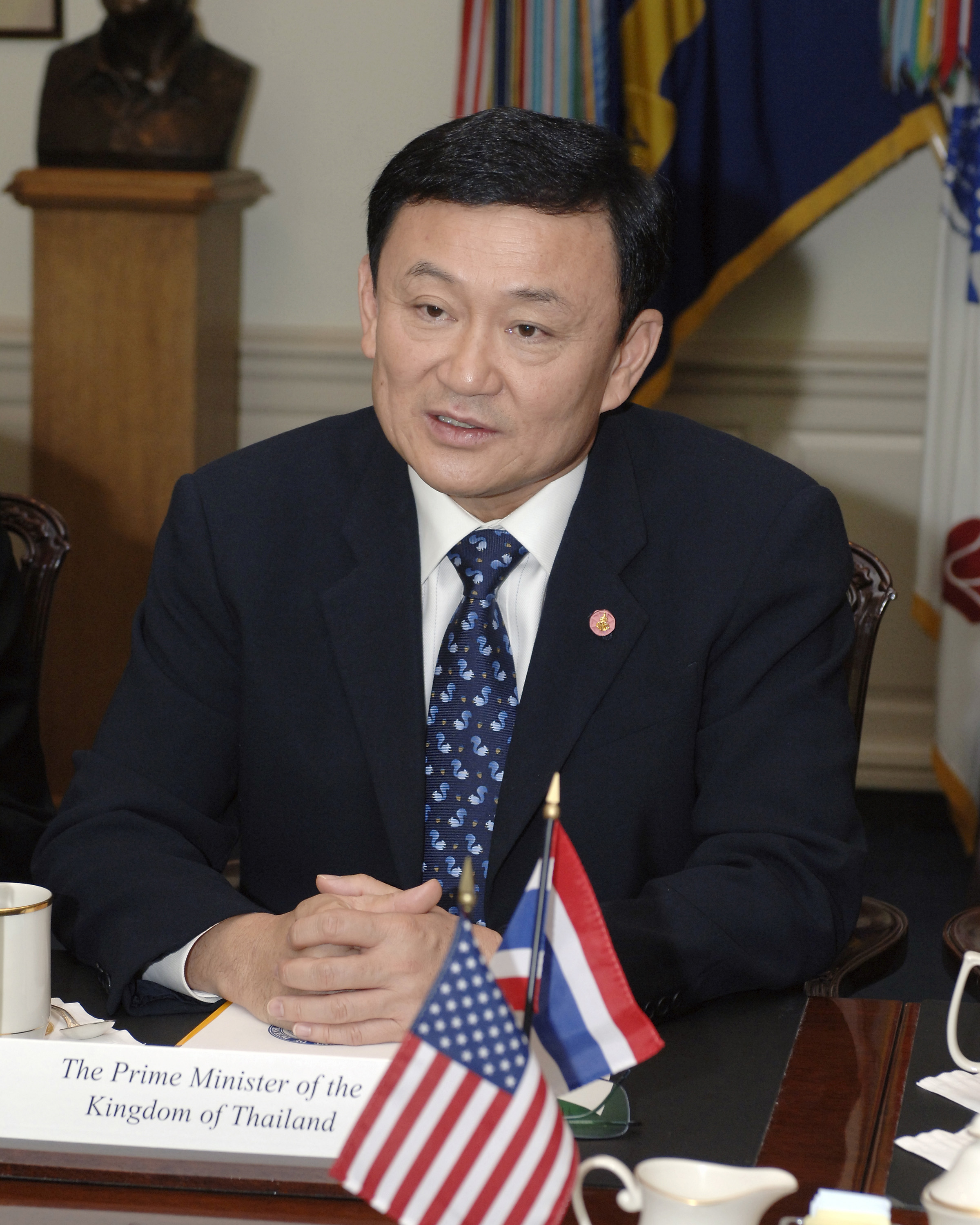
تاكسين شيناواترا
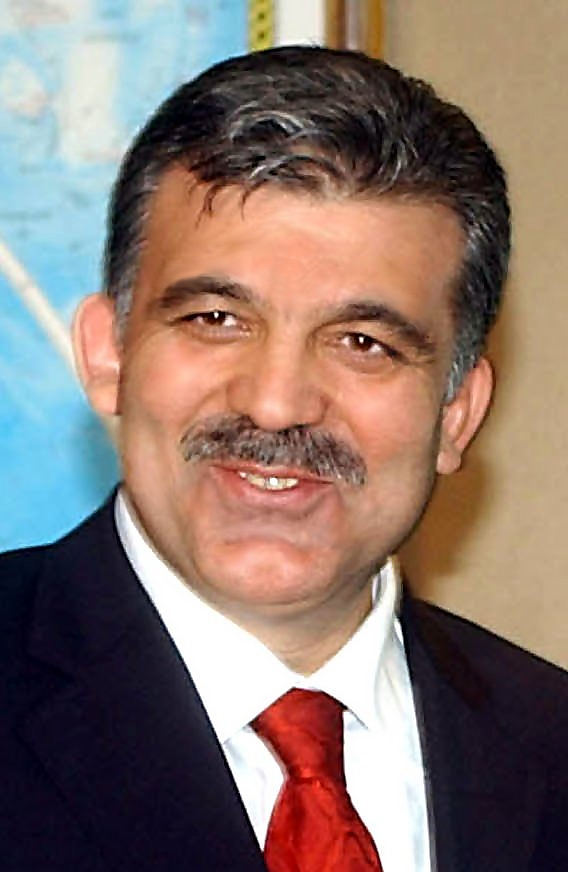
عبد الله غل
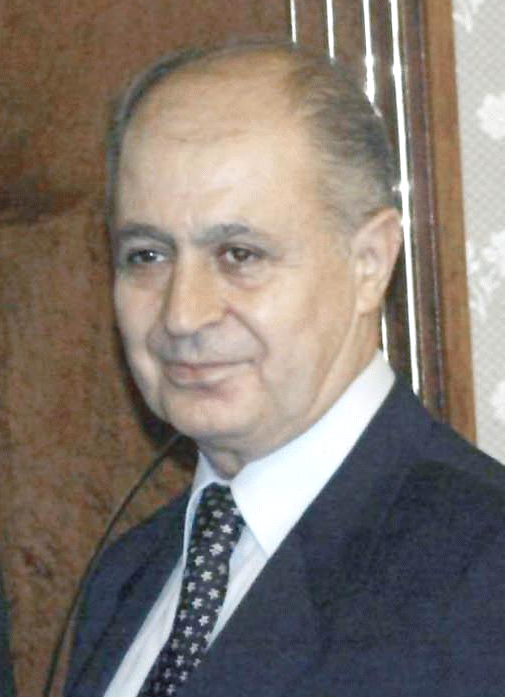
أحمد نجدت سيزر
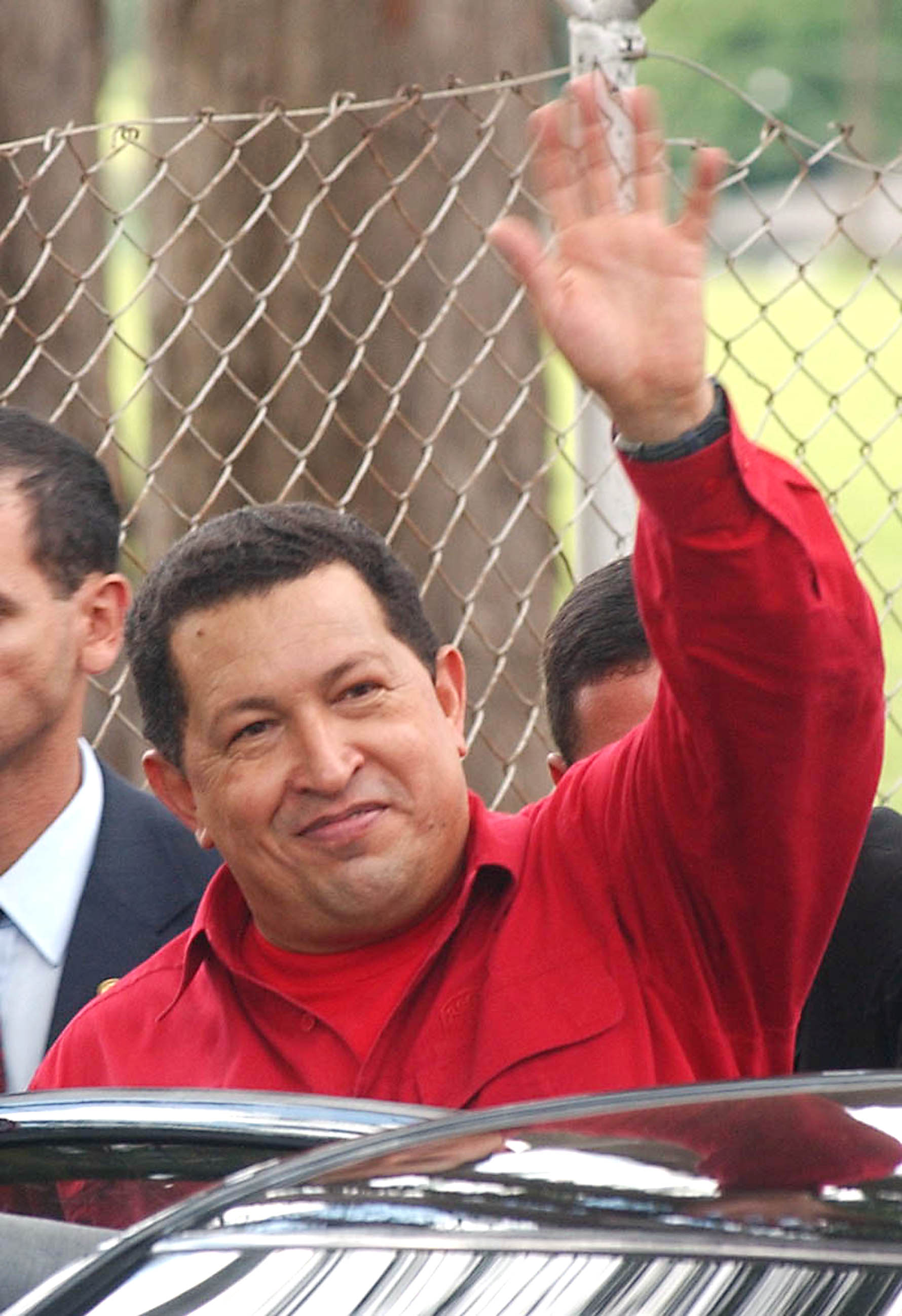
هوغو تشافيز
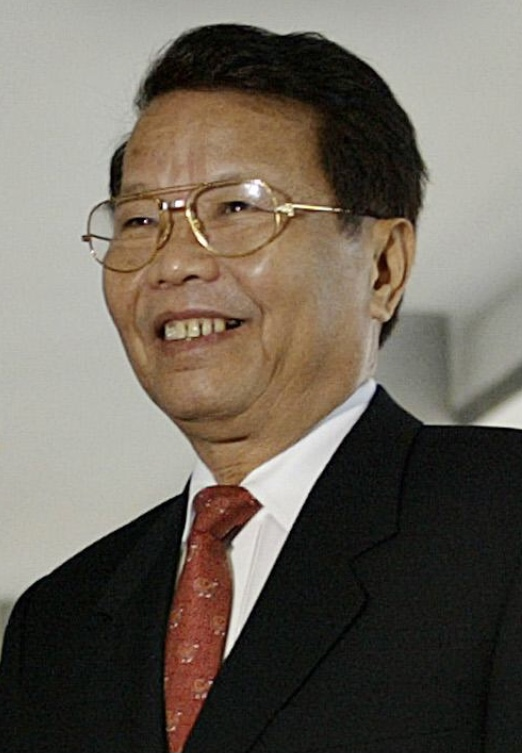
تران دوك لوون
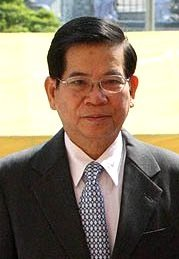
نغوين مينه تريت
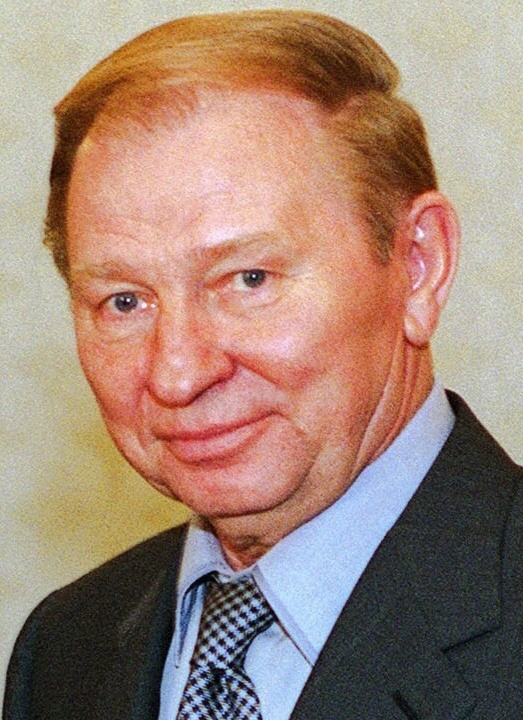
ليونيد كوتشما
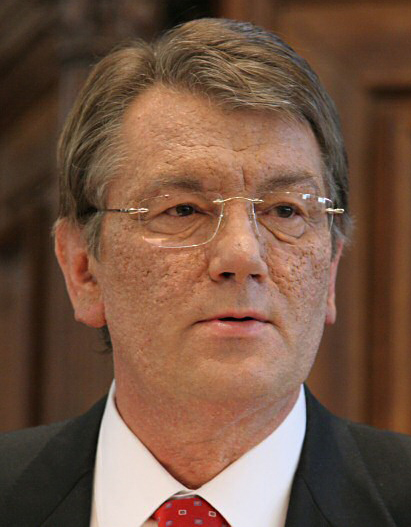
فيكتور يوشتشينكو
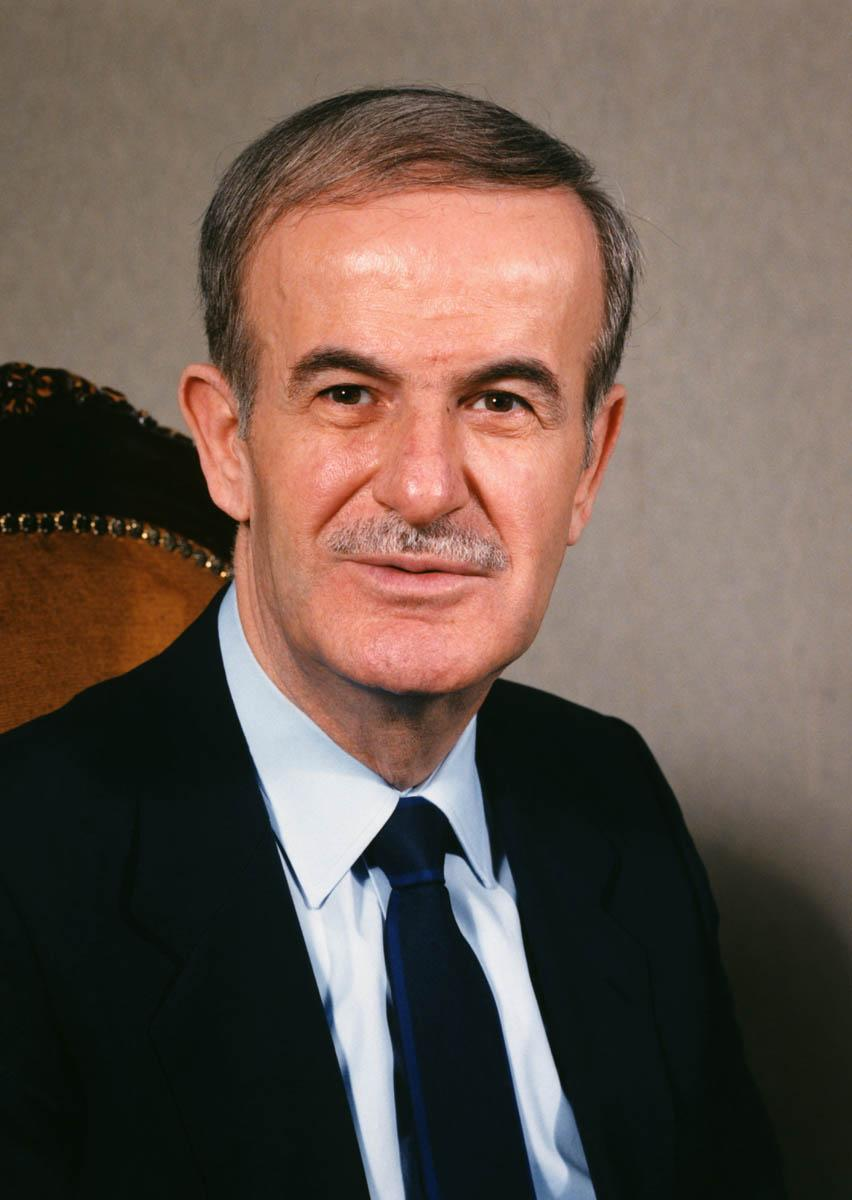
حافظ الأسد
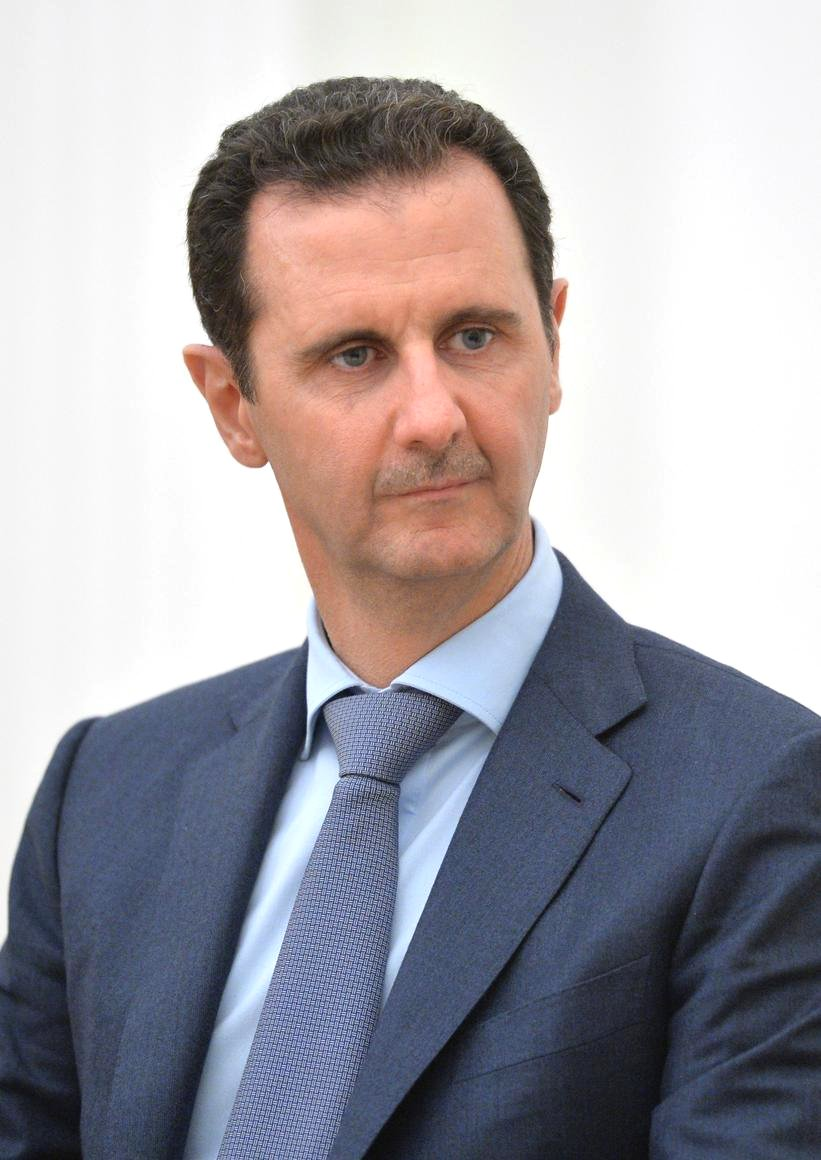
بشار الأسد
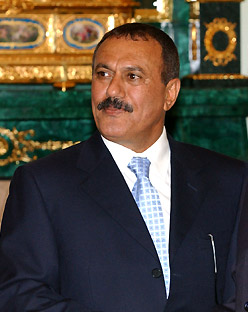
علي عبد الله صالح
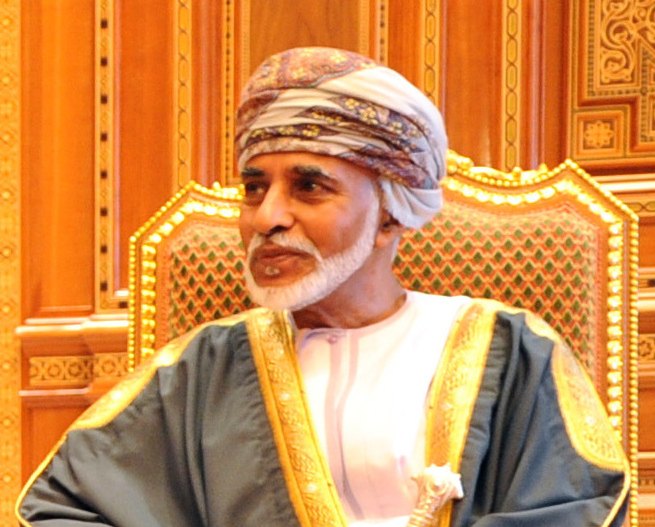
قابوس بن سعيد
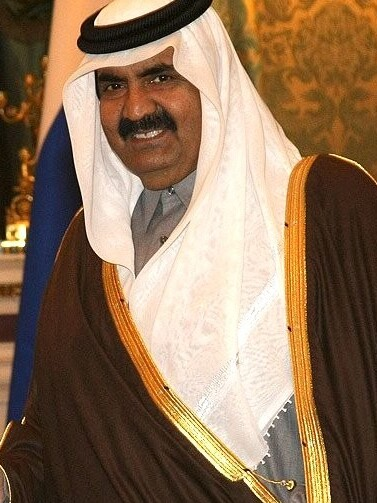
حمد بن خليفة آل ثاني
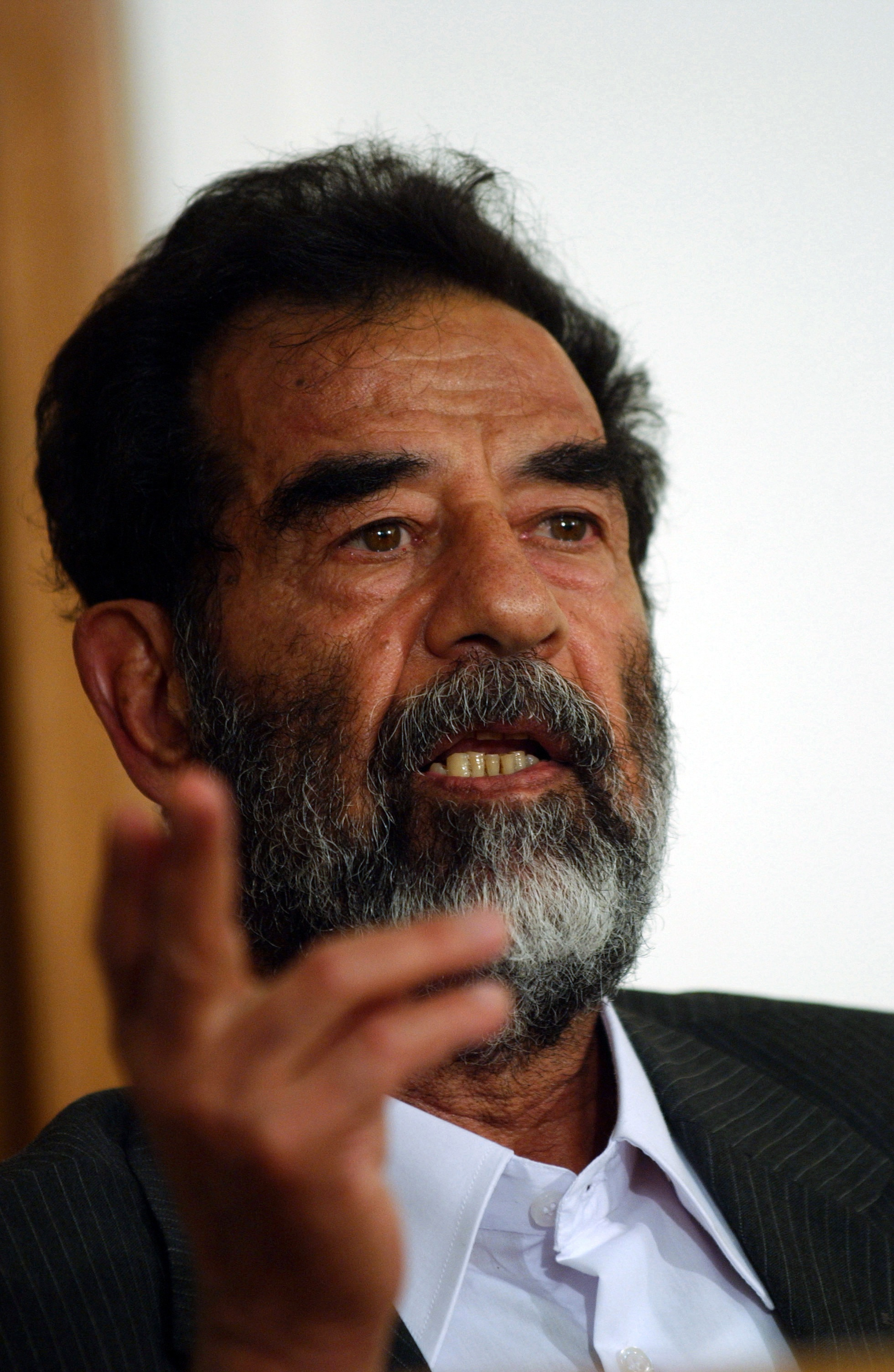
صدام حسين
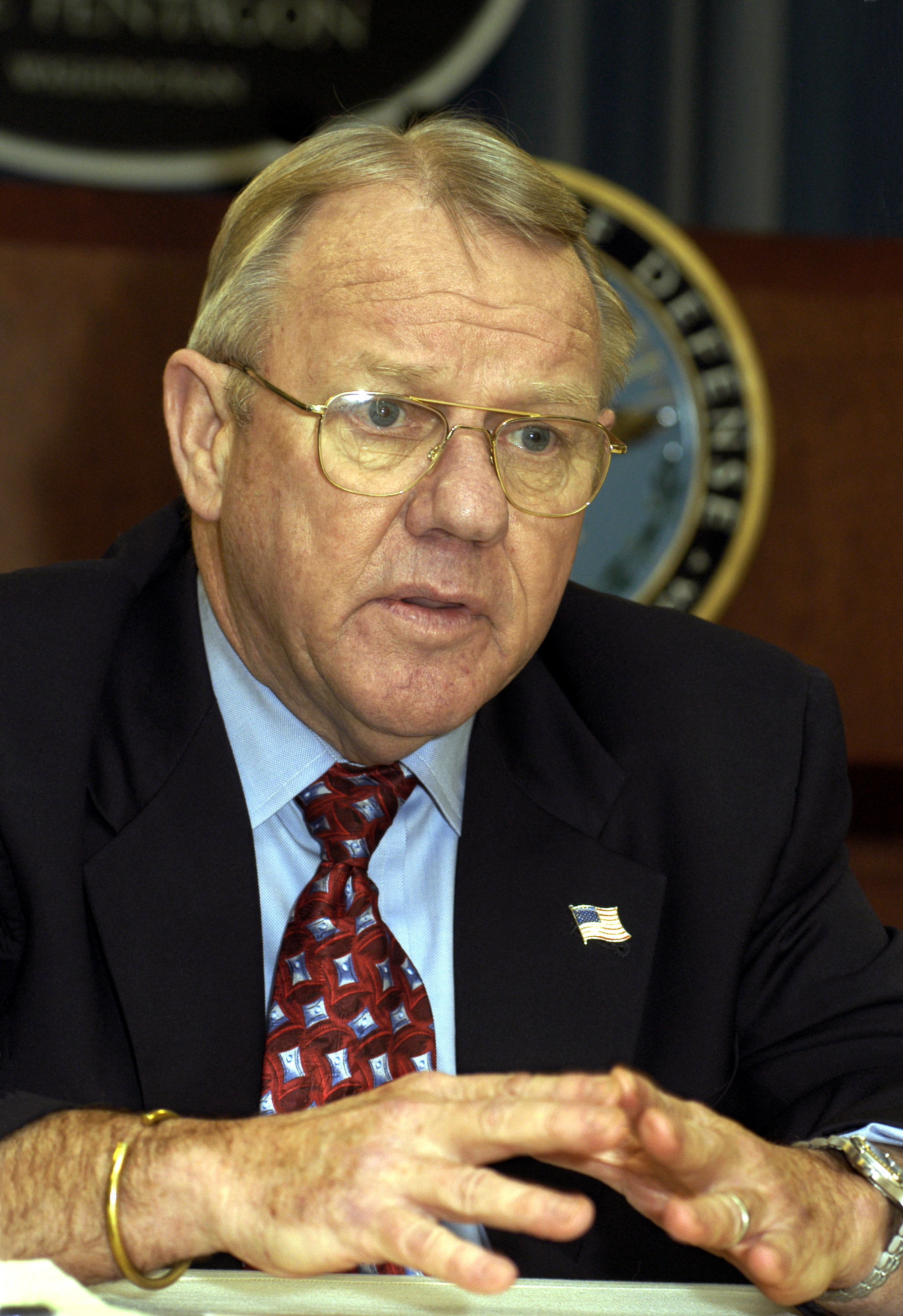
جاي غارنر
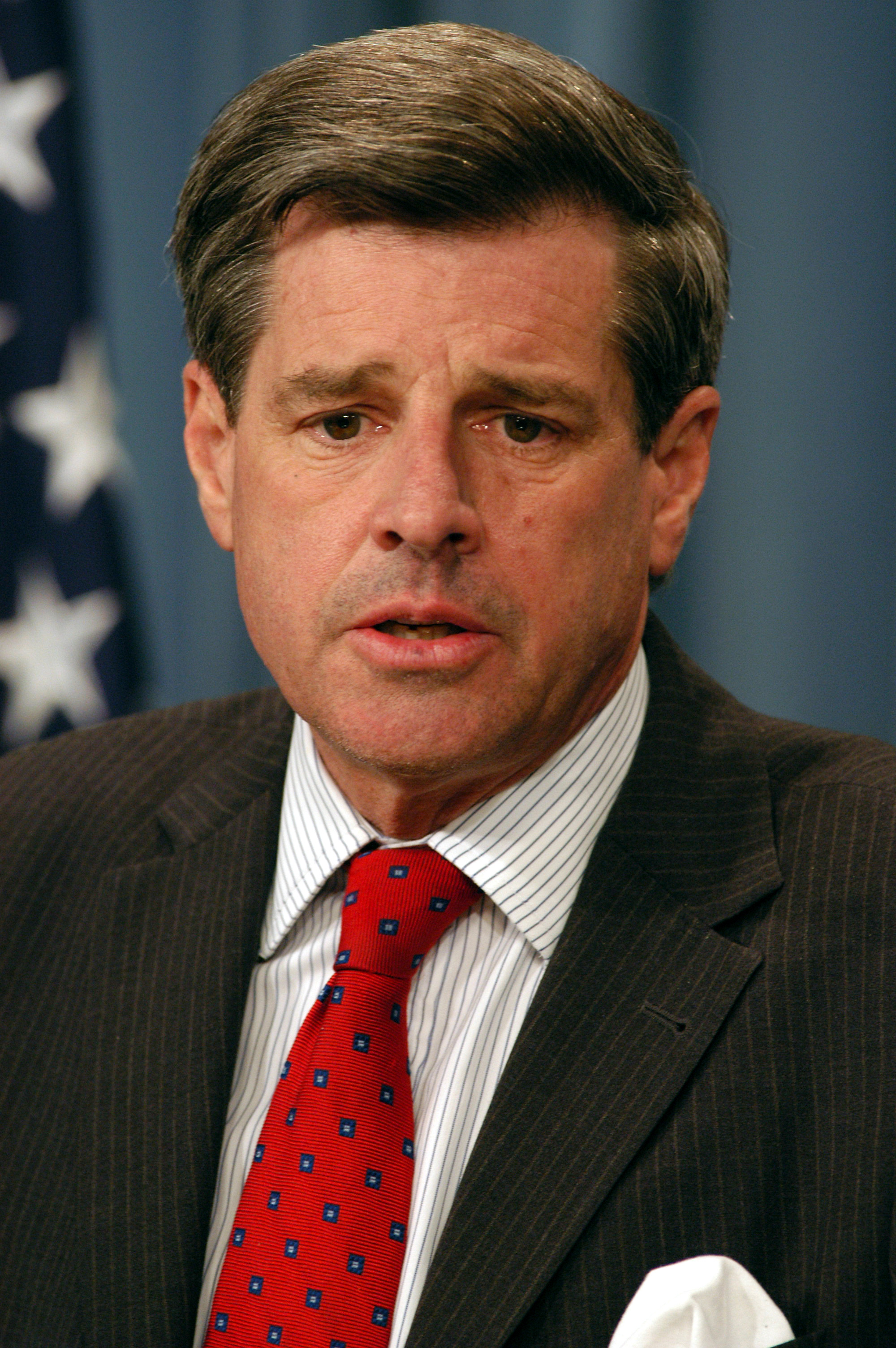
بول بريمر
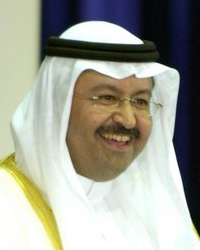
غازي مشعل عجيل الياور
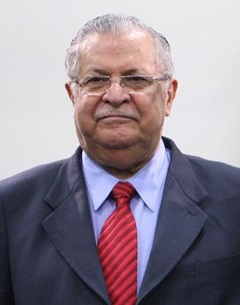
جلال طالباني
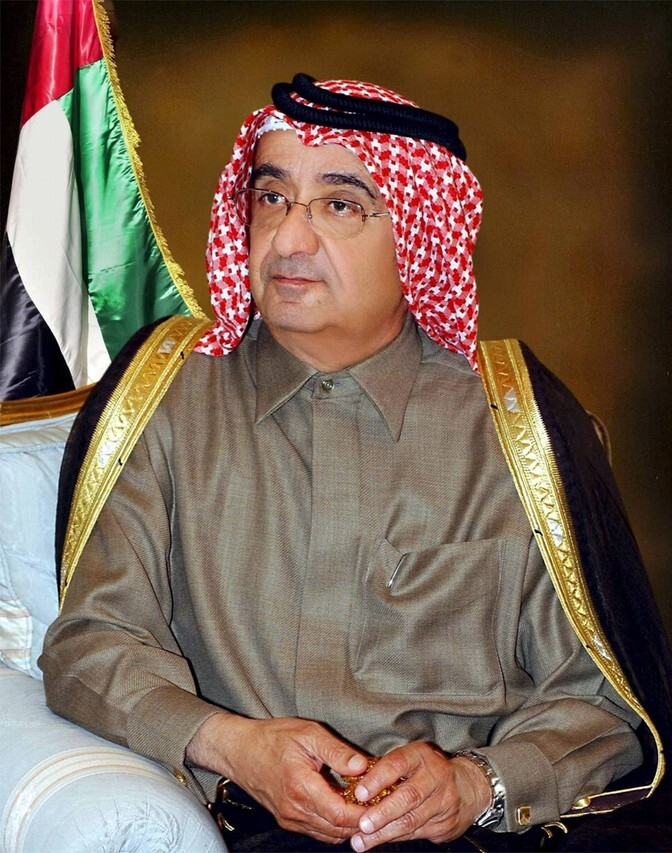
مكتوم بن راشد آل مكتوم

## اغتيالات
| الاسم               | تاريخ          | الدولة                      | ملاحظات |
| ------------------- | -------------- | --------------------------- | --- |
| لوران كابيلا        | 18 يناير 2001  | جمهورية الكونغو الديمقراطية | رئيس جمهورية الكونغو الديمقراطية، تم اغتياله من قبل أحد القادة العسكريون وهو نائب وزير الدفاع الكولونيل "كايمبي" الذي أقاله كابيلا مع ضباط كبار آخرين من القوات الكونغولية المسلحة بسبب سلوكهم في الحرب الأهلية الدائرة في البلاد. وتولى الحكم بعده ابنه جوزيف كابيلا. |
| رحبعام زئيفي        | 17 أكتوبر 2001 | إسرائيل                     | وزير السياحة في إسرائيل، تم اغتياله في فندق في القدس من قبل أفراد من الجبهة الشعبية لتحرير فلسطين. |
| بيم فورتاين         | 6 مايو 2002    | هولندا                      | سياسي وعالم إجتماع هولندي، تم اغتياله من قبل ناشط بيئي يدعى فولكيرت فان دير جراف. |
| زوران جينجيتش       | 12 مارس 2003   | صربيا                       | أول رئيس وزراء غير-شيوعي للجمهورية الصربية، تم اغتياله من قبل فيزدان يوفانوفيتش القائد السابق لوحدة العمليات الخاصة في الشرطة السرية في يوغوسلافيا. |
| ذكرى                | 28 نوفمبر 2003 | تونس                        | مغنية تونسية، تم اغتيالها من قبل زوجها أيمن السويدي والذي أنتحر بعد ذلك. |
| محمد باقر الحكيم    | 29 أغسطس 2003  | العراق                      | مؤسس المجلس الأعلى للثورة الإسلامية في العراق والتي تعد من قوى المعارضة العراقية التي عملت ضد النظام العراقي البعثي، تم اغتياله بإنفجار سيارة مفخخة وضعت قرب سيارته بعد خروجه من صلاة الجمعة.                                                                          |
| آنا ليند            | 11 سبتمبر 2003 | السويد                      | وزيرة الخارجية لمملكة السويد، تم اغتيالها في ستوكهولم من قبل مواطن صربي يدعى ميجيلو ميجيلوفيتش حيث تعرضت للطعن في الصدر والمعدة والأذرع. |
| عبد العزيز الرنتيسي | 17 أبريل 2004  | دولة فلسطين                 | أحد مؤسسي حركة المقاومة الإسلامية (حماس)، وقائد الحركة في قطاع غزة، تم اغتياله بعد أن قمات مروحية إسرائيلية تابعة للجيش الإسرائيلي بإطلاق صاروخ على سيارته. |
| أحمد ياسين          | 22 مارس 2004   | دولة فلسطين                 | مؤسس حركة حماس الإسلامية والزعيم الروحي لها، تم اغتياله في غزة من قبل القوات الجوية الإسرائيلية. |
| ثيو فان غوخ         | 2 نوفمبر 2004  | هولندا                      | مخرج ومنتج وممثل هولندي وناقد للثقافة الإسلامية، تم اغتياله في أمستردام على يد محمد بويري. |
| رفيق الحريري        | 14 فبراير 2005 | لبنان                       | رئيس وزراء لبنان الثالث والأربعون، تم اغتياله بمتفجرات تزن أكثر من 1000 كلغ من التي أن تي، وسبَّبَ اغتياله قيام ثورة الأرز التي أخرجت الجيش السوري من لبنان وأدت إلى قيام محكمة دولية من أجل الكشف عن القتلة ومحاكمتهم.                                                   |
| بيار أمين الجميل    | 21 نوفمبر 2006 | لبنان                       | وزيرا الصناعة في لبنان، تم اغتياله من قبل ثلاثة مجهولون حيث أطلقوا النار على سيارته في منطقة الجديدة في ضاحية بيروت الشمالية. |
| بينظير بوتو         | 27 ديسمبر 2007 | باكستان                     | رئيسة وزراء باكستان، تم اغتيالها في مدينة راولبندي الباكستانية بعد خروجها من تجمع انتخابي حزبي لأنصارها، حيث قام أحد المسلحين بإطلاق النار عليها، وأصيبت في الرأس والرقبة واتبع عملية اطلاق النار تفجير انتحاري.                                                       |
| عماد مغنية          | 12 فبراير 2008 | لبنان                       | أحد کبار القادة العسکريين لحزب الله اللبناني، تم اغتياله في حادث تفجير سيارة في دمشق، حي كفرسوسة. |
| جواو برناردو فييرا  | 2 مارس 2009    | غينيا بيساو                 | رئيس غينيا بيساو، تم اغتياله على يد عسكريين، بعد ساعات من اغتيال رئيس اركان الجيش الجنرال تاغمي نا وايي في اعتداء بقنبلة. |

## الكوارث

### الكوارث غير الطبيعية

#### الطيران
| الاسم                                | تاريخ          | الدولة           | ملاحظات |
| ------------------------------------ | -------------- | ---------------- | --- |
| الخطوط الجوية الفرنسية رحلة 4590     | 25 يوليو 2000  | فرنسا            | هي رحلة طيران من باريس إلى نيويورك وعلى متنها 100 راكب و9 من أفراد الطاقم وقبل إقلاعها حدث حريق في الجناح الأيسر وتحطمت في فندق مطار شارل ديغول في بلدة جونيس قرب باريس. |
| طيران الخليج رحلة 072                | 23 أغسطس 2000  | البحرين          | أثناء محاولة الطيار الهبوط على مدرج مطار البحرين سقطت الطائرة وتحطمت في مياه الخليج العربي، ونتج عن الحادث مقتل جميع الأشخاص الذين كانوا على متن الطائرة البالغ عددهم 143 شخصاً. |
| كارثة مطار ليناتي                    | 8 أكتوبر 2001  | إيطاليا          | هو تصادم طائرتان على المدرج في مطار ليناتي بمدينة ميلانو في إيطاليا. مما أسفر عن مقتل جميع الأشخاص البالغ عددهم 114 على متن الطائرة.. |
| الخطوط الجوية الأمريكية الرحلة 587   | 12 نوفمبر 2001 | الولايات المتحدة | تحطمت في حي كوينز في مدينة نيويورك، مما أسفر عن مقتل 260 على متنها و5 أشخاص على الأرض. |
| الخطوط الجوية الصينية الرحلة 611     | 25 مايو 2002   | الصين            | تحطمت الطائرة في الجو وسقطت في مضيق تايوان، مما أسفر عن مقتل جميع ركابها البالغ عددهم 225. |
| توبوليف تو 154                       | 1 يوليو 2002   | روسيا            | اصطدمت طائرة ركاب توبوليف تو -154 وطائرة شحن بوينغ 757 فوق بلدة اوبرلنغن الألمانية. مما أسفر عن مقتل جميع ركابها البالغ عددهم 71 شخص. |
| كارثة العرض الجوي بأوكرانيا          | 27 يوليو 2002  | أوكرانيا         | تحطمت طائرة سوخوي سو-27 في معرض جوي في أوكرانيا، مما أسفر عن مقتل 77 وإصابة 543 شخص، مما يجعلها أسوأ كارثة جوية في التاريخ. |
| كارثة مكوك الفضاء كولومبيا           | 1 فبراير 2003  | الولايات المتحدة | تحطم مكوك الفضاء كولومبيا أثناء عودته إلى تكساس، مما أسفر عن مقتل جميع رواد الفضاء السبعة الذين كانوا على متنه. |
| حادثة سقوط إليوشن إي أل-76 الإيرانية | 19 فبراير 2003 | إيران            | تحطمت طائرة عسكرية من طراز إليوشن إي أل-76 خارج مدينة كرمان الإيرانية، مما أسفر عن مقتل 275 شخصًا. |
| خطوط هيليوز الجوية الرحلة 522        | 14 أغسطس 2005  | اليونان          | تحطمت في اليونان. وقتل جميع الركاب وعددهم 115 راكبا. |
| خطوط غرب الكاريبي الجوية رحلة 708    | 16 أغسطس 2005  | فنزويلا          | تحطمت الطائرة في منطقة نائية في فنزويلا، مما أسفر عن مقتل 160 شخصًا. |
| طيران جول ترانسبورتيس الرحلة 1907    | 16 أغسطس 2005  | البرازيل         | هو تصادم جوي بين طائرتي بوينغ 737-800 التابعة لشركة جول لينهاس ايريس الرحلة 1907 وطائرة إمبراير ليجاسي 600 التابعة لطيران أكسل الرحلة 600، أسفر التصادم عن مقتل جميع ركاب طائرة بوينغ 737-800. بينما طائرة إمبراير ليجاسي 600 قامت بهبوط اضطراري في موقع عسكري قريب دون اي ضرر على ركابها السبعة. |
| رحلة ادم اير 574                     | 1 يناير 2007   | إندونيسيا        | تحطمت في المحيط. توفي 102 شخص كانوا على متنها. |
| خطوط تام الجوية الرحلة 3054          | 17 يوليو 2007  | البرازيل         | انزلقت الطائرة من مدرج مطار كونجونهاس الدولي واصطدمت في مستودع مما أسفر عن مقتل 199 شخصًا. |
| كولجان للطيران الرحلة 3407           | 12 فبراير 2009 | الولايات المتحدة | تحطمت الطائرة في بوفالو، بنيويورك، مما أسفر عن مقتل 50 شخصًا. |
| الخطوط الجوية الفرنسية رحلة 447      | 1 يونيو 2009   | فرنسا            | تحطمت الطائرة في جنوب المحيط الأطلسي بعد أن حدث عطل فني. قتل جميع الركاب البالغ عددهم 228 شخص. |
| الخطوط الجوية اليمنية الرحلة 626     | 30 يونيو 2009  | اليمن            | تحطمت الطائرة في المحيط الهندي بالقرب من جزر القمر. قتل جميع الركاب باستثناء الطفلة باهيا بكاري البالغة من العمر 12 عاما. |

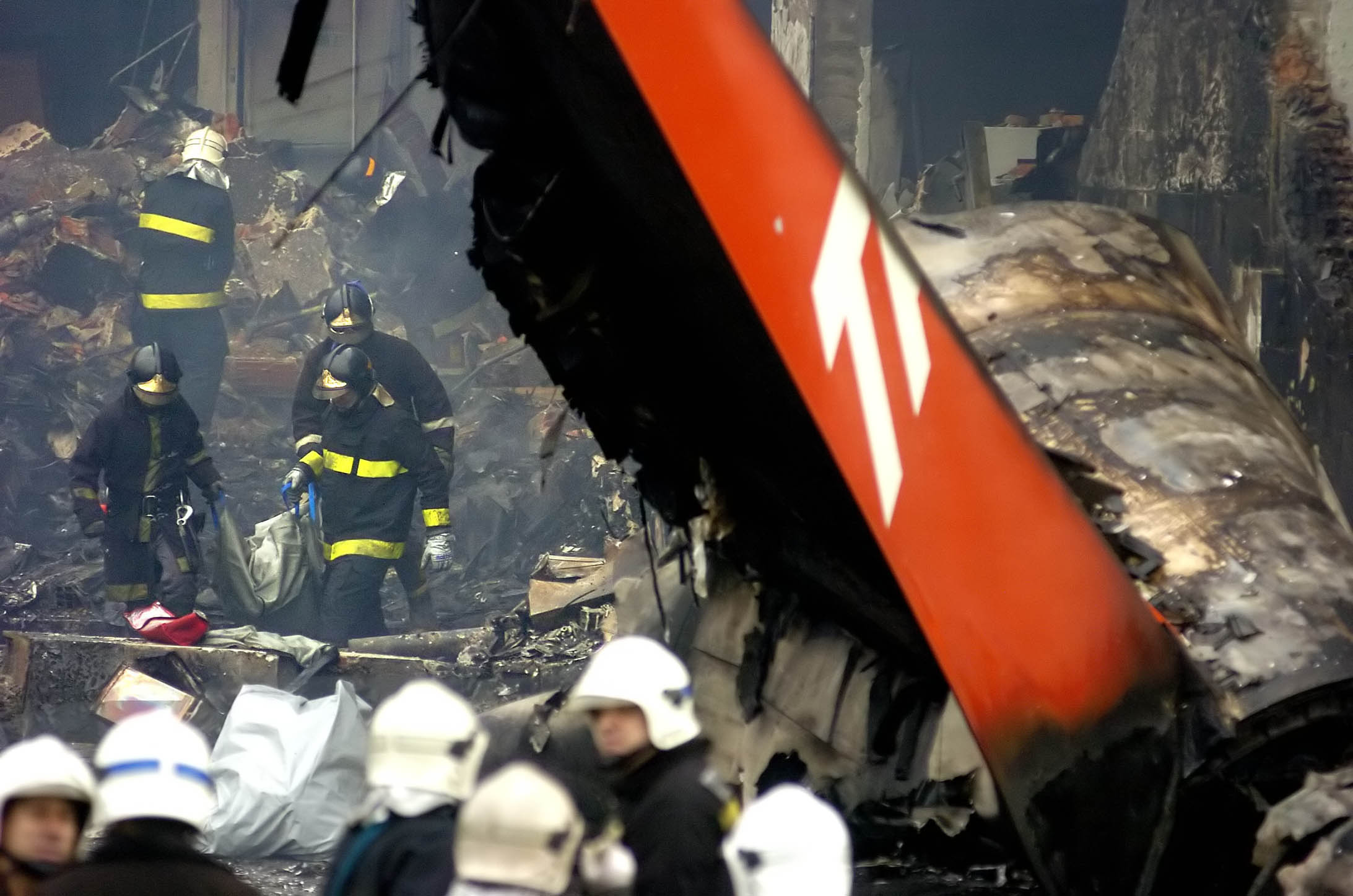
إخراج جثث ركاب طائرة الرحلة 3054 في البرازيل
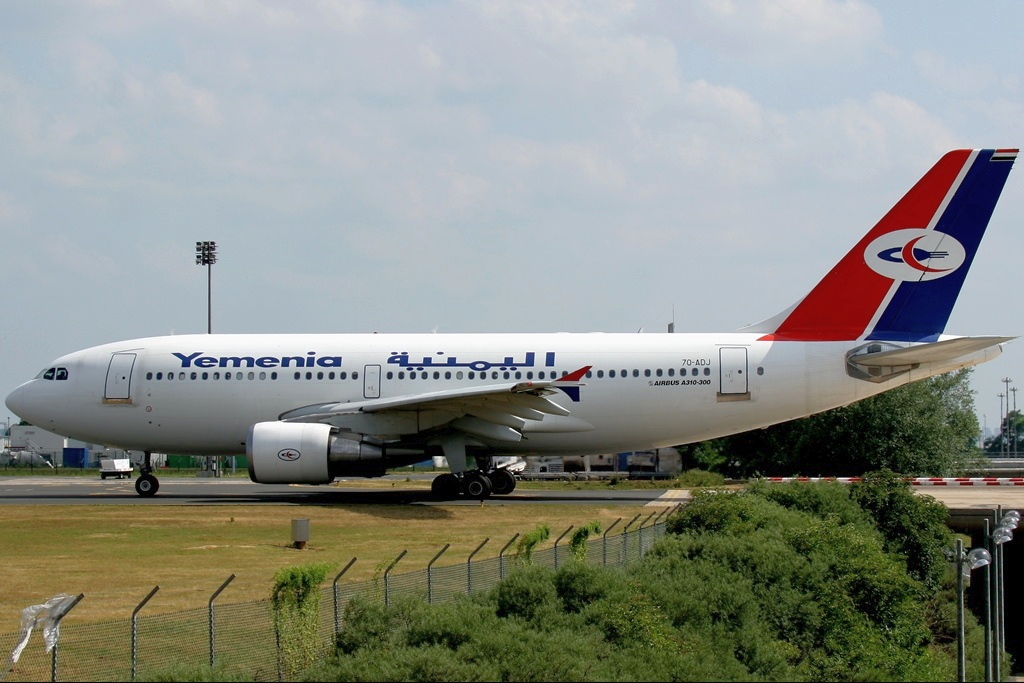
طائرة الخطوط الجوية اليمنية الرحلة 626 التي سقطت وقد تم تصويرها في ديسمبر 2005
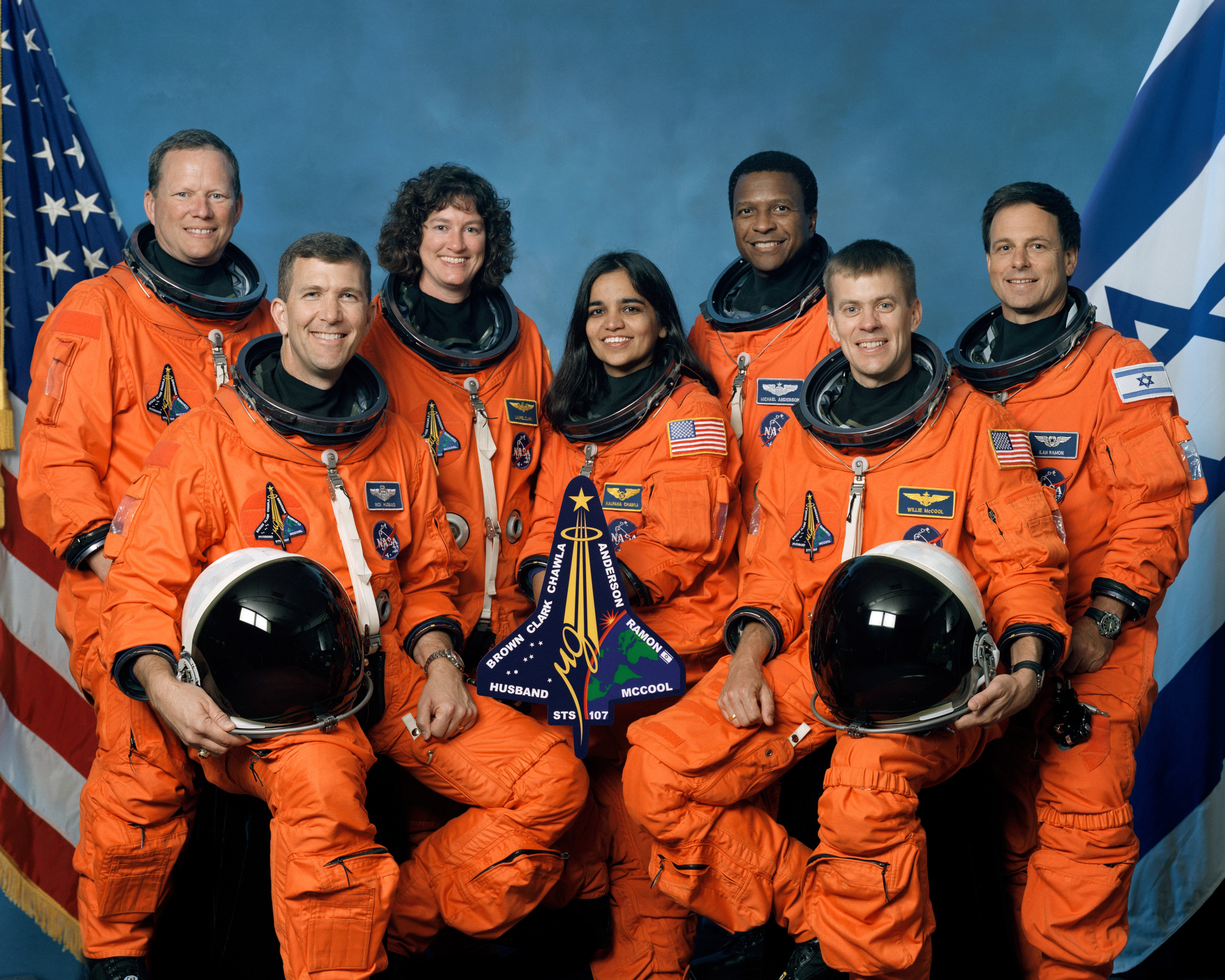
رواد الفضاء السبعة الذين كانوا على متن مكوك الفضاء كولومبيا

#### البحر
| الاسم                                | تاريخ          | الدولة    | ملاحظات                                                                 |
| ------------------------------------ | -------------- | --------- | ----------------------------------------------------------------------- |
| غواصة كي-141 كورسك                   | 12 أغسطس 2000  | روسيا     | غرقت قرب القطب الشمالي نتيجة حادث لم يتم كشف ملابساته إلا بعد وقت طويل. |
| كارثة سفينة لو جولا                  | 26 سبتمبر 2002 | السنغال   | انقلبت قبالة سواحل غامبيا وقتل 1.863 شخص ونجى فقط 64 شخص.               |
| غرق السفينة الإندونيسية في بحار جاوة | 30 ديسمبر 2006 | إندونيسيا | غرقت خلال عاصفة عنيفة في بحر جاوة. وقتل مايقارب 500 شخص.                |

## الرياضة
- فوز البرازيل  بـكأس العالم 2002.
- فوز إيطاليا  بـكأس العالم 2006.
- فوز إسبانيا  بـكأس العالم 2010.

## شخصيات بارزة
- 2000: وفاة الرئيس السوري حافظ الأسد.
- 2000: وفاة الرئيس التونسي الأسبق الحبيب بورقيبة.
- 2000: وفاة الرئيس الرابع للجزائر رابح بيطاط.
- 2000: وفاة الممثل المصري مصطفى متولي.
- 2000: وفاة المطرب السعودي طلال مداح.
- 2001: وفاة الرئيس اللبناني الأسبق شارل حلو.
- 2001: وفاة الممثلة المصرية سعاد حسني.
- 2001: وفاة القائد الفلسطيني أبو علي مصطفى.
- 2001: اغتيال الزعيم الأفغاني أحمد شاه مسعود.
- 2001: قائدة الطائرة التركية صبيحة كوكجن (كانت أول طيار مقاتل من النساء في العالم).
- 2002: وفاة الممثل المصري أحمد مظهر.
- 2002: وفاة القائد الفلسطيني جهاد أحمد جبريل.
- 2002: وفاة الحكم المغربي سعيد بلقولة.
- 2002: وفاة الفيلسوف المصري عبد الرحمن بدوي.
- 2002: وفاة الممثلة المصرية سناء جميل.
- 2002: وفاة الأميرة المصرية فادية بنت فاروق الأول.
- 2003: مقتل الصحافي الأردني/الفلسطيني طارق أيوب.
- 2003: وفاة الموسيقار المصري كمال الطويل.
- 2003: اغتيال رجل الدين العراقي محمد باقر الحكيم.
- 2003: وفاة الممثلة المصرية أمينة رزق.
- 2003: وفاة المفكر الفلسطيني/الأمريكي إدوارد سعيد.
- 2003: وفاة الشاعرة الفلسطينية فدوى طوقان.
- 2003: اغتيال المغنية التونسية ذكرى.
- 2004: وفاة الزعيم الفلسطيني ياسر عرفات.
- 2004: وفاة حاكم الإمارات العربية المتحدة زايد بن سلطان آل نهيان.
- 2004: وفاة ملكة هولندا السابقة الملكة جوليانا
- 2004: اغتيال القائد الفلسطيني عبد العزيز الرنتيسي.
- 2004: اغتيال القائد والداعية الفلسطيني أحمد ياسين.
- 2004: توفي الرئيس الأمريكي الأسبق رونالد ريغان.
- 2005: وفاة بابا الفاتيكان يوحنا بولس الثاني.
- 2005: وفاة ملك السعودية فهد بن عبد العزيز آل سعود.
- 2005: إغتيل رئيس الوزراء اللبناني رفيق الحريري.
- 2005: وفاة الاميرة المصرية فوزية بنت فاروق الأول.
- 2005: وفاة اخر ملكة مصرية الملكة ناريمان.
- 2005: وفاة الممثل المصري أحمد زكي.
- 2005: وفاة الداعية الأسلامي الهندي أحمد ديدات.
- 2006: إعدام الرئيس العراقي صدام حسين.
- 2006: وفاة امير الكويت الشيخ جابر الأحمد الصباح.
- 2006: وفاة الرئيس اللبناني الأسبق إلياس الهراوي.
- 2006: وفاة الكاتب المصري نجيب محفوظ.
- 2006: مقتل الصحافية والمراسلة العراقية أطوار بهجت.
- 2006: وفاة الممثلة المصرية سناء يونس.
- 2006: وفاة الممثلة المصرية هدى سلطان.
- 2006: مقتل الإرهابي الأردني أبو مصعب الزرقاوي.
- 2006: وفاة الممثل المصري عبد المنعم مدبولي.
- 2006: وفاة المؤرخ اللبناني/الفلسطيني نقولا زيادة.
- 2006: وفاة الممثل المصري فؤاد المهندس.
- 2006: اغتيال السياسي اللبناني بيار أمين الجميل.
- 2006: وفاة الممثلة المصرية ماجدة الخطيب.
- 2007: اغتيال رئيسة وزراء باكستان بينظير بوتو.
- 2007: إعدام نائب رئيس جمهورية العراق طه ياسين رمضان.
- 2007: وفاة الشاعرة العراقية نازك الملائكة.
- 2007: وفاة الممثلة المصرية سعاد نصر.
- 2007: وفاة المطربة المغربية رجاء بلمليح.
- 2008: وفاة القائد الفلسطيني جورج حبش.
- 2008: وفاة المخرج السينمائي المصري يوسف شاهين.
- 2008: وفاة الشاعر الفلسطيني محمود درويش.
- 2008: وفاة المفكر المصري عبد الوهاب المسيري.
- 2008: وفاة الرئيس الإندونيسي الأسبق سوهارتو.
- 2008: اغتيال قائد حزب الله اللبناني عماد مغنية.
- 2009: وفاة حاكم الكويت الثالث عشر جابر الأحمد الصباح.
- 2009: وفاة الرئيس الخامس لجمهورية السودان جعفر النميري.
- 2009: وفاة الملكة الليبية زوجة ملك ليبيا محمد إدريس السنوسي. فاطمة السنوسي.
- 2009: وفاة الأديب السوداني الطيب صالح.
- 2009: وفاة السياسي والكاتب فلسطيني شفيق الحوت.
- 2009: وفاة السياسي والداعية إسلامي اللبناني فتحي يكن.
- 2009: وفاة المؤرخ المغربي عبد الهادي بوطالب.